# 소변기

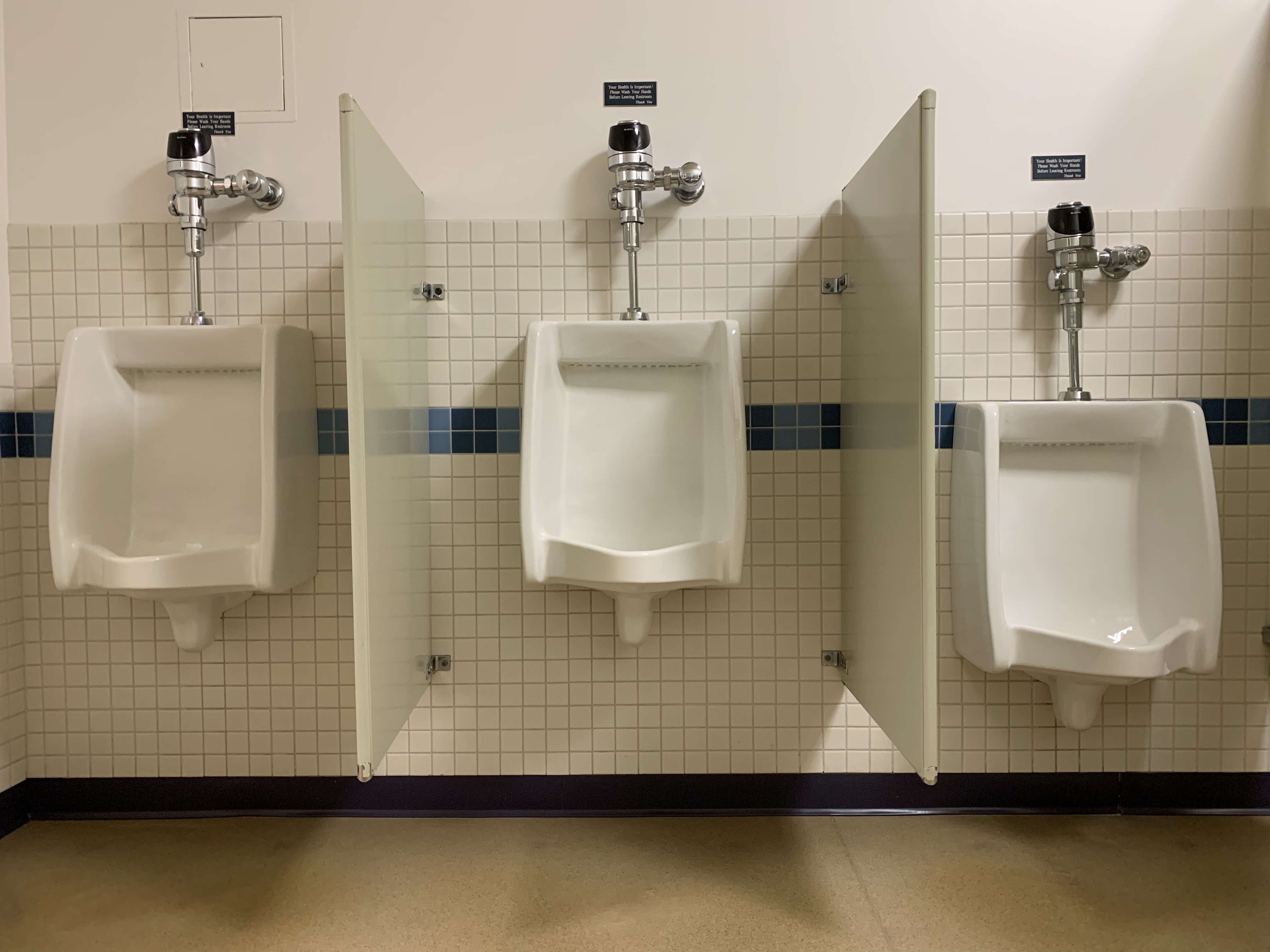
아메리칸 스탠다드 사무실 화장실 소변기

소변기(小便器, 영어: urinal)는 일반 변기와 유사하지만 배뇨만을 위한 위생 배관 설비이다. 소변기는 서방 세계의 남성 공중화장실에 자주 비치된다(이슬람 세계에서는 덜 그렇다). 보통 서서 사용한다. 소변기는 수동식 물내림, 자동 물내림, 또는 무수 소변기와 같이 물내림 기능이 없는 형태로 사용할 수 있다. 단일 위생 설비(칸막이 유무와 관계없이)로 배치되거나 칸막이가 없는 홈통형 디자인으로 배치될 수 있다.
여성을 위해 설계된 소변기(여성용 소변기)도 존재하지만 흔하지 않다. 여성도 여성용 배뇨 장치를 사용하여 서서 소변기를 사용할 수 있다. "소변기"라는 용어는 이러한 설비를 포함하는 작은 건물 또는 다른 구조물에도 적용될 수 있다. 또한 의학적 분석을 위해 소변을 수집하는 작은 용기나, 소형 항공기, 장기 잠복근무, 병상에 누운 사람과 같이 화장실 시설을 이용할 수 없는 곳에서 사용하기 위한 작은 용기를 지칭할 수도 있다.

## 설명

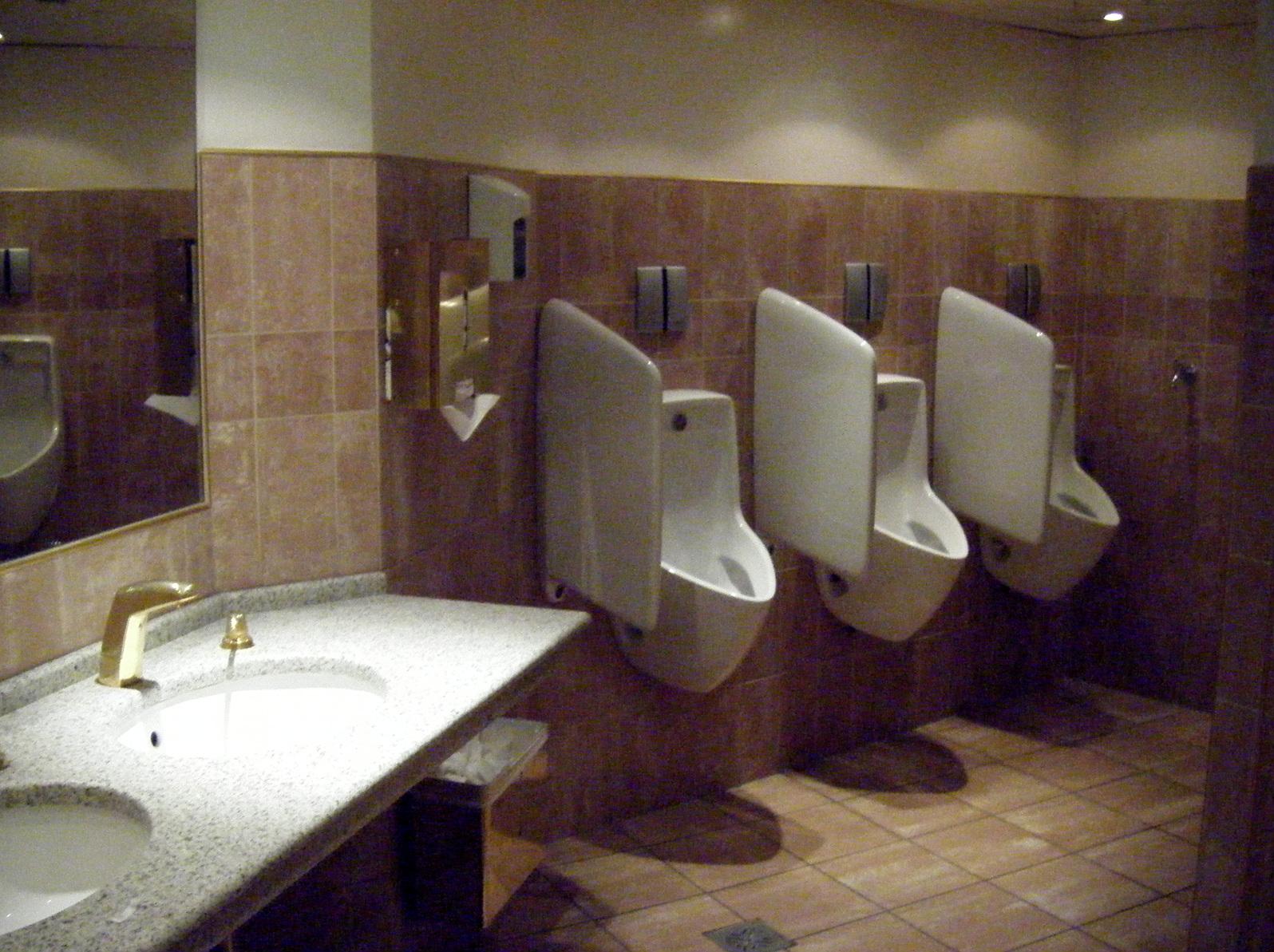
오스트리아 빈의 남성 공중화장실에 칸막이가 설치된 소변기

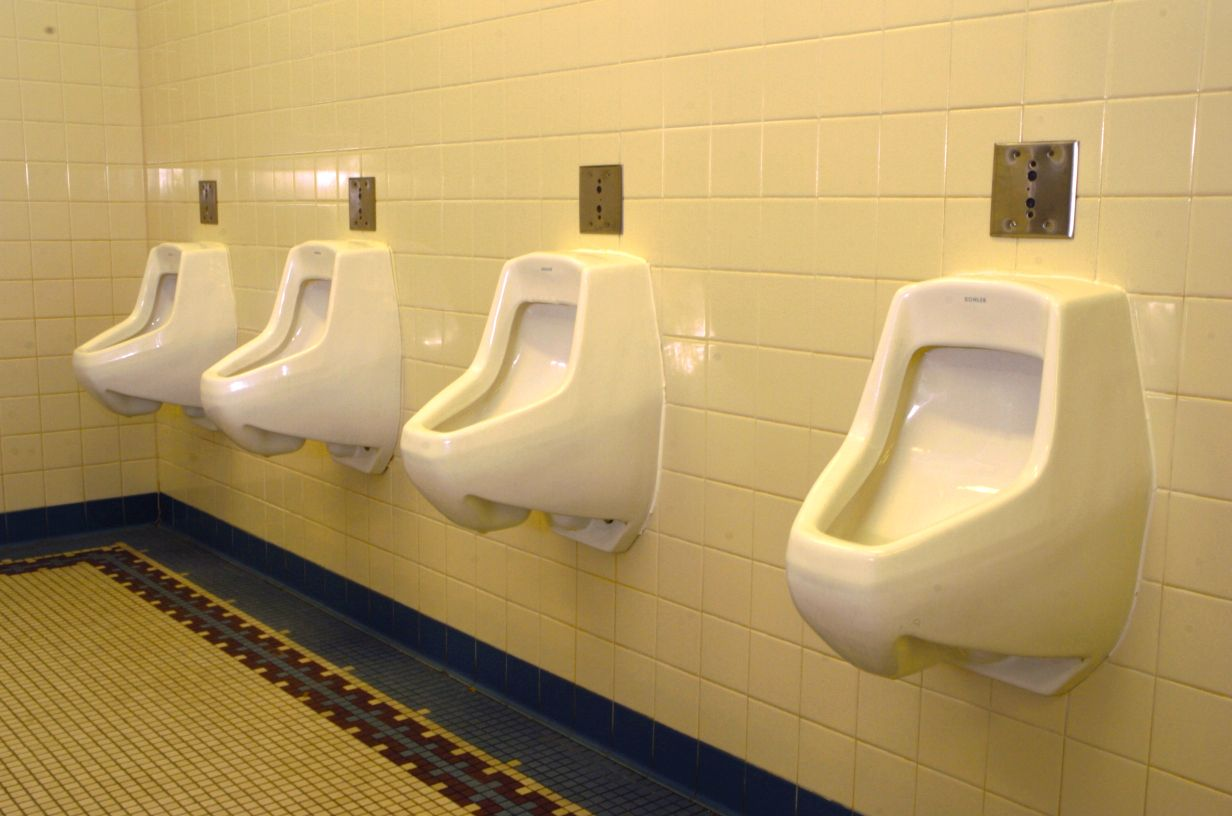
칸막이 없이 일렬로 배치된 일반적인 센서 작동식 소변기

스탠드형 소변기는 페니스 또는 서서 소변을 볼 수 있는 다른 적응 수단이 있는 사람이 편리하고 적절하게 사용할 수 있다. 연령 제한은 없으며, 소변기는 모든 연령대의 남성과 소년들이 일반적으로 사용한다. 여성용 소변기도 존재하지만 흔하지 않다.
번잡한 공중화장실에서는 효율성을 위해 소변기가 설치된다. 일반 배뇨용 변기보다 사용이 빠르고 위생적이다. 소변기는 만질 추가적인 문이나 잠금 장치가 없고, 변기 시트를 올릴 필요도 없기 때문이다. 소변기를 지속적으로 사용하면 변기 칸이 더 깨끗하게 유지되고 배변이 필요한 사람들에게 더 많이 이용될 수 있다. 소변기는 공간을 덜 차지하고 더 간단하며 수세식 변소보다 물을 덜 사용하거나(또는 전혀 사용하지 않음) 물내림 시 물을 덜 소비한다. 많은 수의 소변기는 일반적으로 공통 공급관과 배수관을 따라 설치된다. 소변기는 키가 크거나 작은 사용자를 수용하기 위해 다양한 높이로 제공될 수도 있다.
공중 소변기에는 일반적으로 플라스틱 망사 보호대가 있으며, 선택적으로 냄새 제거용 소변기 방향제 블록 또는 "소변기 케이크"가 들어 있을 수 있다. 이 망사는 담배 꽁초, 똥, 껌 또는 종이와 같은 고형물이 물내림되어 배관 막힘을 유발하는 것을 방지하기 위한 것이다. 일부 식당, 바, 클럽에서는 소변기에 얼음을 넣어 방향제 블록과 동일한 목적을 일부 달성하면서 냄새나는 화학 물질을 방출하지 않는다.

### 배치

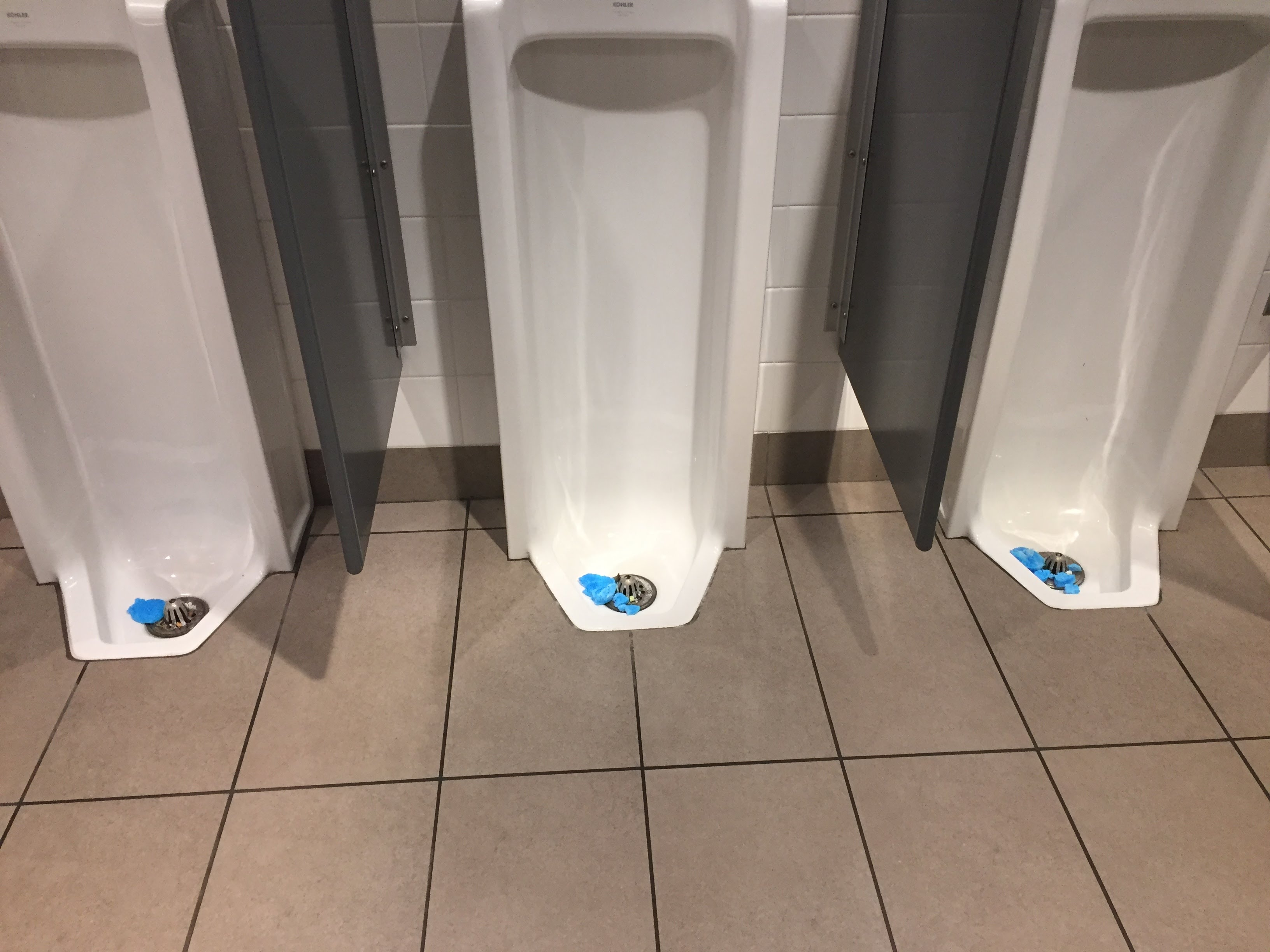
모든 키의 사용자에게 적합하도록 바닥까지 이어지는 소변기

공간 및 경제적 실용성을 위해 소변기는 일반적으로 칸막이 안에 배치되지 않는다. 소변기가 없는 여성 공중화장실과 달리, 남성 화장실에서 최적의 자원 효율성은 다른 사용자가 완전히 보이는 상태에서 소변을 보는 것을 요구한다. 최근 몇 년 동안 일부 국가에서는 소변기 사이에 칸막이를 설치하여 소변을 보는 과정에서 우발적인 노출 가능성을 없애는 것이 더 일반화되었다.
대규모 공중화장실의 소변기는 보통 문 바로 맞은편에 한두 줄로 배열되어 있어, 사용자가 들어오거나 밖에 서 있는 사람들에게 등을 돌리게 된다. 종종 길게 늘어선 소변기 줄의 한쪽 끝에 있는 한두 개의 소변기는 다른 소변기보다 낮게 설치되는데, 이는 장애인이나 일반 소변기에 닿지 않는 다른 사용자를 위한 것이다. 학교와 같이 다양한 키의 사람들이 있는 시설에서는 바닥까지 내려오는 소변기를 사용하여 모든 키의 사람이 어떤 소변기든 사용할 수 있도록 할 수 있다.
개별 설비 대신 트로프형 소변기가 설치될 수 있다. 이러한 디자인은 여러 사람이 동시에 사용할 수 있지만, 사생활 보호는 많이 되지 않는다. 학교, 음악 축제, 연극 행사, 스포츠 경기장, 디스코, 댄스 클럽, 컨벤션 홀과 같이 수요가 많은 곳에 자주 설치된다.
소변기는 한때 상업 또는 기관 환경에만 설치되었지만, 이제는 개인 주택에서도 사용할 수 있다. 많은 거주자가 있는 주택에서 상당한 물 절약 효과를 제공하며, "물 튀김"을 줄여 청소를 더 쉽게 해준다.

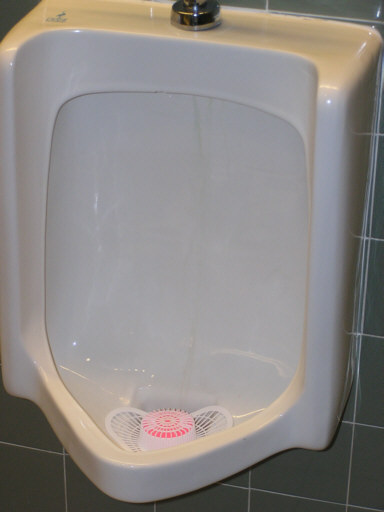
분홍색 소변기 케이크가 있는 소변기
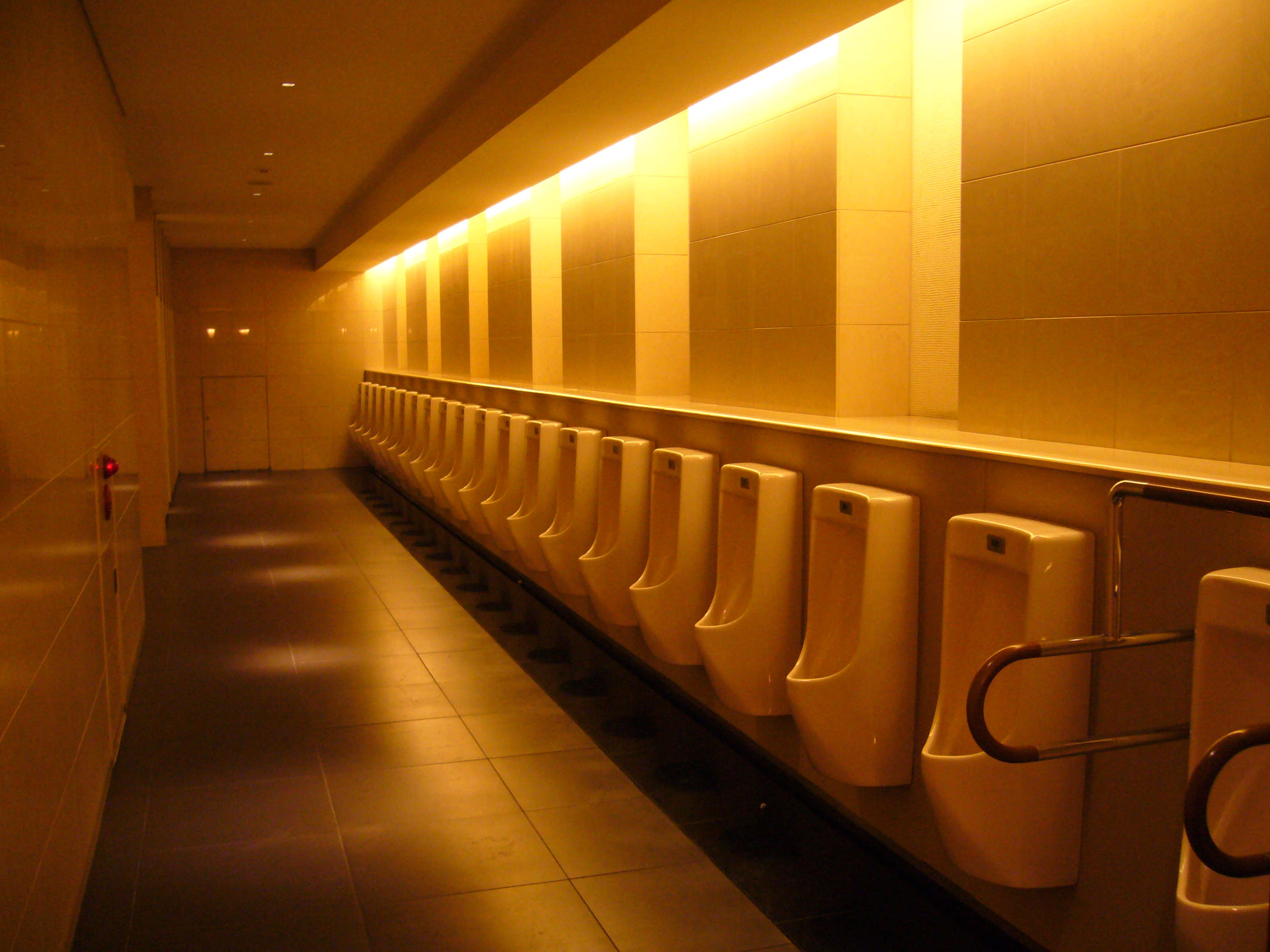
일본 도쿄의 소변기; 맨 오른쪽의 하나는 장애인을 위한 손잡이가 장착되어 있다.
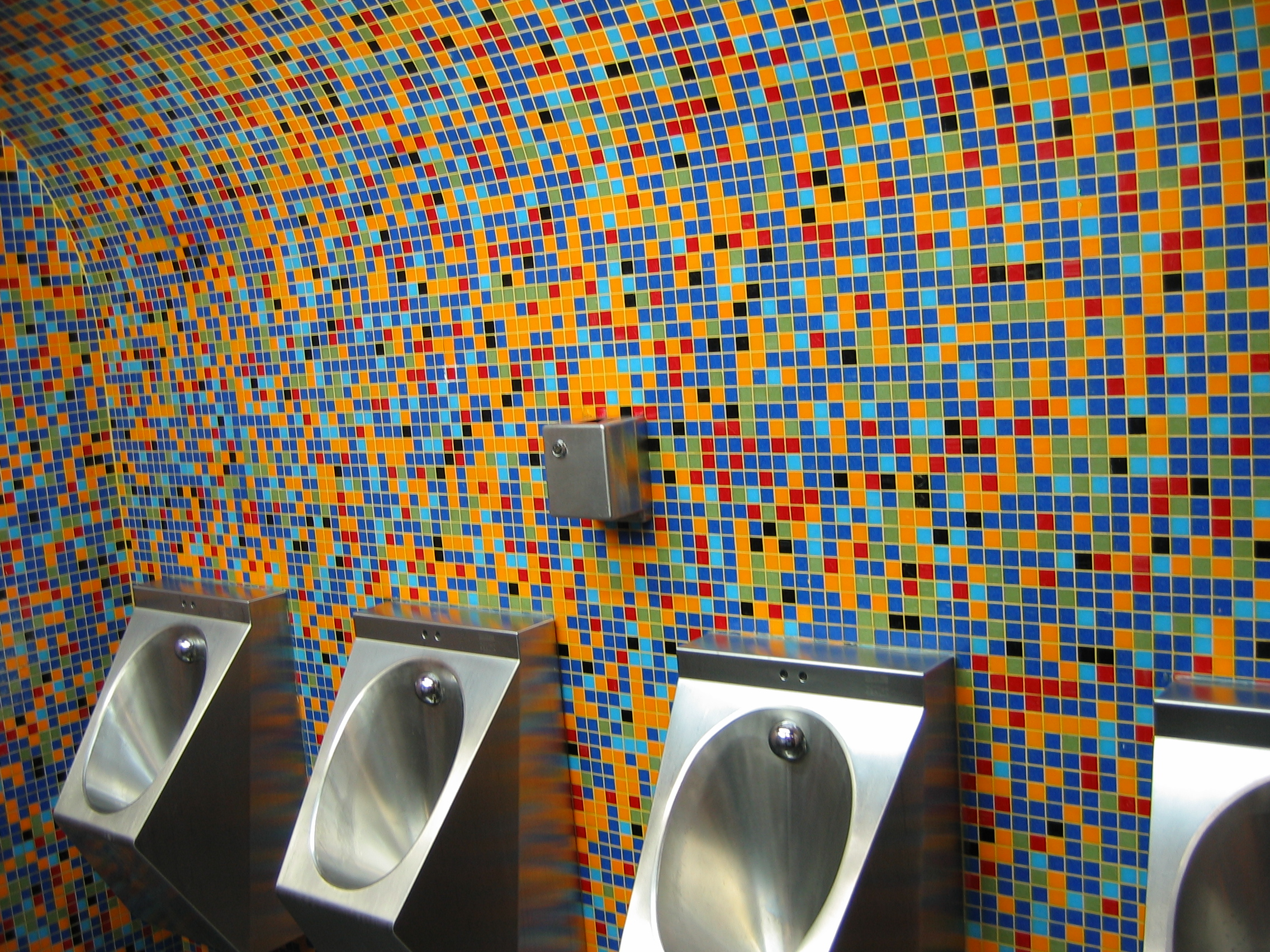
체코의 소변기
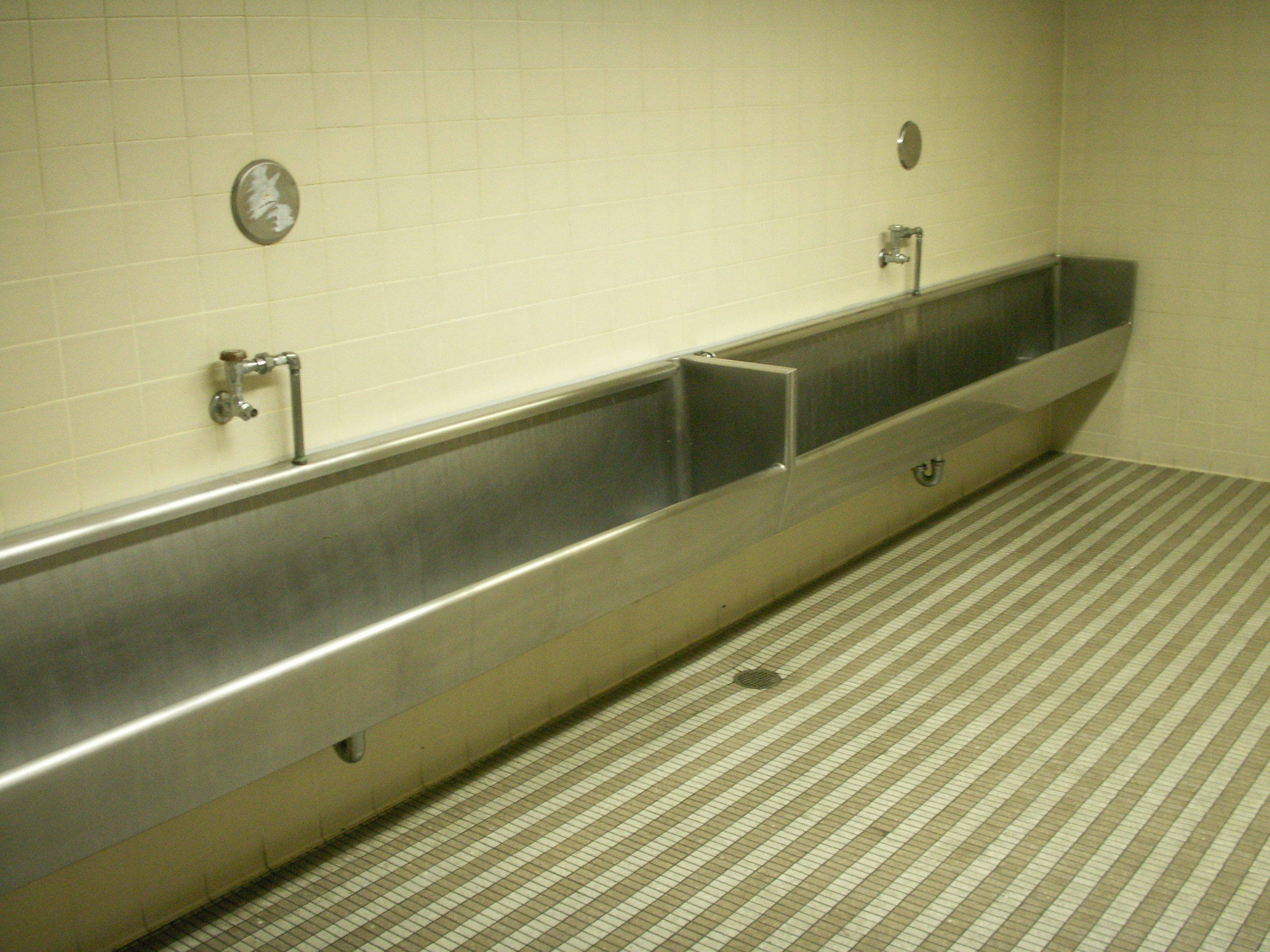
로스앤젤레스의 트로프형 소변기
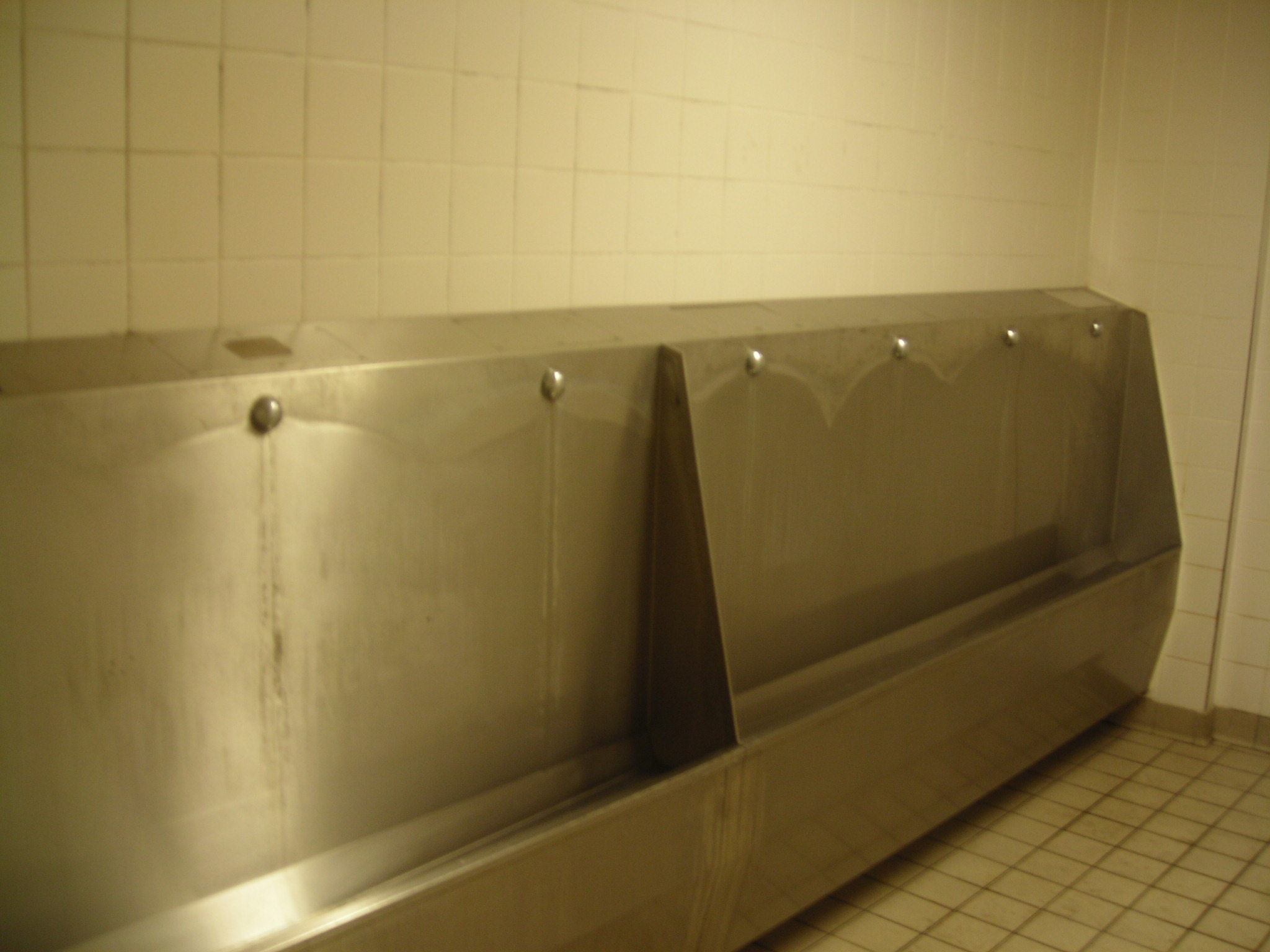
독일 뮌헨 기차역 소변기
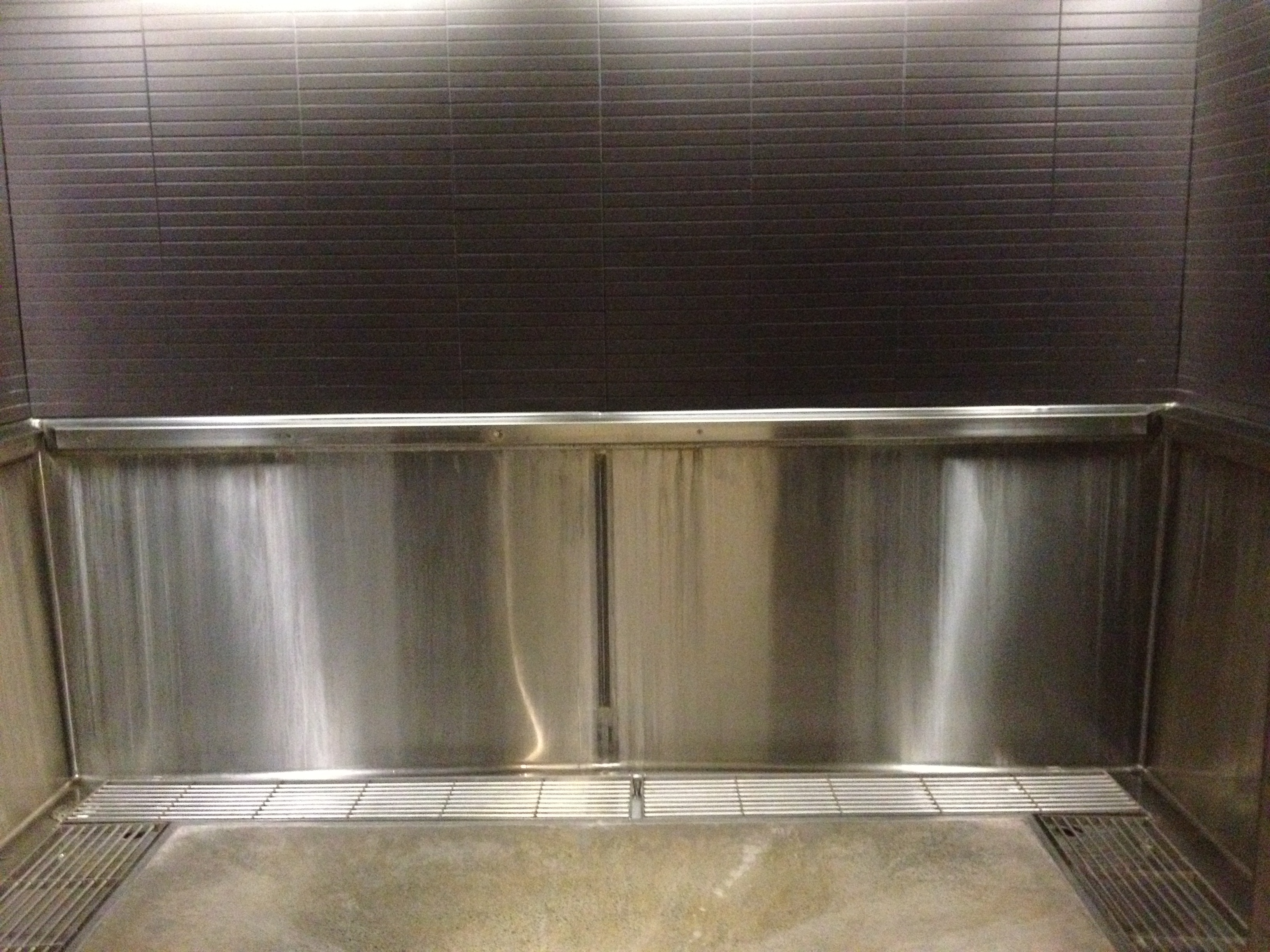
오스트레일리아 브리즈번 미술관의 현대식 트로프형 소변기
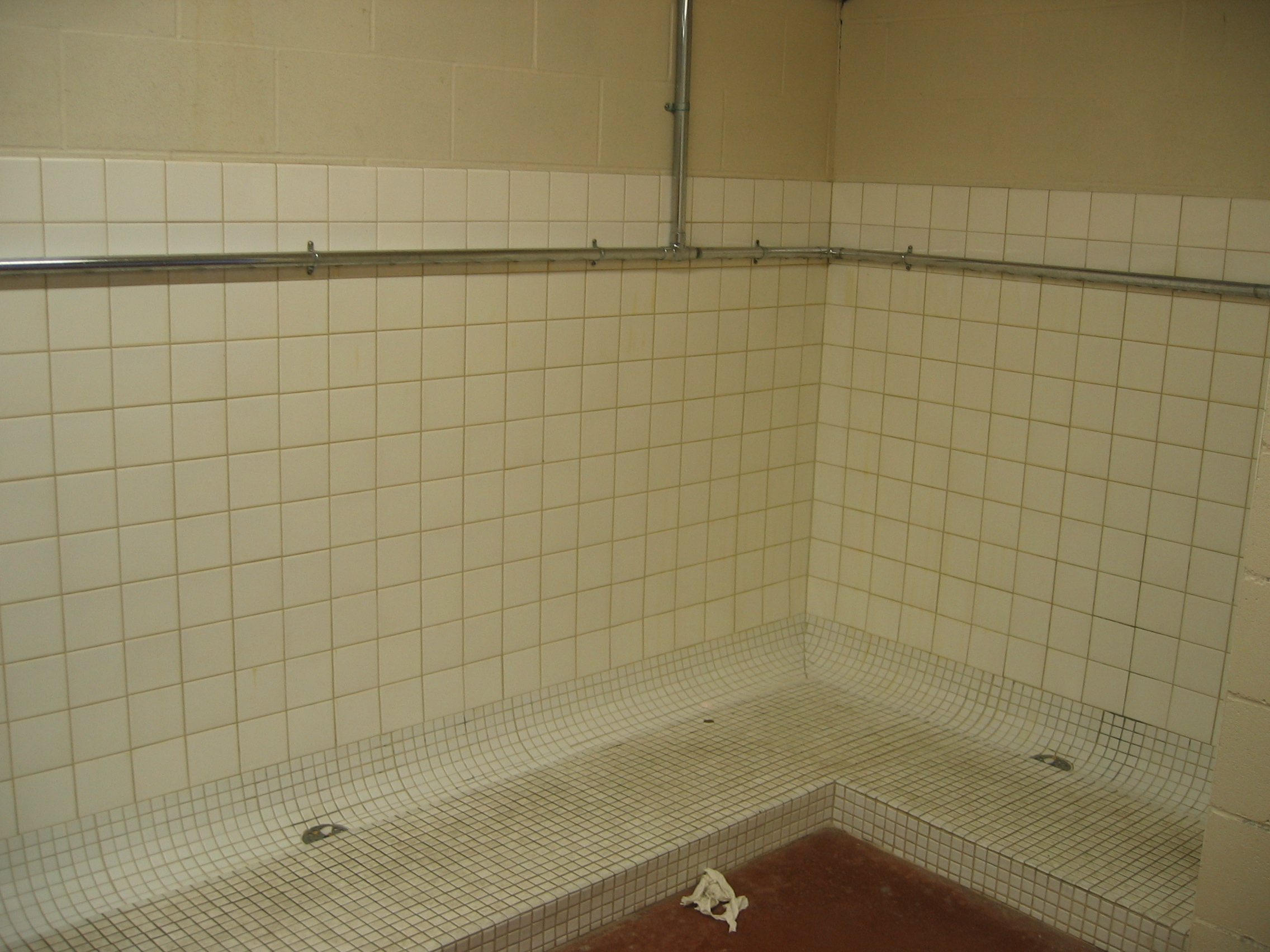
캐나다 서리 (브리티시컬럼비아주) 스테슨 볼 스타디움의 구식 벽걸이형 소변기
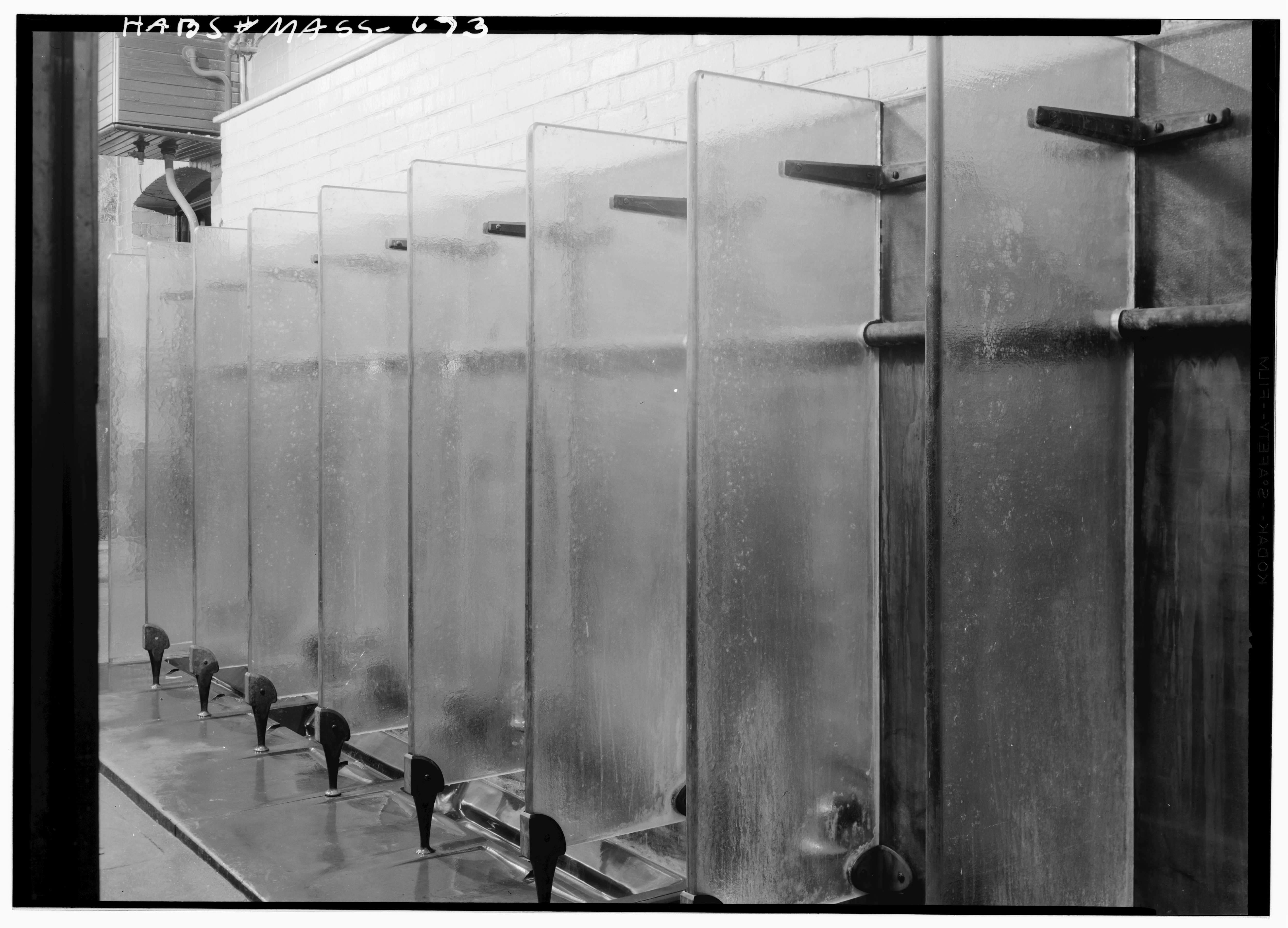
보스턴 중등 학교의 빈티지 소변기(1933년~1959년경)
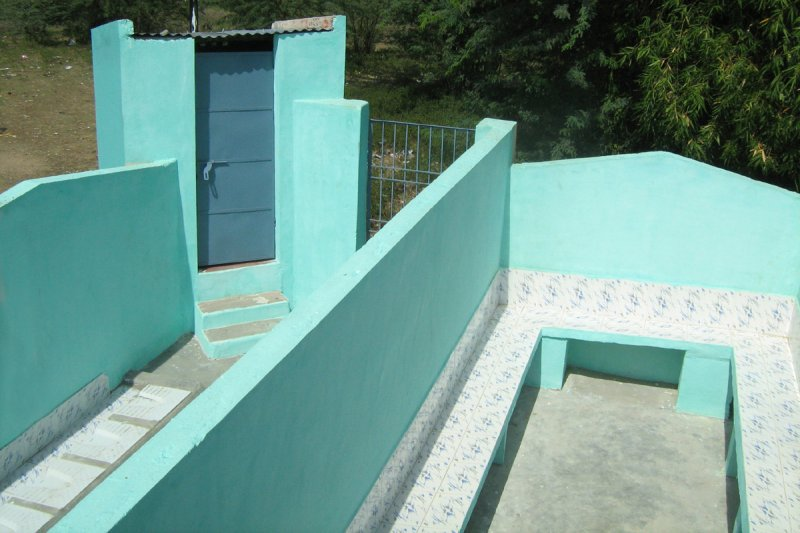
타밀나두주의 소년용(오른쪽) 및 소녀용(왼쪽) 야외 소변기

## 물내림 기능이 있는 소변기
대부분의 공중 소변기는 기기의 변기에서 소변을 헹구어 악취를 방지하기 위해 물내림 시스템을 포함한다. 물내림은 여러 가지 방법 중 하나로 작동될 수 있다.

### 수동 손잡이

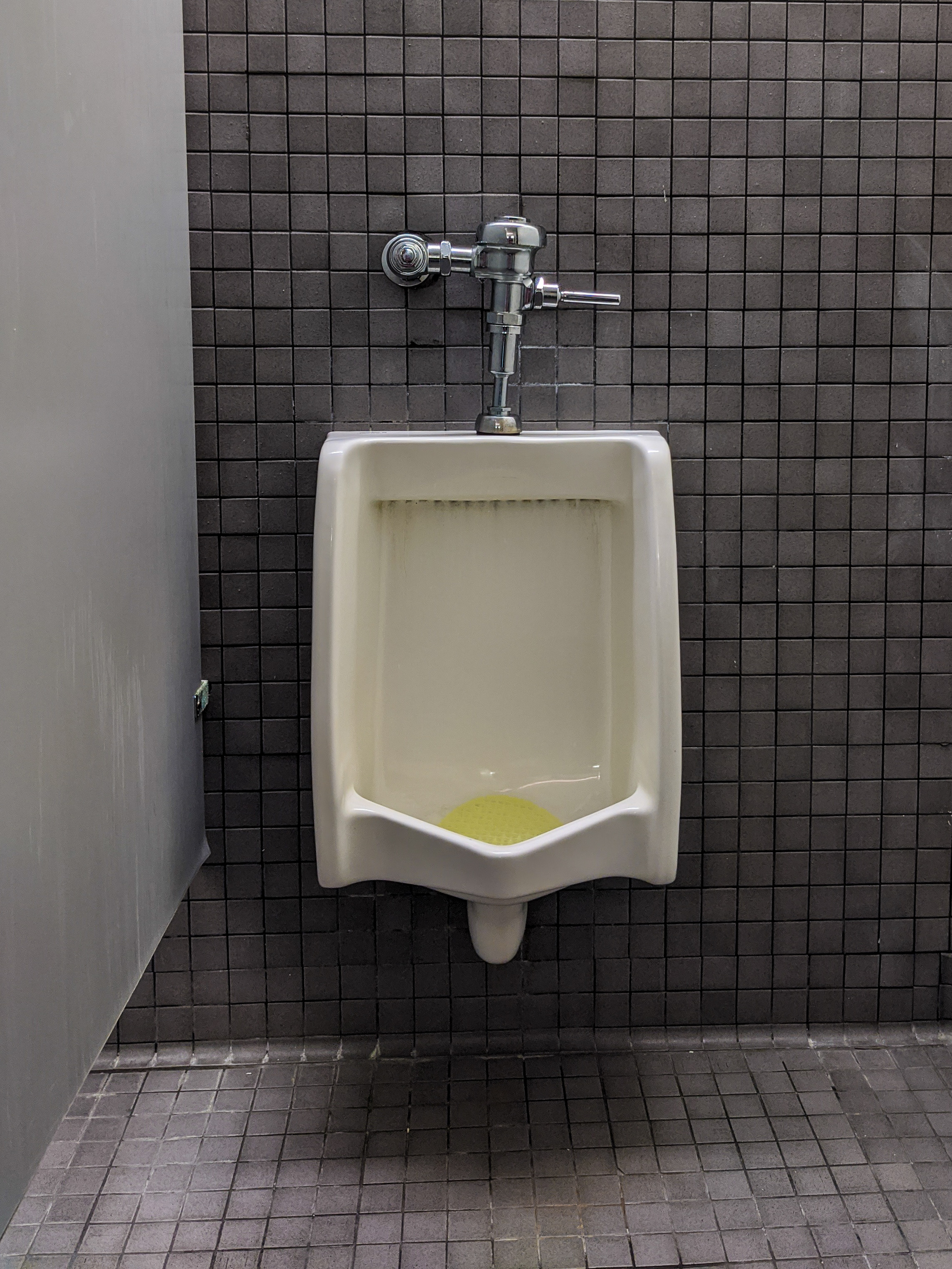
소변기 물내림 손잡이

이러한 종류의 물내림은 북미 지역의 표준 물내림 유형으로 간주될 수 있다. 각 소변기에는 물내림을 활성화하는 짧은 레버가 장착되어 있으며, 사용자는 나갈 때 이를 아래로 당겨야 한다. 이러한 직접 제어 시스템은 사용자가 이를 사용하는 것을 기억하는 한 가장 효율적이다. 그러나 손잡이를 만지는 것에 대한 두려움 때문에 확실하지 않은 경우가 많다. 손잡이가 너무 높이 있어 발로 차기 어렵기 때문이다. 발로 작동하는 물내림 시스템이 있는 소변기는 교통량이 많은 지역에서 가끔 발견된다. 이러한 시스템은 바닥에 버튼이 설치되어 있거나 발목 높이의 벽에 페달이 있다. 미국 장애인법은 물내림 밸브가 완공된 바닥(AFF) 위로 44 인치 (110 cm) 이상 설치되지 않아야 한다고 요구한다. 또한 소변기는 AFF 17 인치 (43 cm) 이상 설치되지 않아야 하며, 가장자리가 가늘고 길게 늘어져 벽에서 최소 14 인치 (36 cm) 돌출되어야 한다. 이를 통해 휠체어 사용자는 소변기 가장자리를 걸터앉아 소변 흐름을 위로 "아치형"으로 만들 필요 없이 소변을 볼 수 있다.

### 시간제 물내림

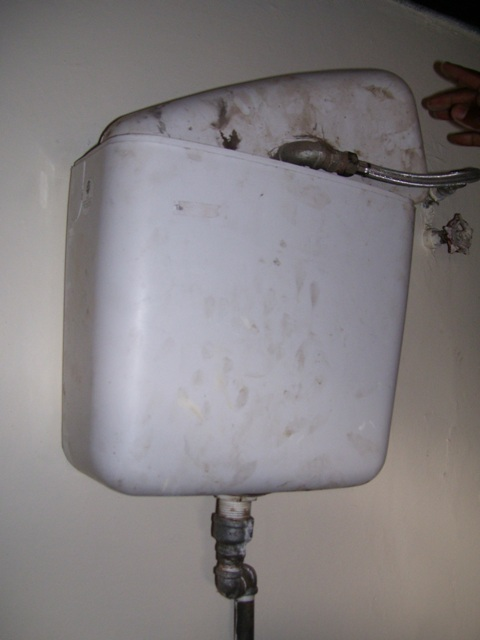
소변기 수조

유럽과 남미에서는 수동 물내림 손잡이가 흔하지 않다. 대신, 전통적인 시스템은 일정한 간격으로 자동으로 작동하는 시간제 물내림이다. 소변기 그룹은 타이밍 메커니즘을 포함하는 단일 오버헤드 수조에 연결된다. 물이 지속적으로 떨어지면서 수조가 서서히 채워지다가 한계점에 도달하면 밸브가 열리거나(사이펀이 수조를 배수하기 시작함) 그룹의 모든 소변기가 물내림된다. 동일한 기능을 수행하는 전자 제어기도 사용된다.
이 시스템은 사용자로부터 어떠한 조치도 요구하지 않지만, 화장실이 불규칙적으로 사용될 때 물 낭비가 심하다. 그러나 이들 국가에서는 사용자들이 자동 시스템에 너무 익숙해져서, 물을 절약하기 위해 수동 물내림을 설치하려는 시도는 일반적으로 성공적이지 않다. 사용자들이 게으름이나 감염에 대한 두려움 때문이 아니라, 물내림을 작동시키는 것이 습관적이지 않기 때문에 이를 무시한다.
소변기가 사용되지 않을 때 물 사용량을 줄이기 위해, 시간제 물내림 기능을 가진 일부 소변기는 절수 장치를 사용한다. 수조는 PIR 센서에 연결되어 소변기가 사용되지 않는 한 수조가 채워지는 것을 멈추게 한다. 센서는 벽이나 천장에 설치될 수 있으며, 소변기 범위 내의 움직임을 감지한다.

### 문 조절 물내림
주로 아시아 국가에서 사용된다. 이것은 구형의 절수 자동 물내림 방식으로, 공중화장실이 사용될 때만 작동한다. 버튼 스위치가 문틀에 설치되어, 문이 열릴 때마다 모든 소변기의 물내림 밸브를 작동시킨다. 개별 소변기의 사용을 감지할 수는 없지만, 소변기가 사용되지 않을 때 과도한 물을 낭비하지 않으면서도 합리적인 물내림 동작을 제공한다. 이 방식은 물내림 메커니즘이 문이 열릴 때만 작동하므로 스프링식 자동 도어 클로저가 필요하다.
또는 문에 연결된 물내림 시스템은 사용자 수를 세어, 문 열림 횟수가 특정 값에 도달하면 작동할 수 있다. 밤에는 문이 열리지 않으므로 물내림도 발생하지 않는다.

### 자동 물내림

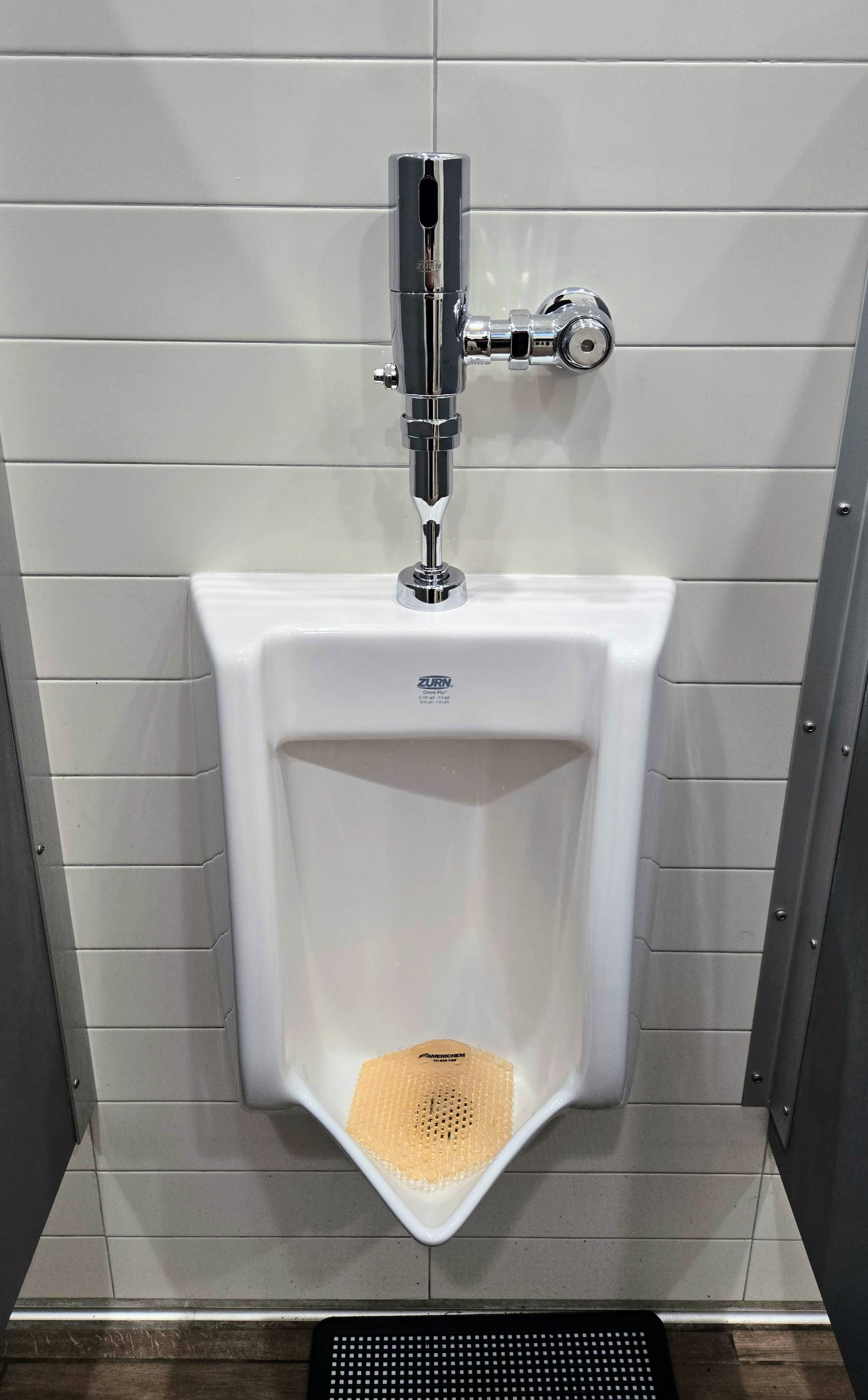
자동 물내림 밸브가 있는 소변기

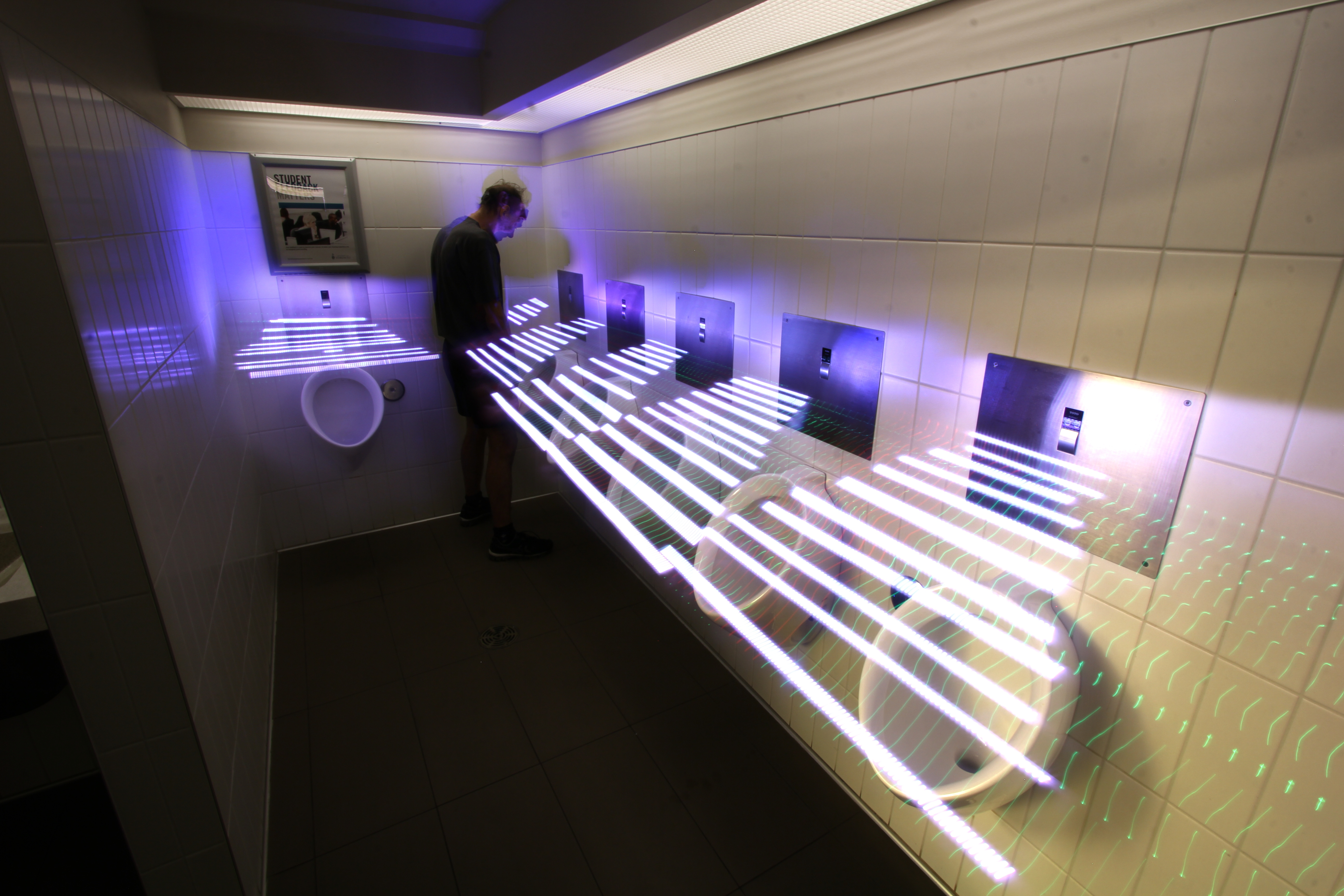
장시간 노출 사진은 센서의 감지 범위를 보여준다.

자동 물내림 밸브는 이전 방식의 문제를 해결하며, 전 세계의 새로운 설비에서 흔하다. PIR 센서는 누군가 소변기 앞에 서 있다가 움직여 나가는 것을 감지하여 소변기가 사용되었는지 확인한 다음 물내림을 활성화한다. 일반적으로 센서가 작동하지 않을 때 수동으로 물내림을 할 수 있도록 작은 오버라이드 버튼도 있다.
자동 물내림 시설은 기존 시스템에 개조할 수 있다. 수동 시스템의 손잡이 작동 밸브는 적절히 설계된 독립형 전자 밸브로 교체할 수 있으며, 종종 배터리로 작동하여 케이블 추가의 필요성을 피할 수 있다. 구형 시간제 물내림 설비에는 실내에서 감지된 전체 활동에 따라 수조로의 물 흐름을 조절하는 장치를 추가할 수 있다. 이는 진정한 개별 설비 자동 물내림을 제공하지는 않지만, 전체 시스템에 하나의 장치만 필요하므로 간단하고 저렴하게 추가할 수 있다.
자동 물내림의 오작동을 방지하기 위해 대부분의 적외선 감지기는 사람이 소변기 앞에 서 있는 경우와 같이 최소 10초 동안 존재가 감지되어야 한다고 요구한다. 이는 누군가 단순히 지나갈 때 전체 자동 물내림 장치 라인이 연속적으로 작동하는 것을 방지한다. 자동 물내림 메커니즘은 또한 물내림 전에 존재가 센서 범위 밖으로 나가는 것을 기다린다. 이는 존재가 감지되는 내내 지속적인 물내림 동작을 유발하는 센서에 비해 물 사용량을 줄인다.

## 무수 소변기
1990년대부터 물을 전혀 사용하지 않는 소변기가 시판되었다. 이를 무수 소변기 또는 플러시리스 소변기라고 부른다.
최초의 무수 소변기는 19세기 말 독일-오스트리아의 빌헬름 베츠(Wilhelm Beetz)가 유놀(Urinol)이라고 부른 오일 기반 사이펀을 사용하여 개발했다.
무수 소변기는 비교 대상인 물내림 소변기의 물 사용량과 하루 사용 횟수에 따라 소변기당 연간 15,000 and 45,000 미국 갤런 (57,000 and 170,000 L)의 물을 절약할 수 있다. 예를 들어, 이 수치는 소변기가 영업일 기준 하루에 40~120회 사용된다고 가정한다.
무수 소변기는 희석되지 않은 순수한 오줌을 수집할 수 있게 해주며, 이는 비료로 사용될 수 있다.

### 냄새 제어
1991년 Waterless Company와 2001년 Falcon Waterfree Technologies 및 Sloan Valve Company, 그리고 Duravit에서 출시한 무수 소변기 모델은 물 대신 밀폐액이 채워진 트랩 인서트를 사용한다. 물보다 가벼운 밀폐액은 U자형 배관에 고인 소변 위에 떠서 냄새가 공기 중으로 방출되는 것을 막는다. 카트리지와 밀폐액은 주기적으로 교체해야 한다.
무수 소변기는 또한 냄새를 가두어 화장실에서 자주 발생하는 냄새를 방지하는 배출 시스템을 사용할 수 있다. 냄새 제거의 또 다른 방법은 카로마에서 도입했는데, 사용 중에 활성화되는 탈취 블록을 무수 소변기에 설치했다.
무수 소변기의 냄새 제어는 또한 평평한 고무 튜브(오줌이 흐를 때 튜브가 열림) 또는 두 개의 실리콘 "커튼" 조각으로 제조된 단순한 일방향 밸브로도 달성된다. 전자는 독일 케라마그(Keramag)의 무수 소변기(센타우루스 모델)에 사용되며, 후자는 남아프리카의 어드컴(Addicom)이라는 회사에서 에코스멜스톱(EcoSmellStop) 장치라는 이름으로 판매된다.

### 응용
무수 소변기는 교통량이 많은 시설이나 급수 공급이 어렵거나 물보전이 필요한 상황에 설치할 수 있다.
무수 소변기는 2009년경부터 독일에서 상당히 보편화되었으며, 식당, 영화관, 고속도로 휴게소, 기차역 등에서 찾아볼 수 있다. 2009년에는 독일에 약 6백만 개의 소변기가 있었으며, 그 중 약 10만 개가 무수형이었다고 추정되었다.
2005년~2008년경의 높은 수준의 물 제한 때문에 브리즈번 시의회는 무수 소변기로의 전환을 의무화했다. 현재 브리즈번에서는 물내림 소변기를 거의 볼 수 없다.

### 설치 및 유지보수
무수 소변기의 배수관은 파이프 내에 스트루바이트("소변석") 및 인산칼슘 침전물이 쌓이는 것을 방지하기 위해 직경, 경사 및 파이프 재료 측면에서 올바르게 설치되어야 한다. 이러한 침전물은 막힘을 유발하고 값비싼 수리를 필요로 할 수 있다. 또한 희석되지 않은 소변은 금속에 부식성이 있으므로(스테인리스 스틸 제외) 소변 배수관에는 일반적으로 플라스틱 파이프가 선호된다.
대부분의 무수 소변기는 소변기 표면에 냄새 얼룩이 생기는 것을 막지 못하며, 소변기 및 주변의 주기적인 청소가 여전히 필요하다. 제조업체의 권장 사항에 따라 관리될 경우, 잘 설계된 무수 소변기는 물내림 소변기보다 더 많은 냄새를 방출하지 않는다. 그러나 일부 냄새 트래핑 장치는 장기적으로 다른 장치보다 더 잘 작동한다. 제조업체의 권장 사항에 따라 모든 유형의 무수 소변기에 대해 해당 냄새 제어 장치에 대한 정기적이고 철저한 유지보수가 필요하다.

### 미국 상황
미국 연방법은 1994년부터 물내림 당 1갤런을 초과하지 않도록 의무화했으며, EPA는 평균 소변기가 하루 20번 물내림된다고 추정하여 연간 평균 물 사용량이 7,300 미국 갤런 (28,000 L)에 달한다고 밝혔다. 기계식 트랩은 미국 건축법에서 허용되지 않지만, 다른 많은 국가에서는 허용된다.
배관공 노동조합은 처음에는 무수 소변기에 반대하며 건강과 안전 문제를 제기했지만, 이러한 주장은 장치를 연구한 과학자들에 의해 반박되었다. 배관 규정에서 무수 소변기 허용 시도에 대한 반대에 부딪히자 제조업체는 타협안을 고안했다. 통일 배관 규정은 무수 소변기를 설치하되, 불필요한 급수관은 소변기 뒤쪽까지 연결해야 한다는 조건으로 허용되도록 수정되었다. 이는 무수 모델이 시간이 지나면서 만족스럽지 못하다고 판단될 경우 나중에 기존의 물내림 소변기로 개조할 수 있도록 한다.
2006년 3월, AP 통신은 필라델피아 배관공 노조가 개발사인 Liberty Property Trust가 컴캐스트 센터에 무수 소변기를 설치하기로 결정한 것에 대해 불만을 표명했다고 보도했다. 많은 노조원들은 이것이 자신들의 일자리를 줄일 것이라고 믿었다. 개발사는 도시의 물을 연간 1,600,000 미국 갤런 (6,100,000 L) 절약하는 것을 결정적인 요인으로 꼽았다.
2010년 2월, 캘리포니아주 EPA 본부는 2003년에 설치된 무수 소변기를 "수백 건의 불만"으로 인해 제거했다. 불만 사항에는 냄새와 바닥에 튀긴 소변이 포함되었다. 관계자들은 이 프로젝트의 실패가 건물 기존 배관 시스템과의 비호환성 때문이라고 비난했다.

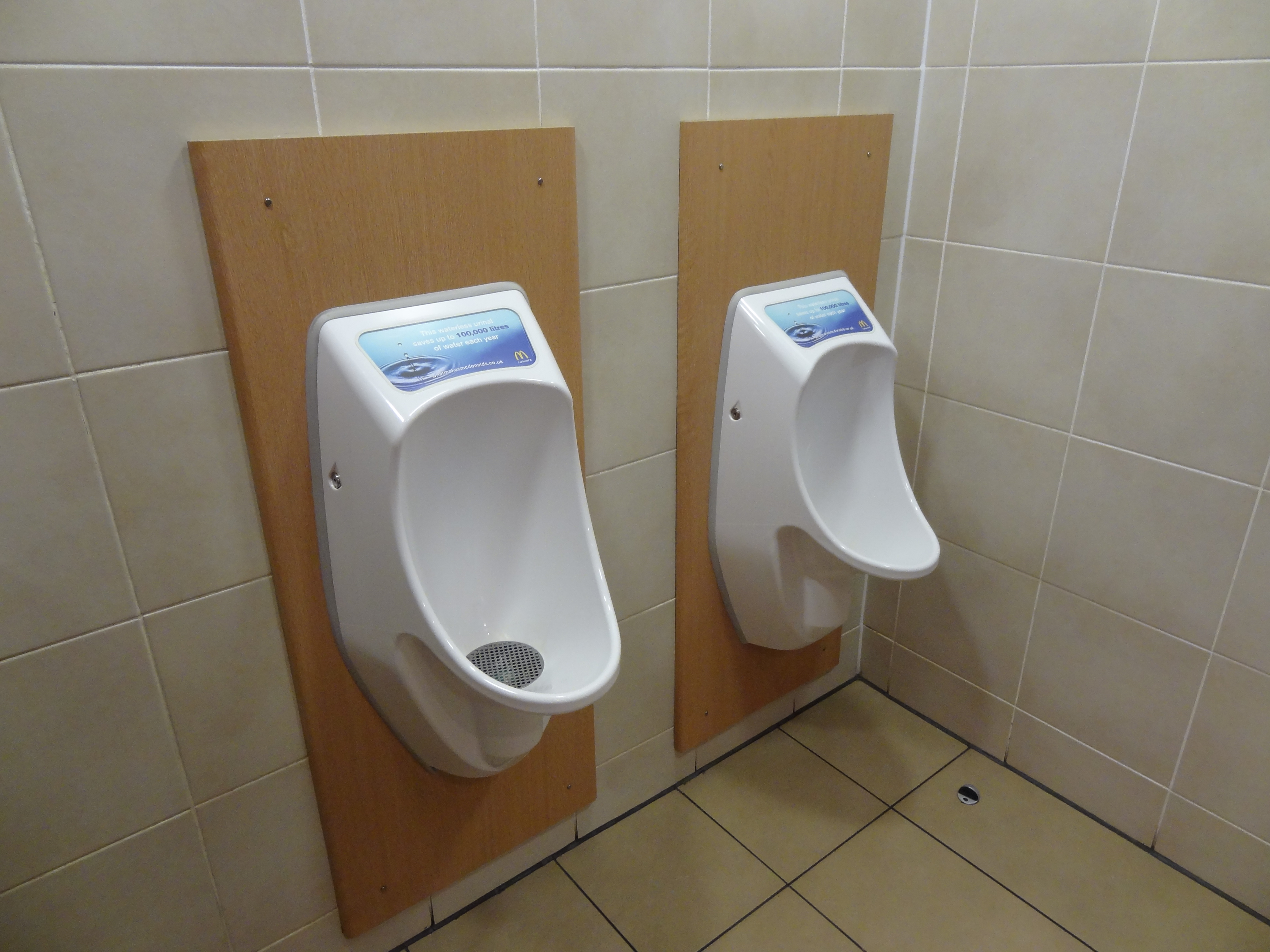
영국 맥도날드 레스토랑에서 사용되는 무수 소변기
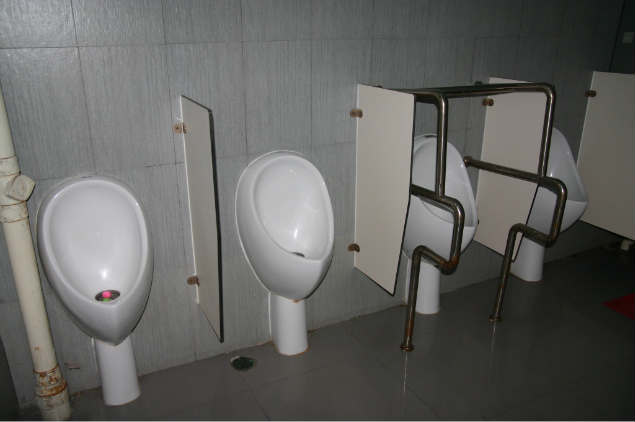
무수 소변기 (오른쪽 무수 소변기는 장애인용)
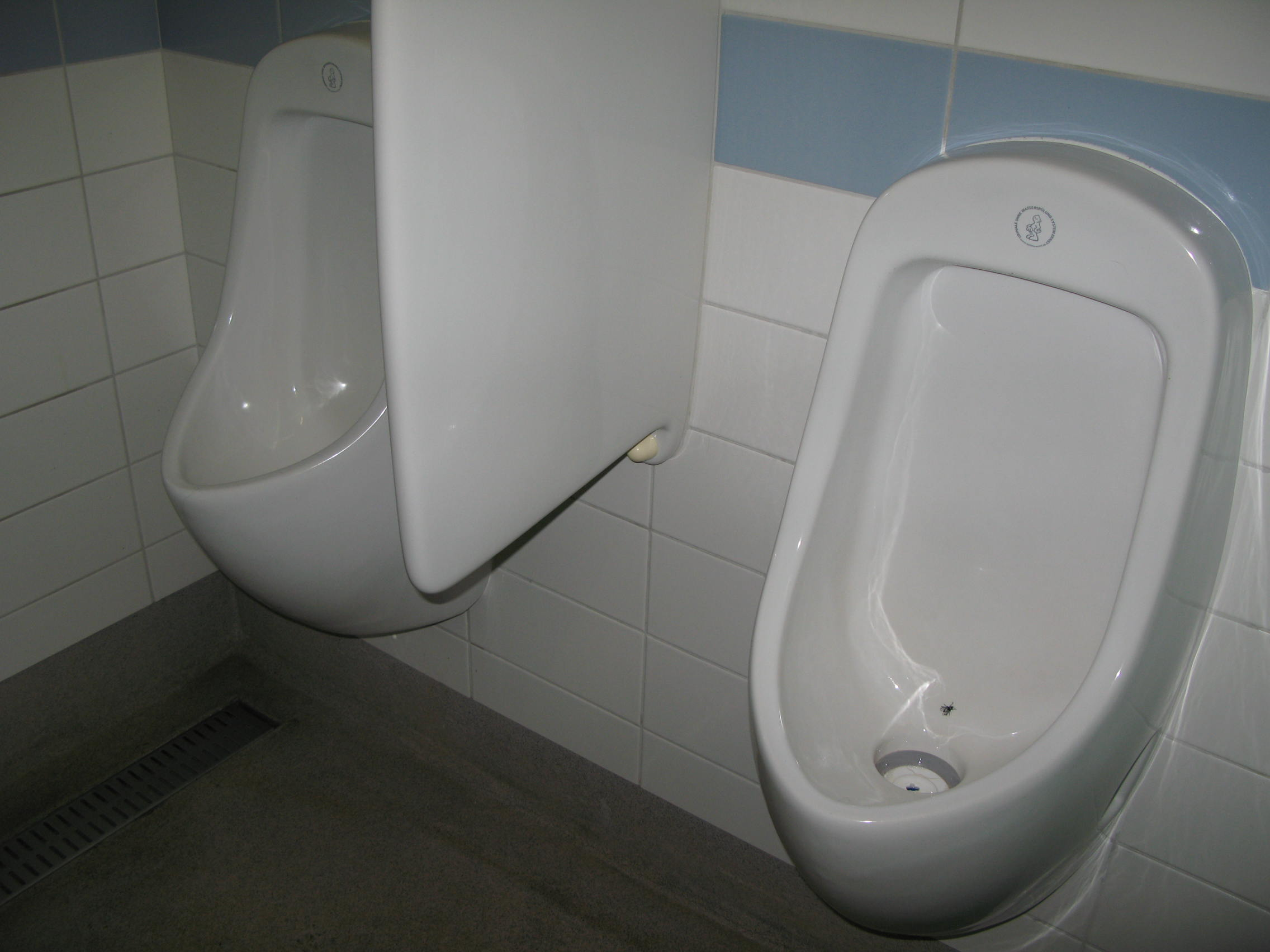
스위스의 무수 소변기
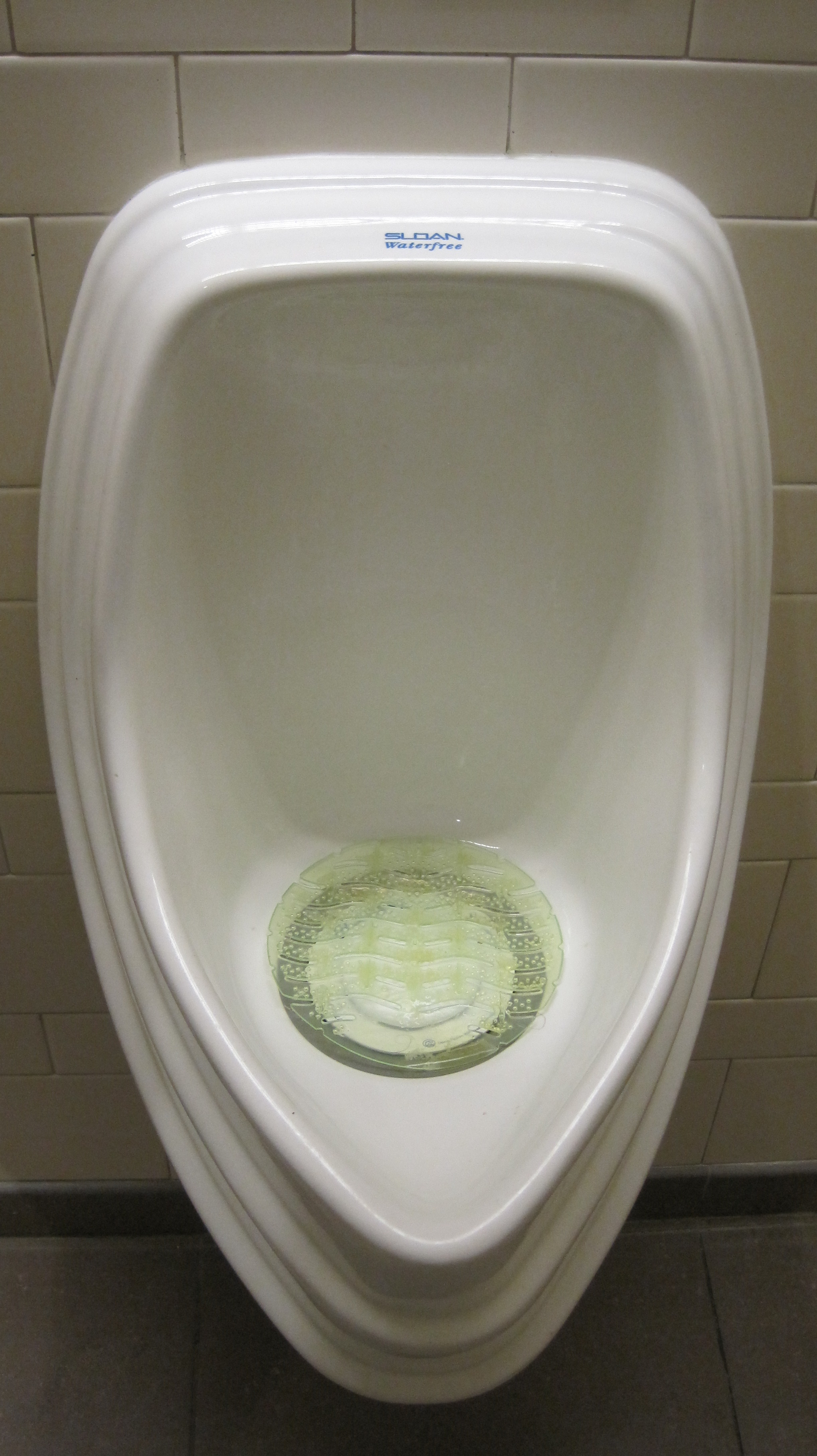
캘리포니아주의 무수 소변기
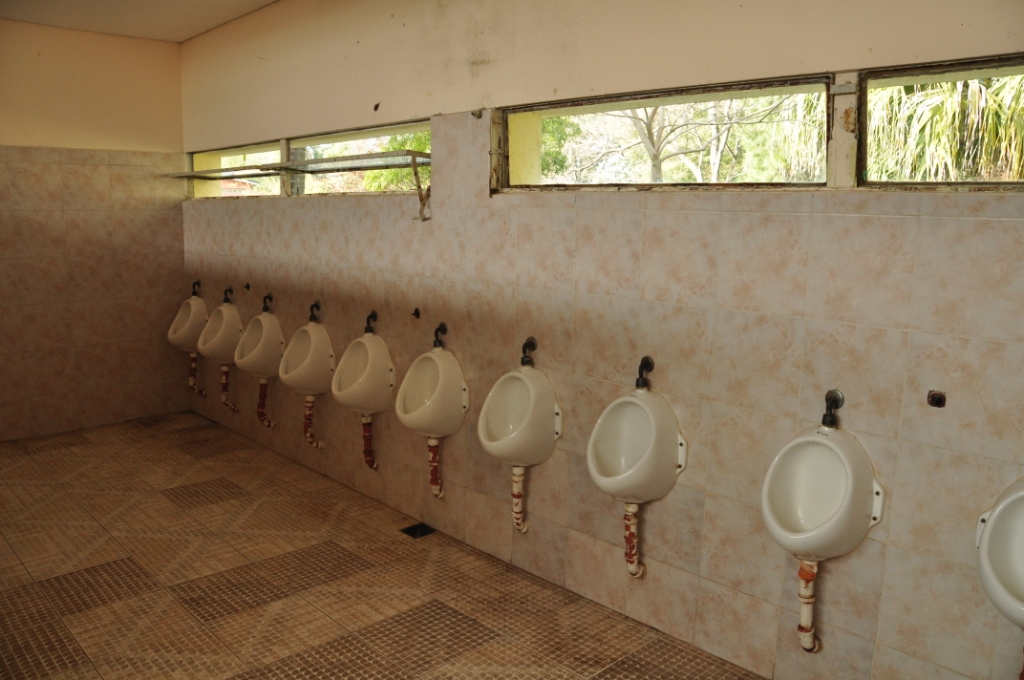
아르헨티나의 무수 소년용 소변기
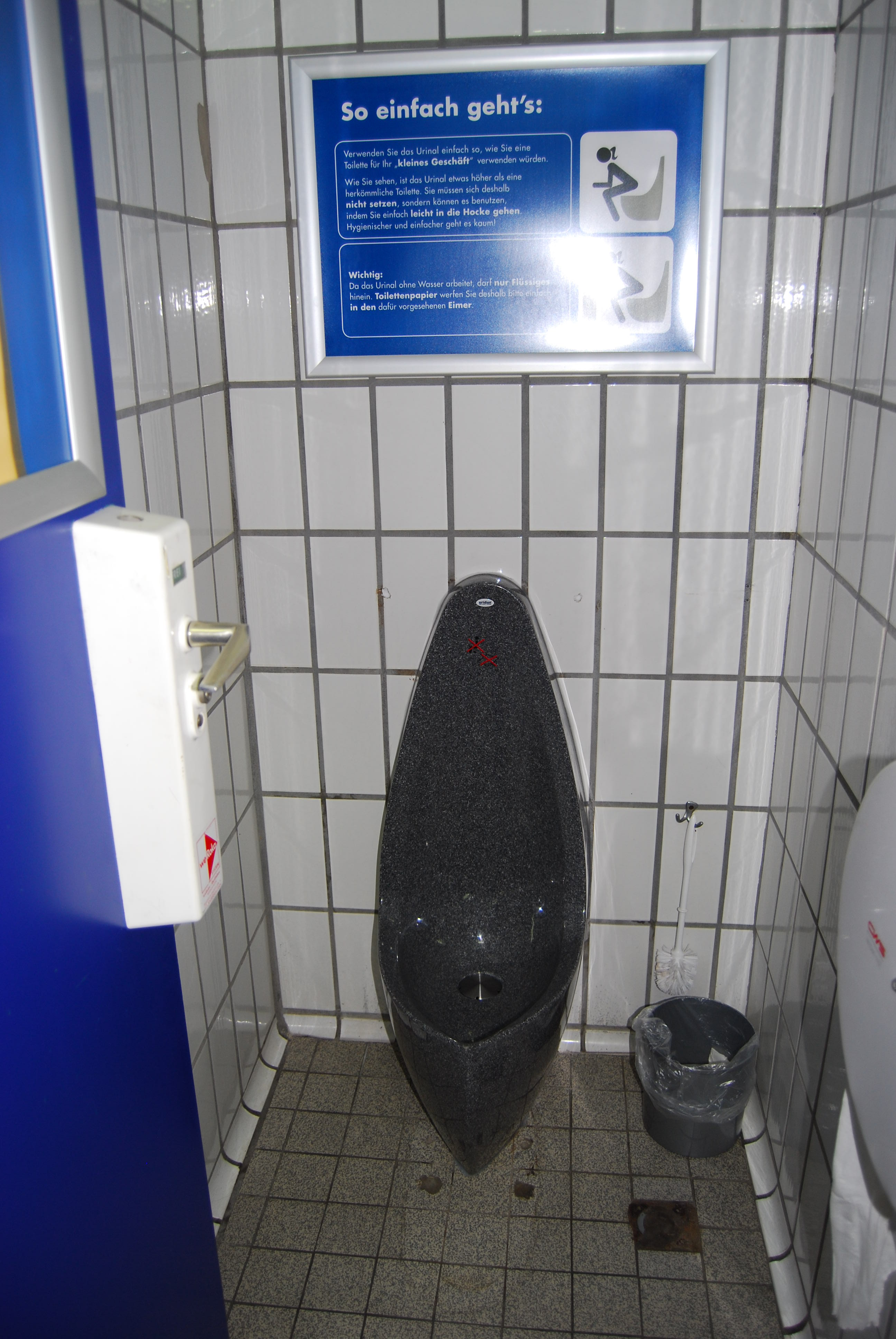
독일 프랑크푸르트 역의 여성용 무수 소변기
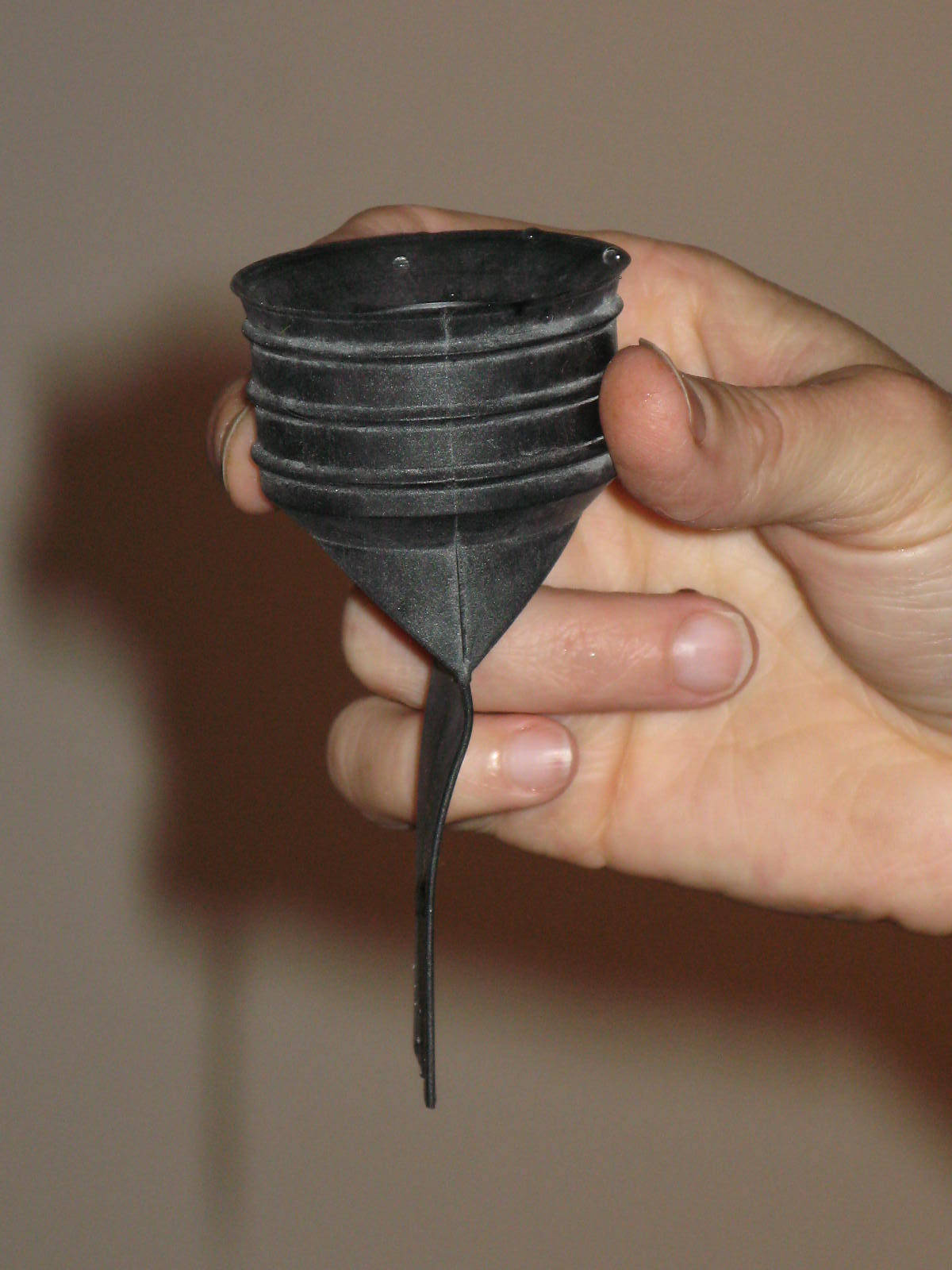
케라마그 센타우루스 모델 무수 소변기의 냄새 제어용 평평한 고무 튜브
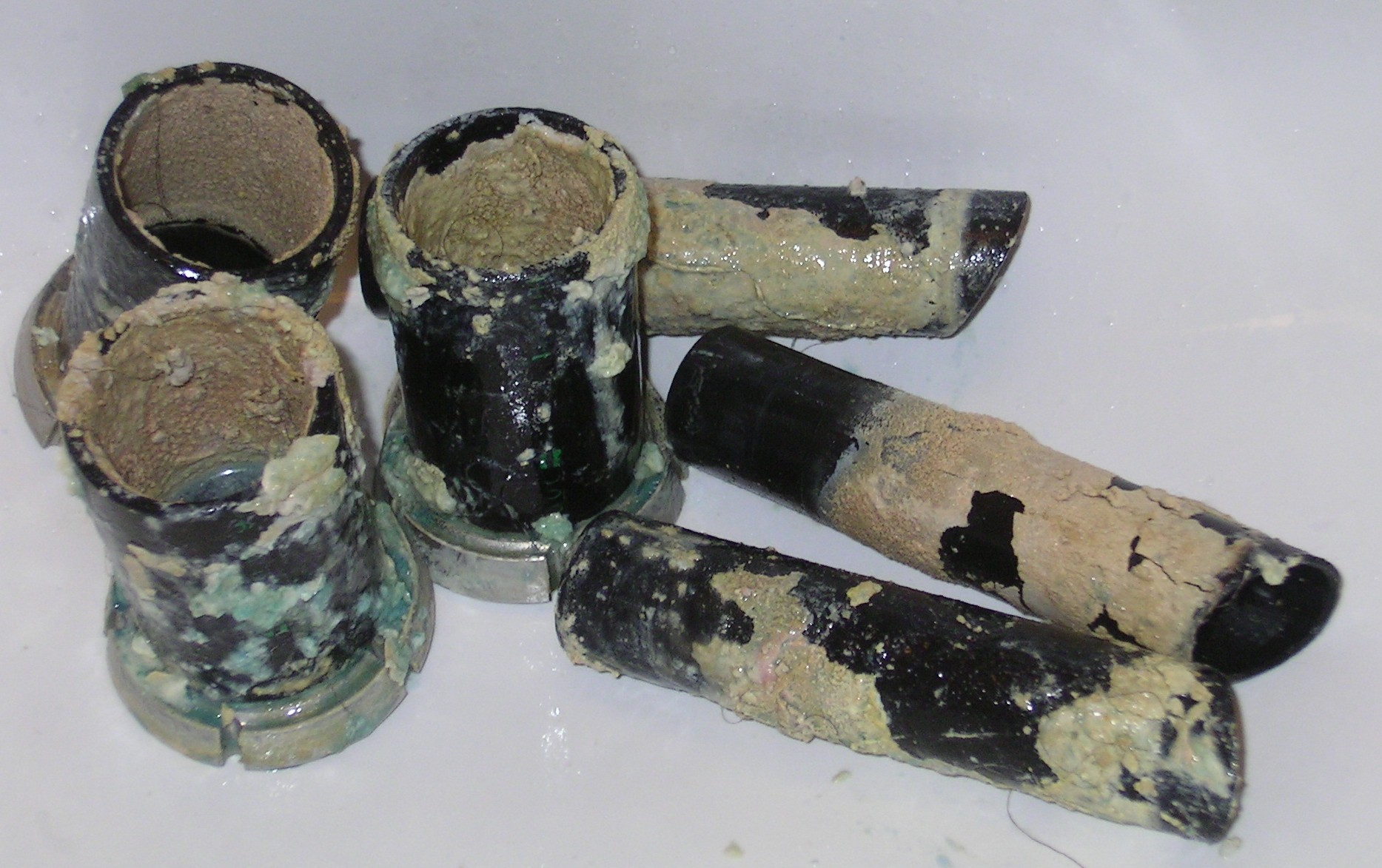
네덜란드 무수 소변기의 배관 부품에 쌓인 "소변석" 침전물

## 길거리 소변기
일부 지역에서는 소변기가 공공 보도나 공원과 같은 공공 장소에 위치할 수 있다. 이 소변기는 종종 사생활 보호를 위해 칸막이가 설치되어 있으며, 일부는 완전히 밀폐된 구조물이다. 물내림 장치가 있을 수도 있고 없을 수도 있다.
최초의 '피수아르'는 1830년대 파리에 설치되었으며, 이 아이디어는 다른 유럽 도시들에서 점차 인기를 얻었다. 파리에서만 1930년대에 1,000개가 넘었던 절정기에서 역사적인 소변기들은 남녀 공용 시설에 밀려 점차 사라졌다. 21세기에는 일부 지역에서 남성의 공공장소 배뇨가 다시 골칫거리로 여겨져 현대적인 형태의 길거리 소변기가 설치되었다.
네덜란드에는 술 취한 남성들의 공공장소 배뇨를 줄이기 위해 여러 도시에 전략적으로 배치된 길거리 소변기가 있다. 암스테르담은 가장 많은 역사적인 소변기를 보유하고 있으며, 중앙 도시에 약 30개의 '플라스크룰'('오줌 말림', 굽은 칸막이가 있는 무수 소변기)이 있다. 최근 몇 년 동안 낮이나 특별 행사 사이에 땅속으로 들어가 필요하지 않을 때 공간을 절약할 수 있는 소변기가 설치되었다. 닫혔을 때는 보도에 있는 큰 맨홀처럼 보인다. 네덜란드 회사 Urilift의 모델과 유사한 접이식 모델은 영국 및 다른 국가에서도 볼 수 있다. 밤에 술집이 열리면 보도에서 솟아오르고, 술집이 문을 닫은 지 얼마 후에는 소변기가 맨홀 형태로 돌아가 낮에는 사람들의 눈에 띄지 않는다.

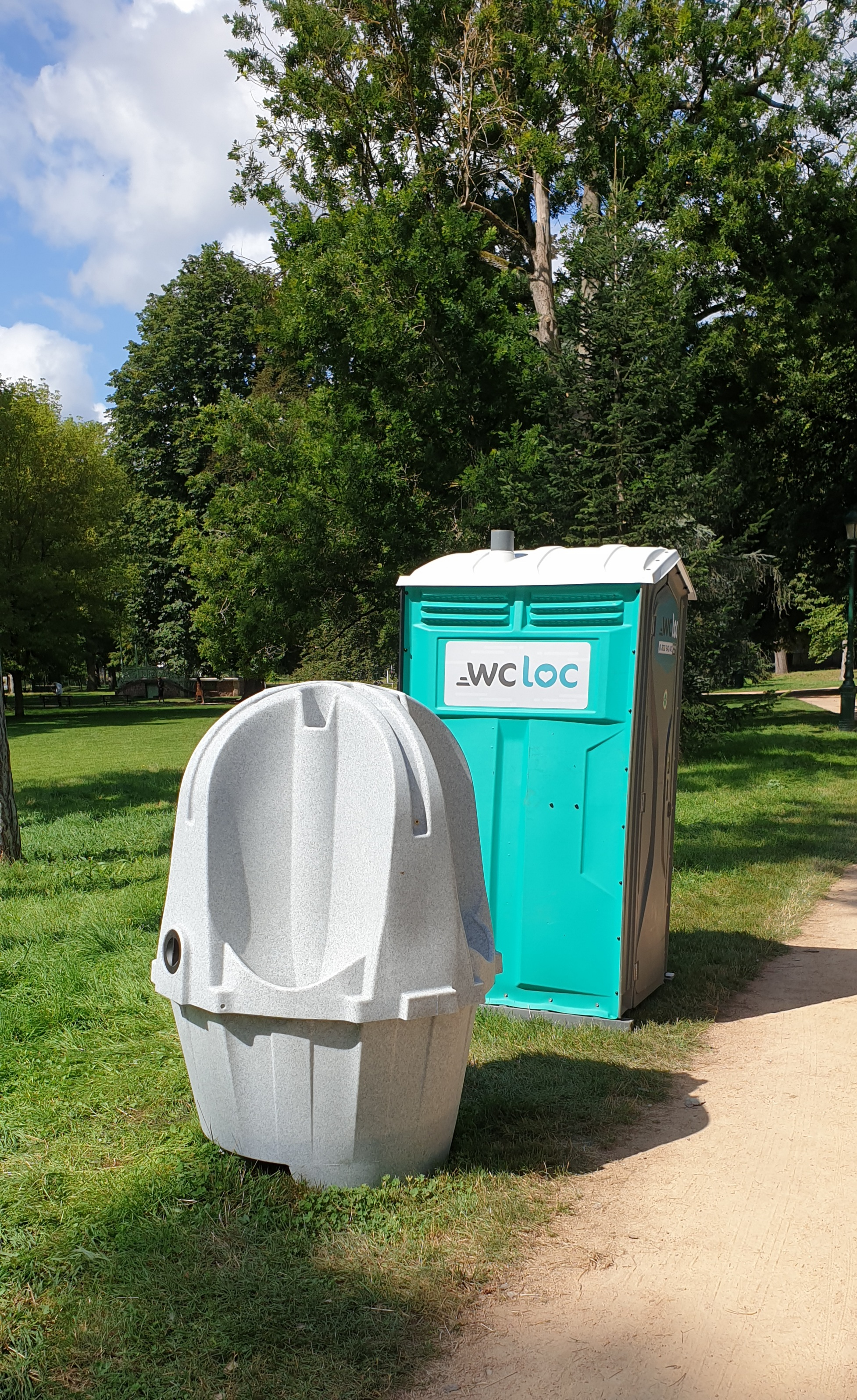
전통적인 간이 화장실 옆에 있는 이동식 플라스틱 소변기. 네 면으로 동시에 네 명이 사용할 수 있다.

필리핀에서는 1990년대 후반 마리키나가 최초로 길거리 소변기를 설치했다. 마리키나 시장 바야니 페르난도가 메트로 마닐라 개발청 의장으로 임명되자 그는 메트로 마닐라의 나머지 지역에도 길거리 소변기를 설치했다.

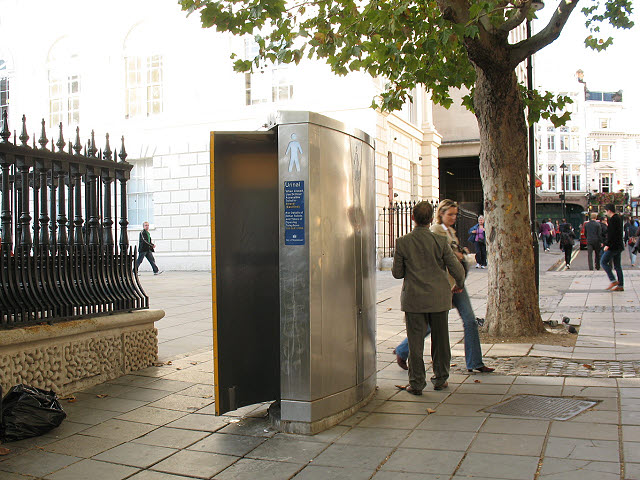
런던의 현대식 길거리 소변기
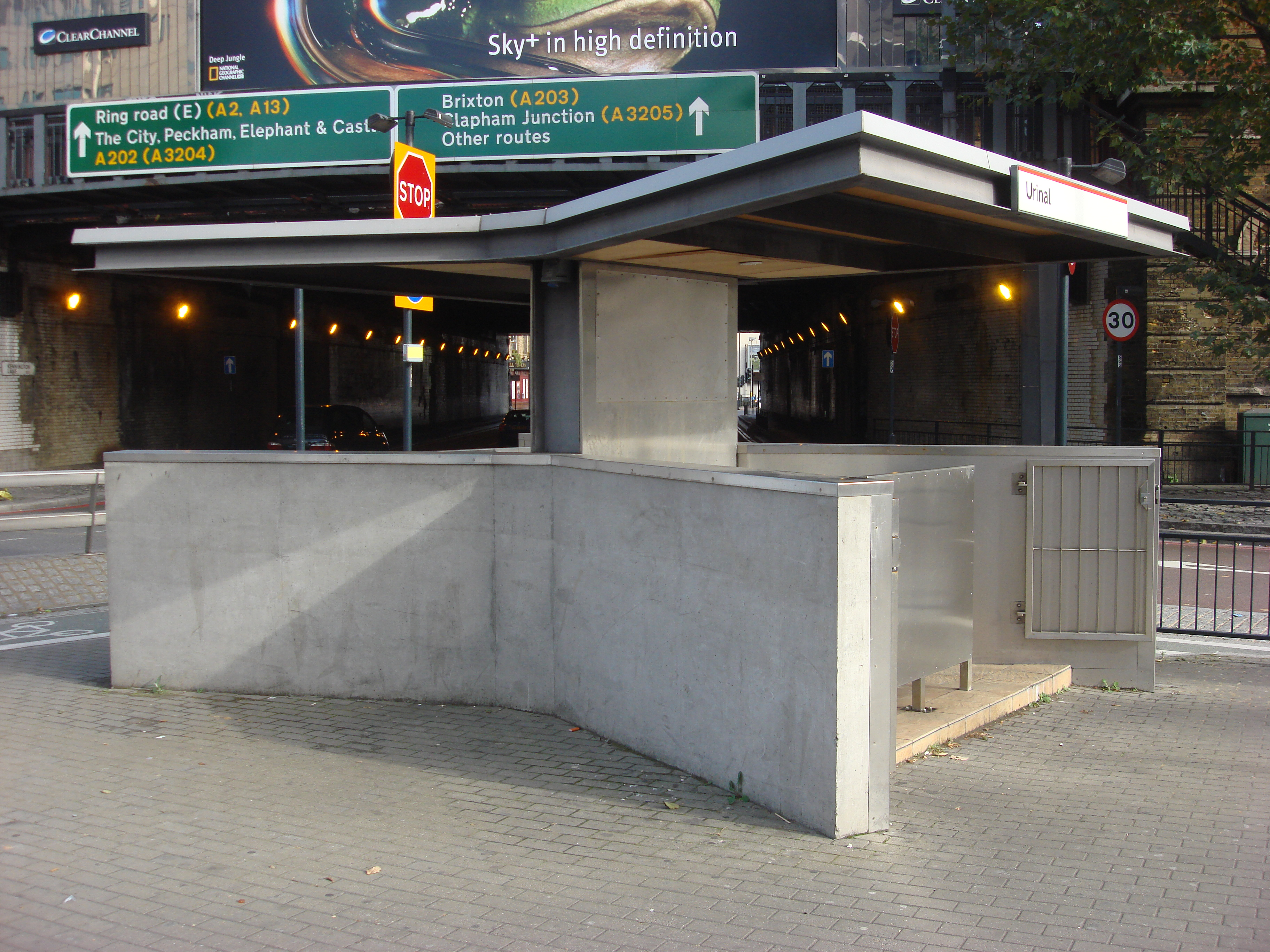
복스홀, 런던의 길거리 소변기
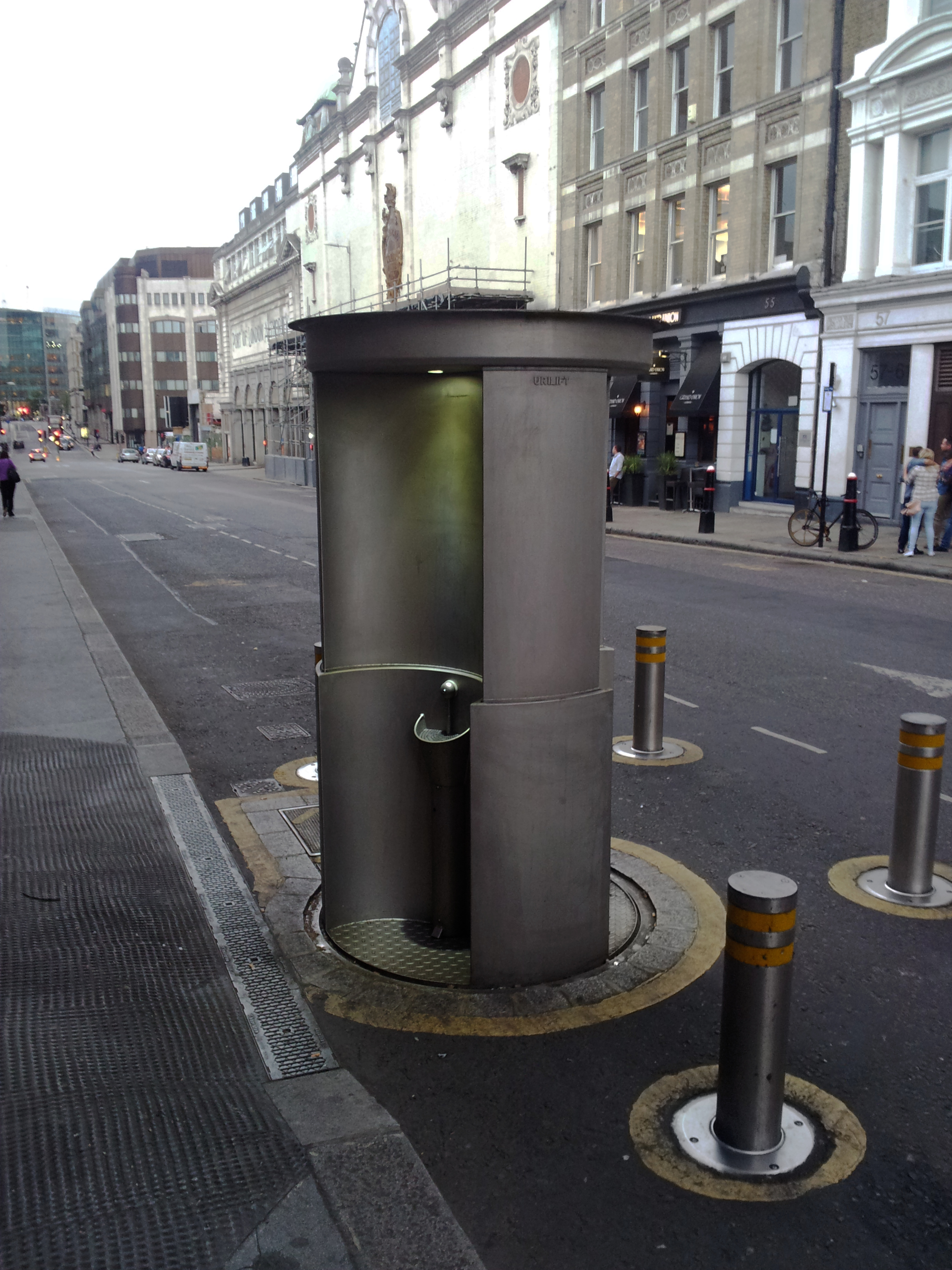
Urilift 길거리 소변기는 필요 없을 때 지하로 들어갈 수 있다.
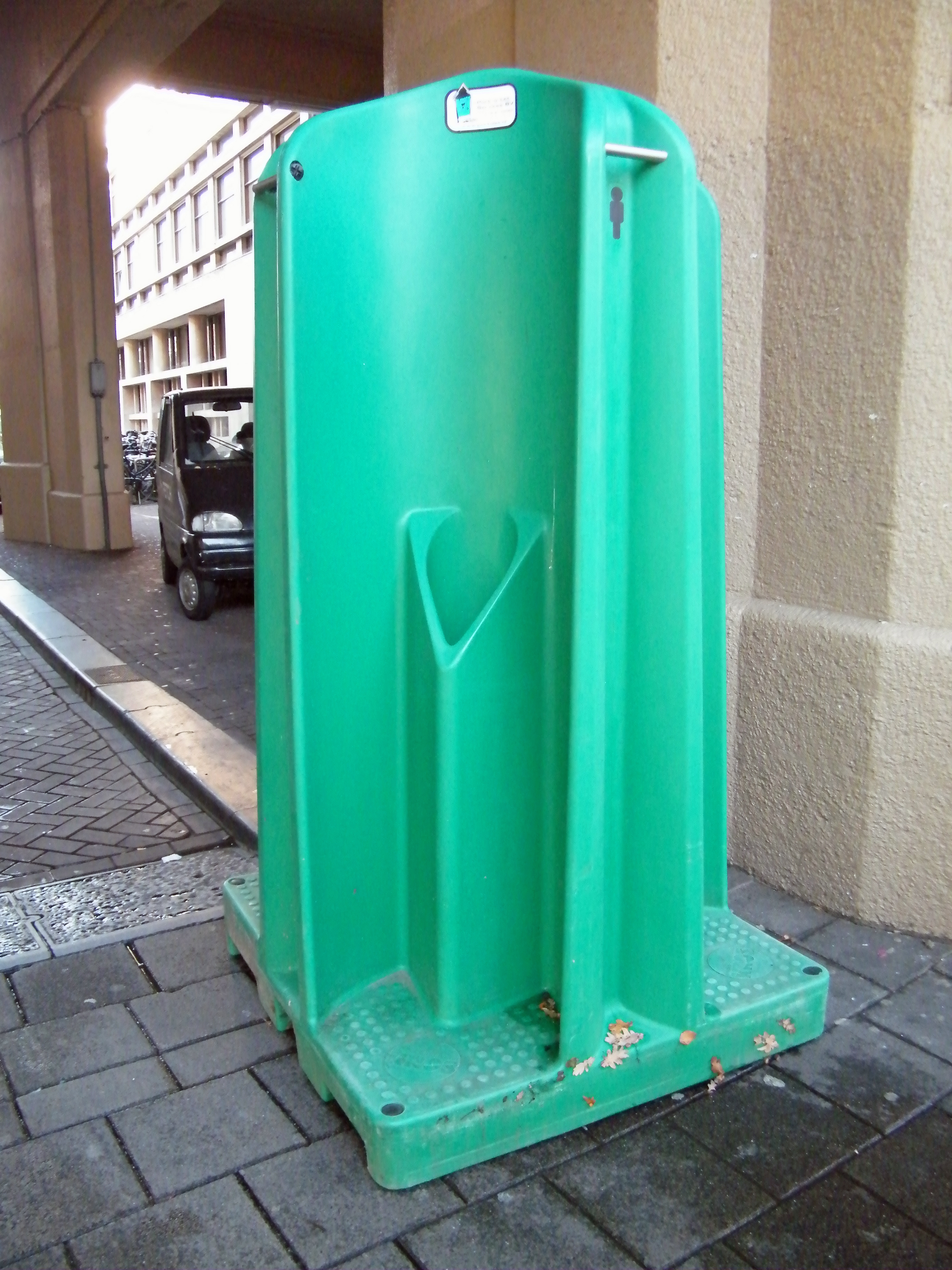
암스테르담의 이동식 임시 소변기
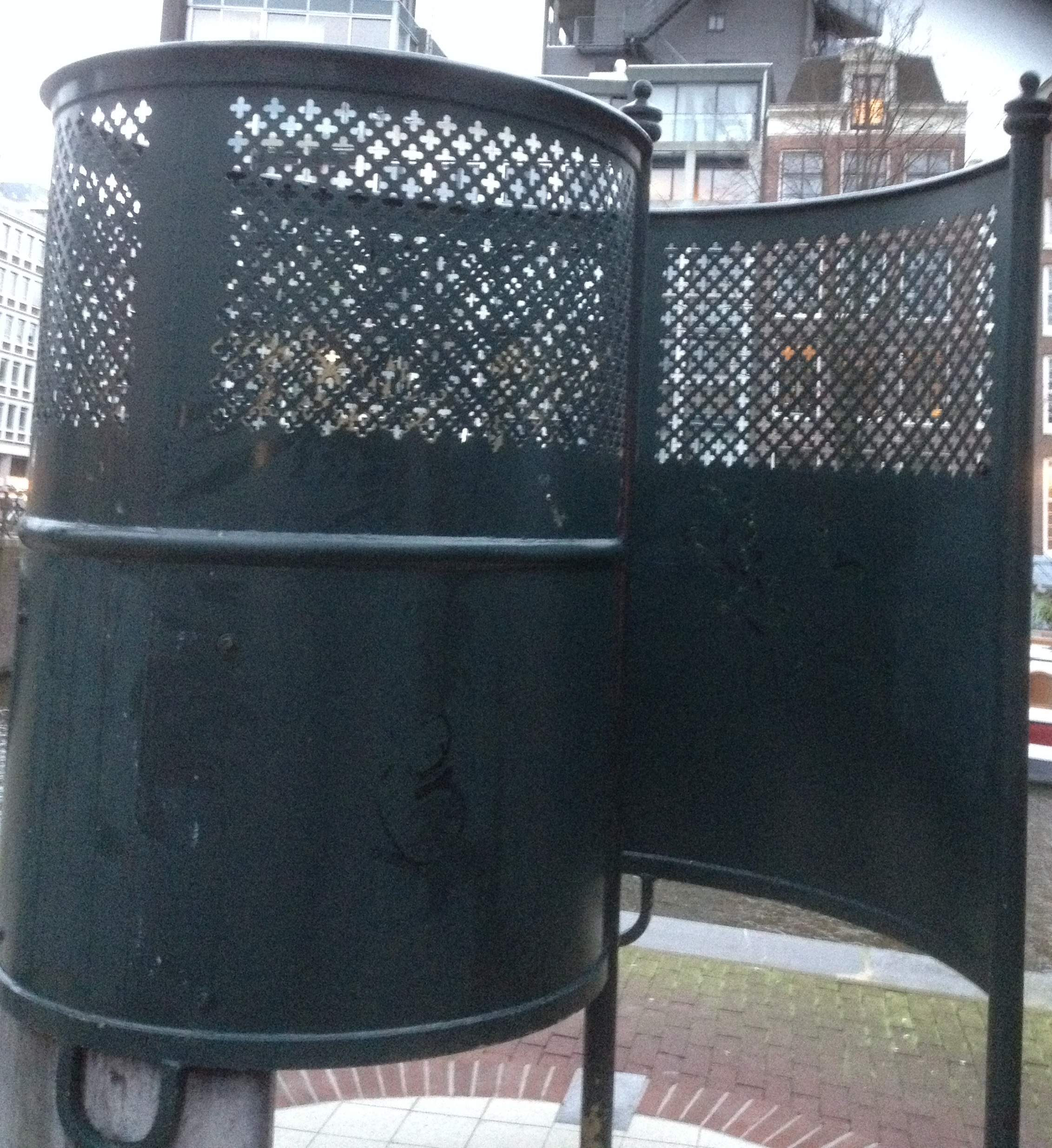
암스테르담의 전통적인 크룰 소변기
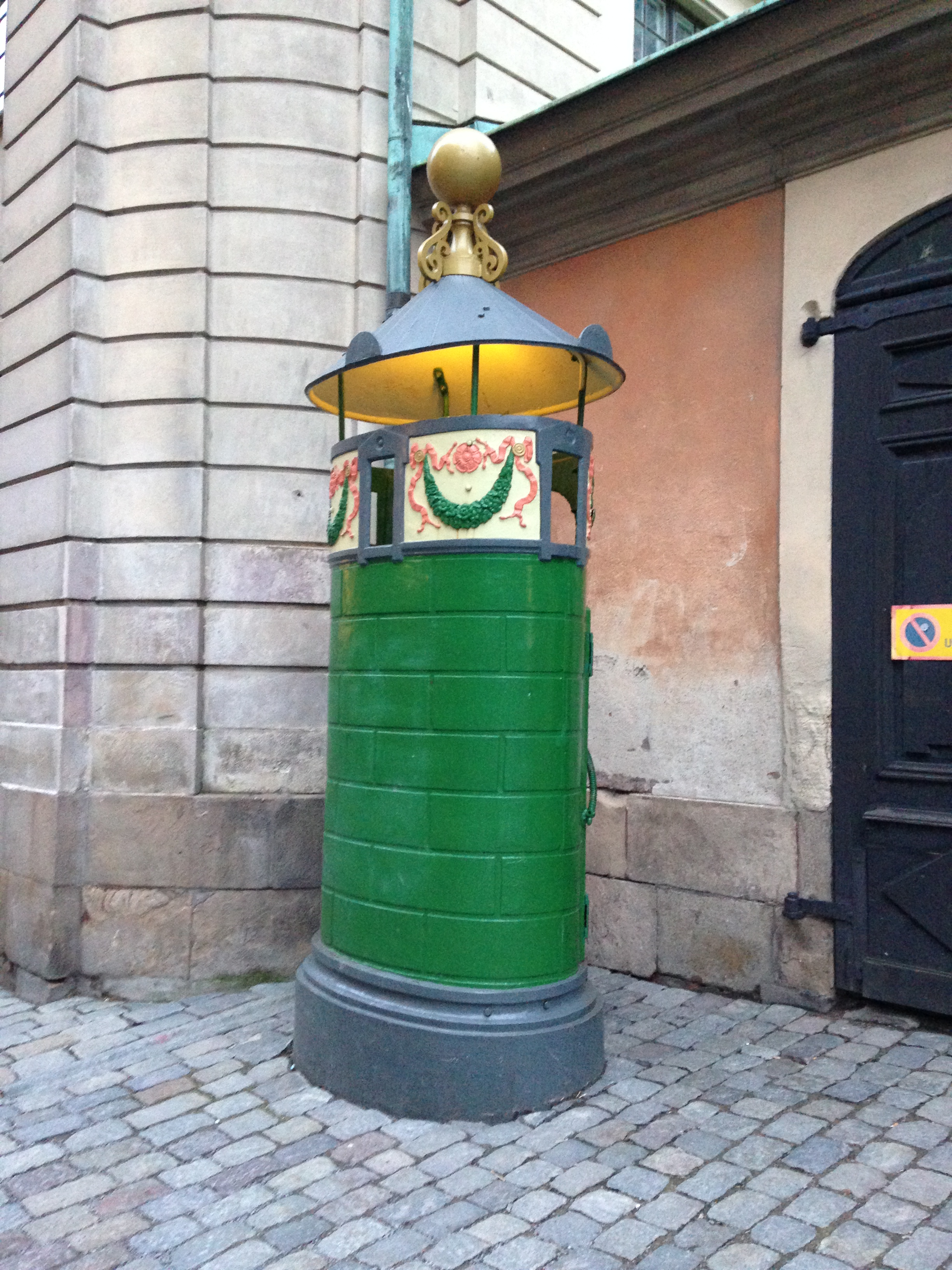
스톡홀름의 길거리 소변기
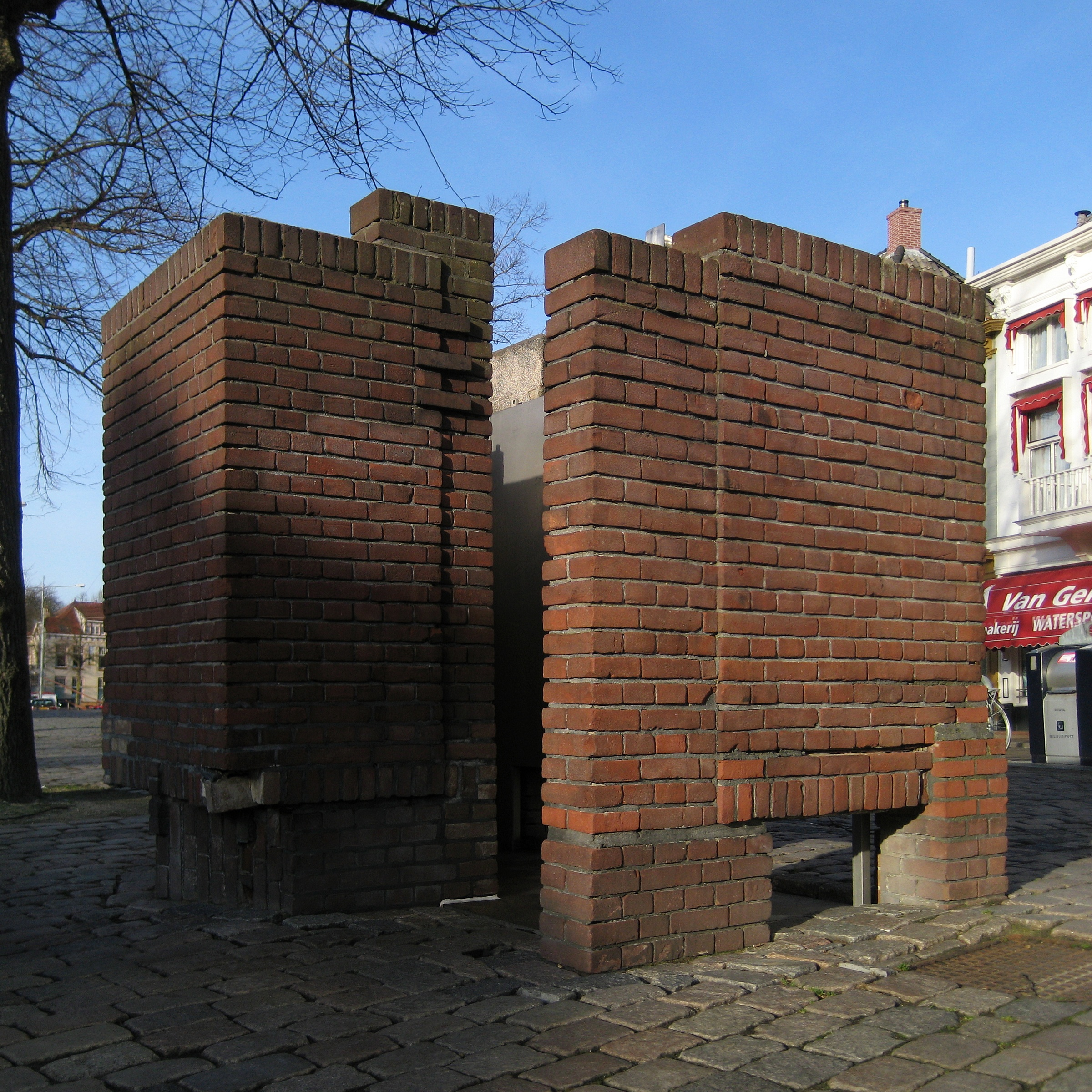
흐로닝언의 길거리 소변기
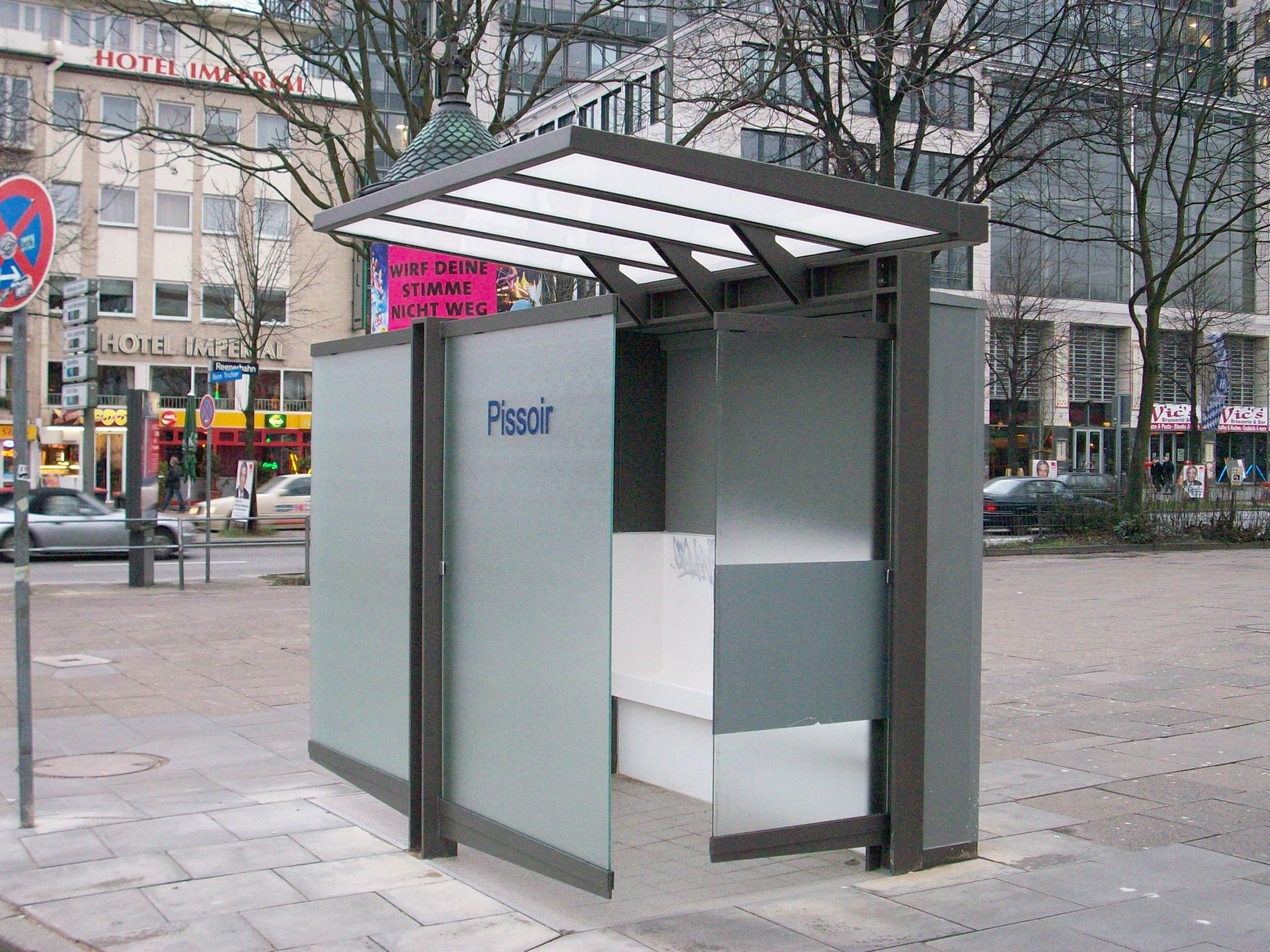
독일 함부르크의 모더니스트 길거리 소변기
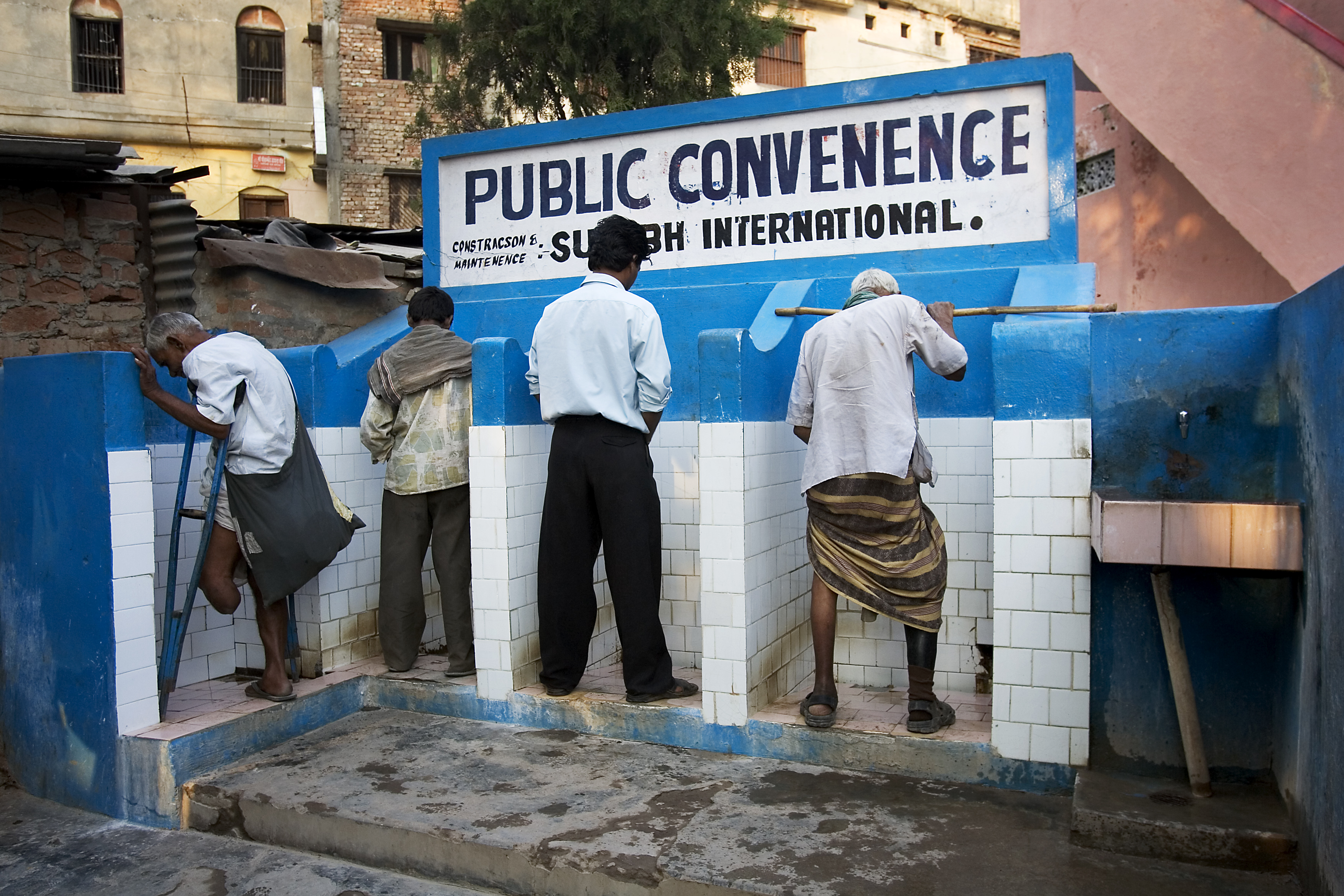
바라나시, 베나레스, 인도의 "공중 편의 시설"

## 특수 소변기

### 여성용으로 설계된 소변기
서방 세계에서 여성은 일반적으로 소변을 볼 때 앉거나 웅크리는 것을 배우고 있다. 따라서 많은 여성은 서서 소변을 보는 소변기를 사용하기 위해 소변줄기를 조준하는 방법을 모르거나, 심지어 그것이 가능하다는 사실조차 모른다. 따라서, 사용자가 소변줄기를 조준할 필요가 없는 여러 가지 유형의 여성용 소변기가 설계되었다. 따라서 일반적인 사용자는 그러한 소변기에 뒤로 웅크려 조준할 필요 없이 이론적으로 접근할 수 있다.

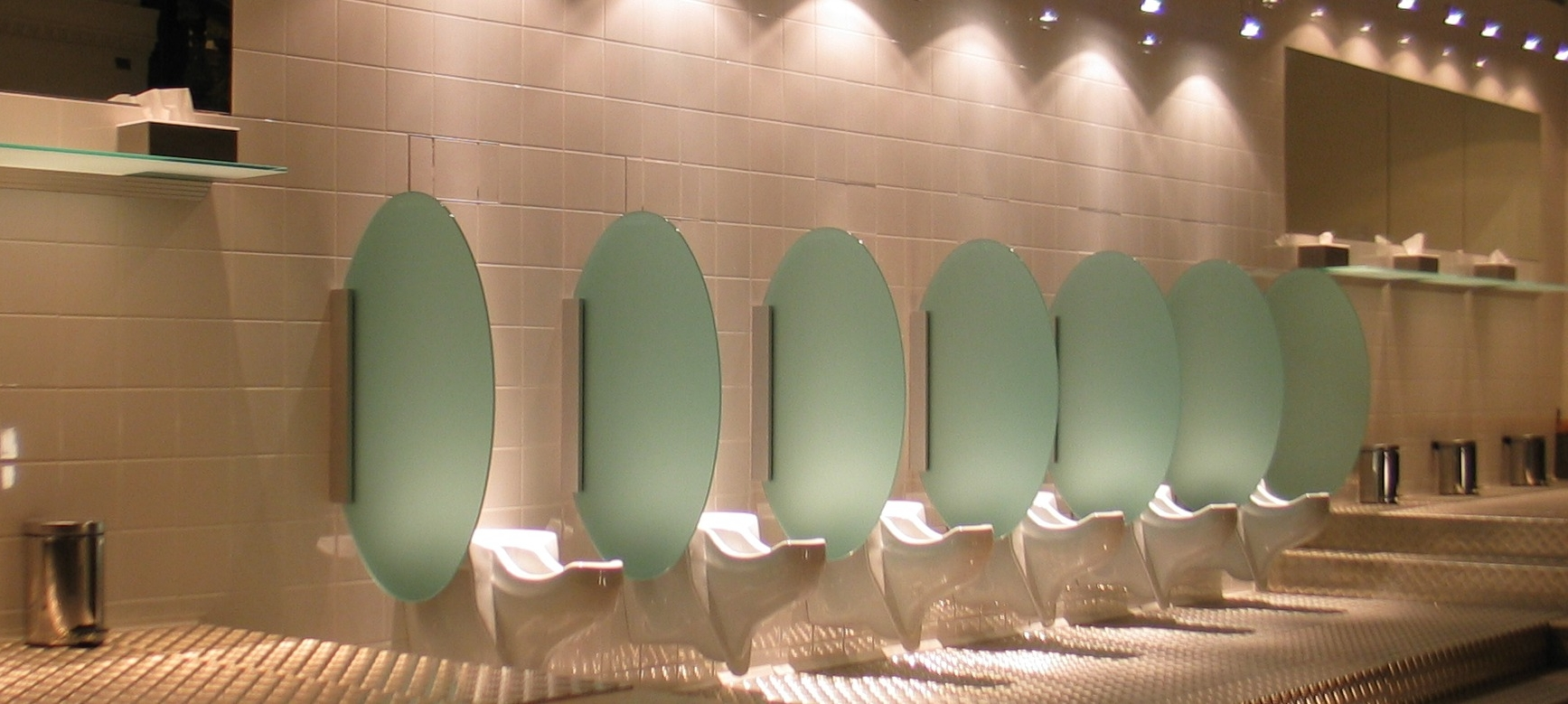
여성용으로 설계된 소변기
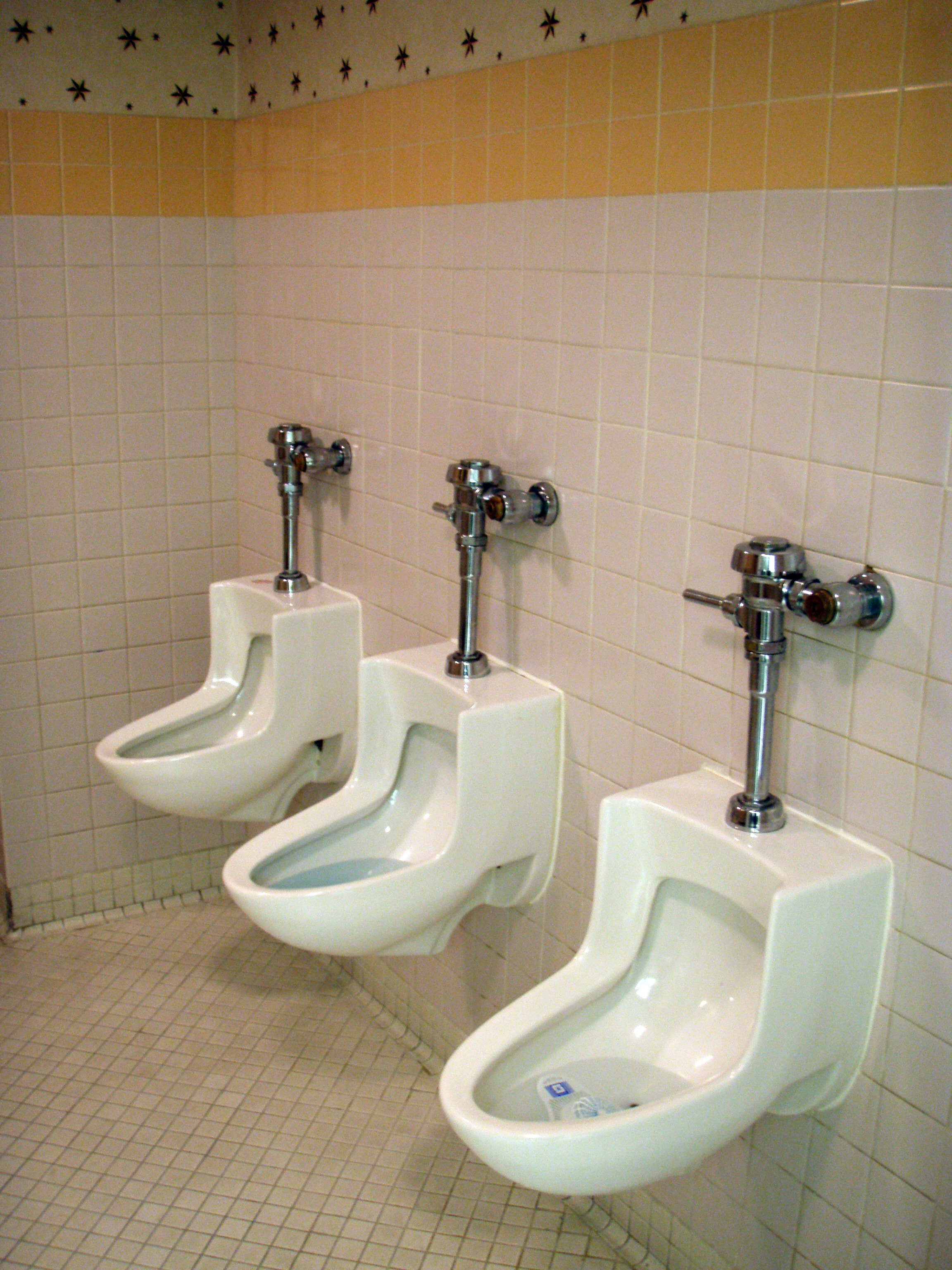
남녀 모두 사용할 수 있는 혼성 소변기
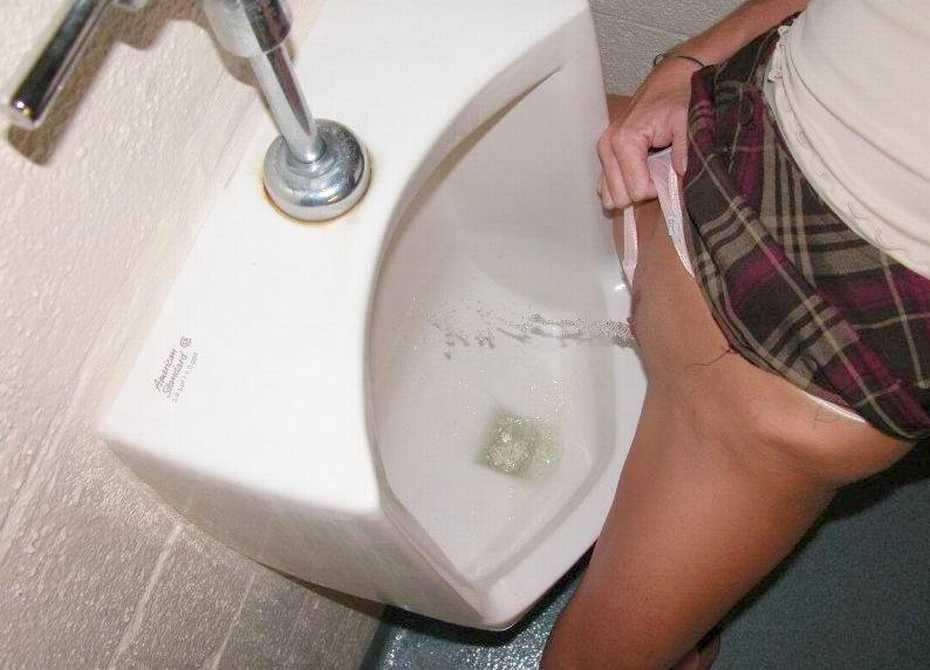
여성이 서서 남성용 소변기를 사용하는 모습
이동식 경량 여성용 소변기이동식 경량 여성용 소변기

### 예술 및 인터랙티브 소변기
키스!(Kisses!)는 네덜란드 여성 디자이너 메이케 판 스카인델이 디자인한 논란의 소변기이다. 빨간 입술이 벌어진 모양을 하고 있다. 2004년 3월 초, 전미여성기구 (NOW)는 버진 애틀랜틱이 존 F 케네디 국제공항의 버진 애틀랜틱 클럽하우스에 설치하기로 결정한 새로운 소변기에 불쾌감을 표했다. 여성 고객들의 많은 분노 전화가 있은 후, 버진 애틀랜틱 부사장 존 리오던은 NOW에 전화하여 사과했다. 시위자들은 이를 구강성교 또는 우로라그니아와 연결지어 성차별적이라고 주장했다. 네덜란드에 있는 한 맥도날드 레스토랑은 고객이 미국 본사에 불만을 제기한 후 이를 철거했다.
인터랙티브 소변기는 여러 나라에서 개발되어 사용자가 소변을 보는 동안 즐거움을 느낄 수 있도록 한다. 한 예로는 일본 회사 세가가 제작한 비디오 게임 시스템인 토이렛(Toylet)이 있는데, 사용자가 소변을 사용하여 화면상의 동작을 제어하며 비디오 게임을 즐길 수 있다.

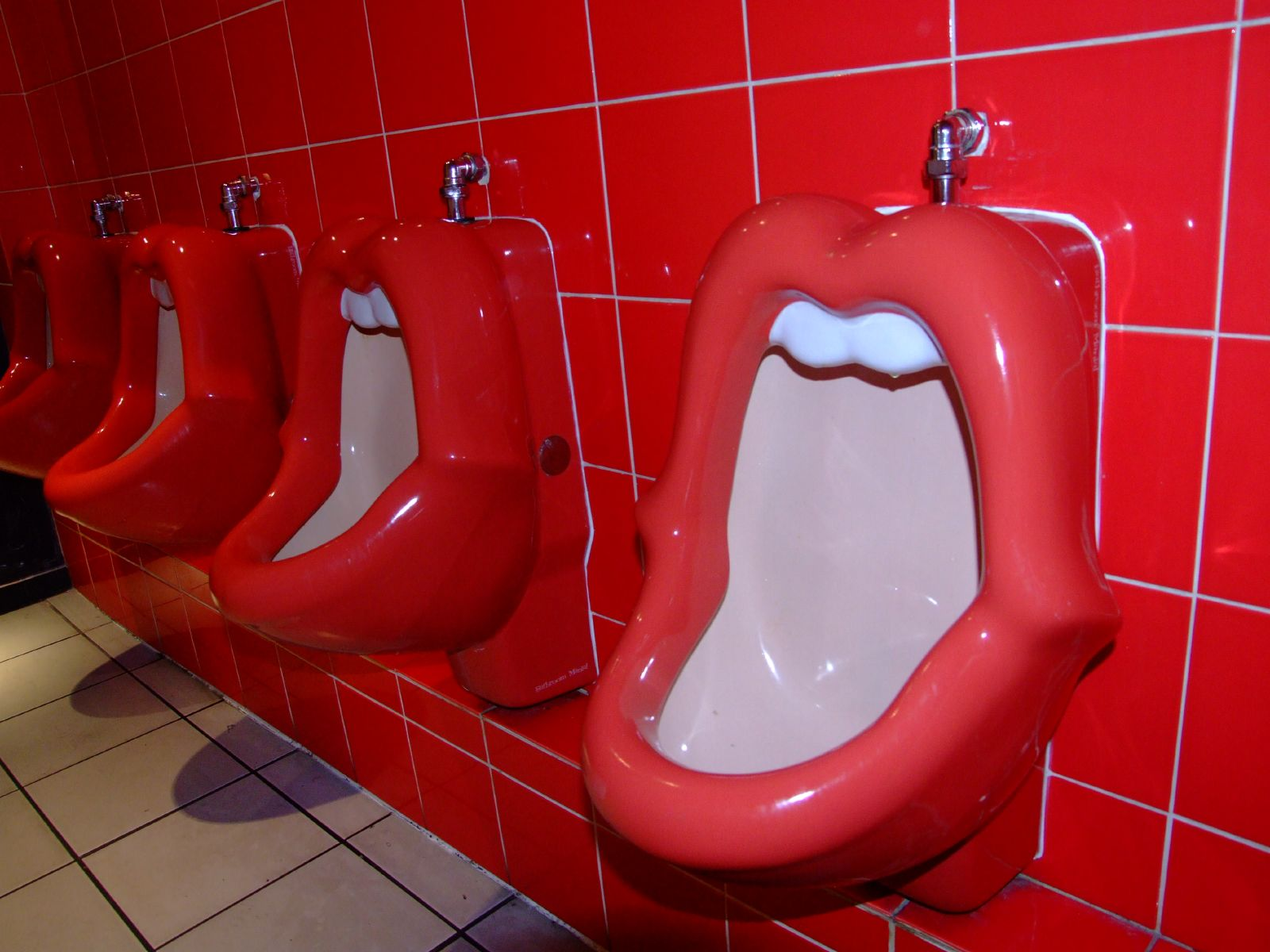
여성이 디자인한 논란의 키스! 소변기.
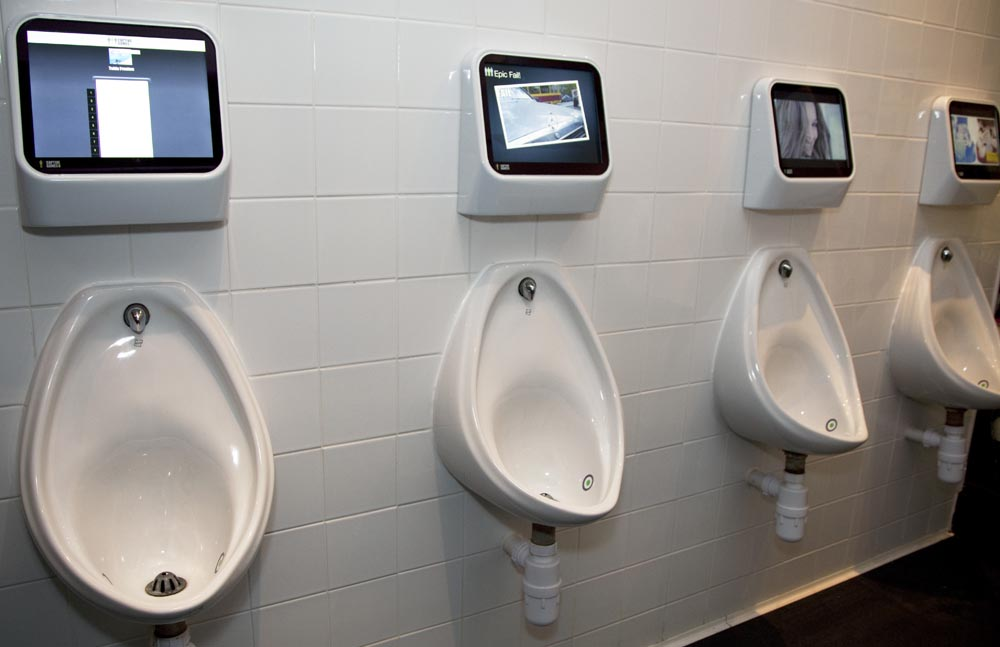
런던 "고정 관객"을 위한 광고 디스플레이

### 임시 소변기
6.25 전쟁, 베트남 전쟁, 사막의 폭풍 작전과 같은 군사 작전 중에는 "오줌관"이 임시 소변기로 사용되었다. 이를 만들기 위해 병사들은 딱딱한 관의 한쪽 끝에 뒤집힌 일회용 물통을 부착하고 다른 쪽 끝은 땅에 묻었다. 병의 바닥을 제거하면 깔때기가 만들어지며, 이는 적절한 높이에 남겨졌다. 배출된 소변은 단순히 땅으로 흡수되었으며, 지역이 포화되면 장치는 다른 곳으로 옮겨졌다.

### 차량 내
2008년 현재 항공기 제조업체 에어버스는 고객에게 A380 항공기에 소변기를 설치하는 옵션을 제공했다.

## 역사

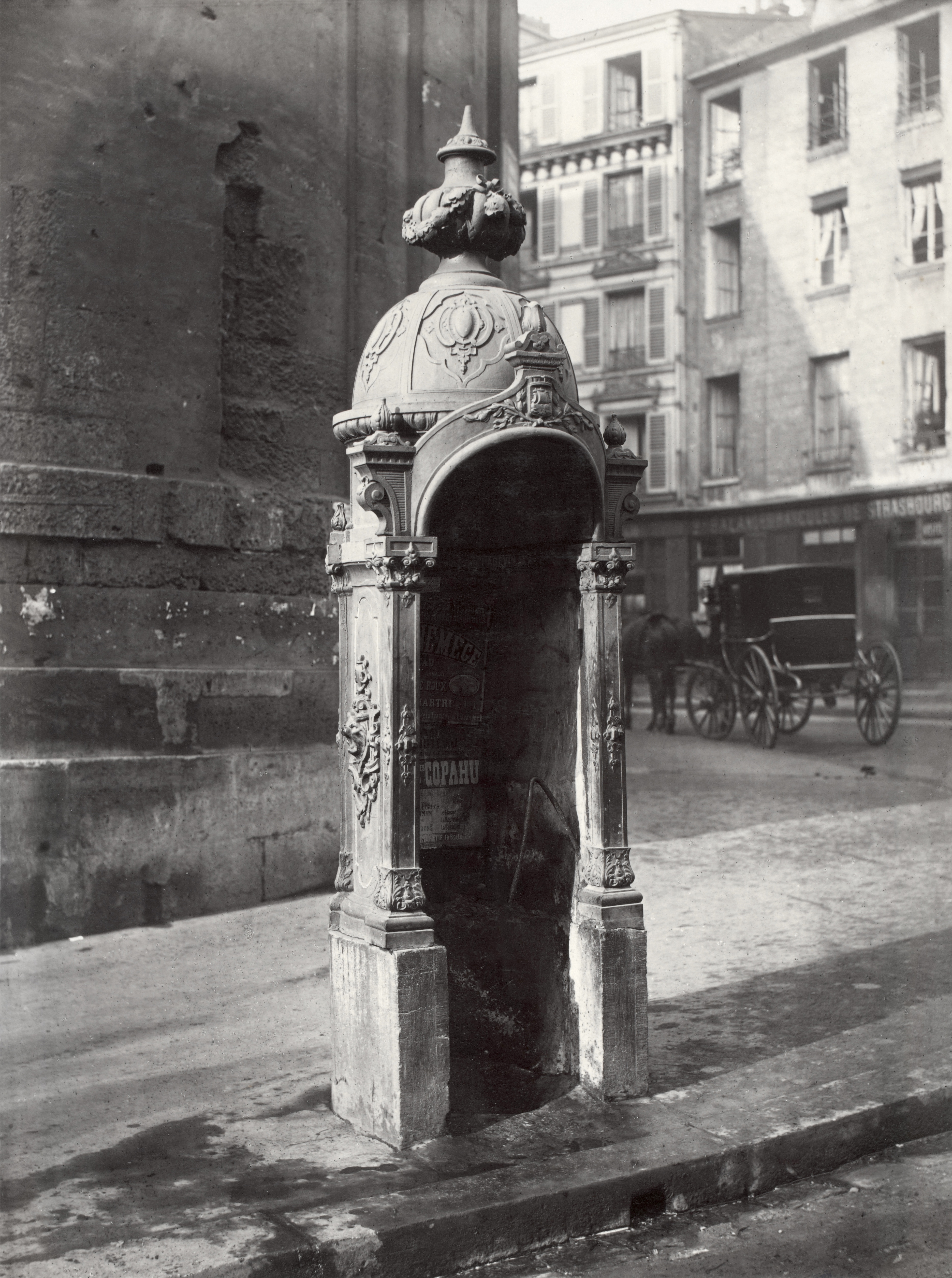
'콜론 람뷔토', 1865년 촬영

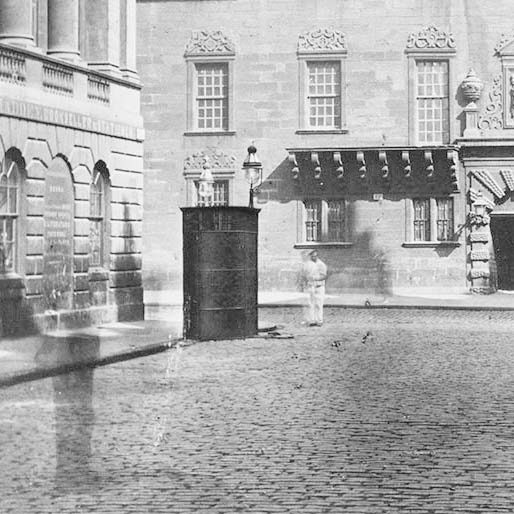
글래스고 칼리지 스트리트의 주철 소변기, 1850–1854년에 설치되었고 1866년에 촬영되었다.

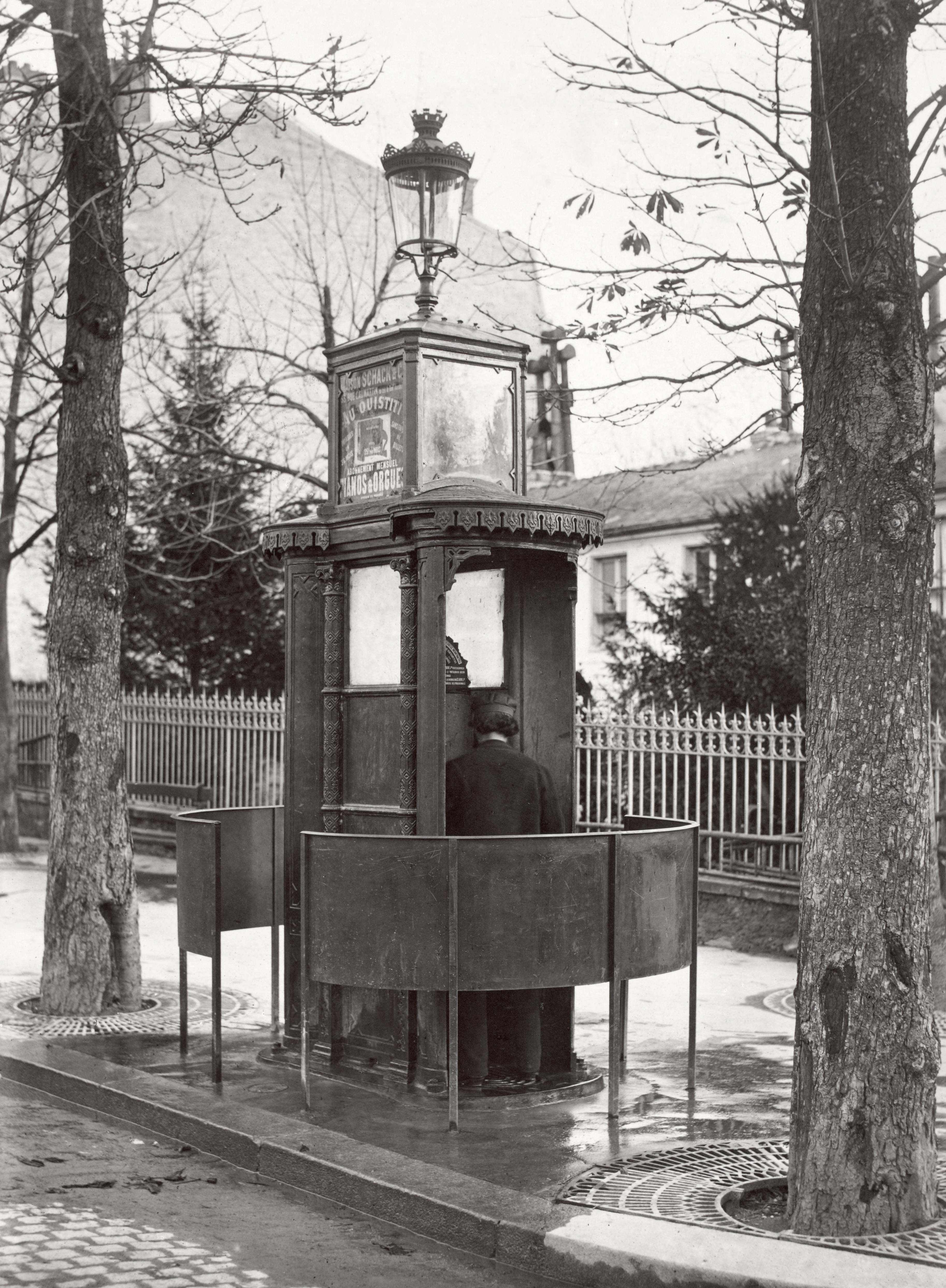
1865년경 촬영된 후기 파리 피수아르

1830년 봄, 파리 (프랑스) 시정부는 주요 대로에 최초의 공중 소변기를 설치하기로 결정했다. 이들은 여름까지 설치되었으나, 같은 해 7월 1830년 프랑스 혁명 중 많은 수가 거리 바리케이드 재료로 사용되어 파괴되었다.
소변기는 1834년 이후 파리에 재도입되었는데, 센주의 클로드 필리베르 바르틀로 드 람뷔토 지사가 400개 이상을 설치했다. 단순한 원통형 모양으로 석조로 지어졌으며, 거리 쪽은 개방되어 있고, 다른 쪽과 덮개는 화려하게 장식되어 있어 대중적으로 '콜론 람뷔토'('람뷔토 기둥')로 알려졌다. 이에 대해 람뷔토는 티투스 플라비우스 베스파시아누스 황제가 무두질에 사용하기 위해 공중화장실에서 수집한 소변에 세금을 부과했던 1세기 로마 황제 베스파시아누스를 언급하며 '베스파시엔'이라는 이름을 제안했다. 이는 프랑스어권에서 길거리 소변기를 지칭하는 일반적인 용어이며, '피수아르'와 '피소티에르'도 흔히 사용된다.
파리에서는 다음 버전으로 보도 쪽면에 포스터를 붙일 수 있는 석조 기둥이 도입되었고, 이는 오늘날까지(소변기가 없는 정교한 지붕이 있는 기둥인 모리스 기둥으로서) 이어지는 전통을 만들었다.
주철 소변기는 영국에서 개발되었으며, 스코틀랜드 회사인 월터 맥팔레인 앤 컴퍼니는 사라센 주물 공장에서 소변기를 주조하여 1850년 10월 글래스고 페이즐리 로드에 최초로 설치했다. 1852년 말까지 글래스고에는 두 칸 이상의 디자인을 포함하여 거의 50개의 주철 소변기가 설치되었다. 전면이 완전히 개방된 람뷔토의 기둥과 달리, 맥팔레인의 1인용 소변기는 나선형 주철 칸막이로 설계되어 사용자가 보이지 않도록 했으며, 그의 다인용 소변기는 화려하고 모듈식 주철 패널 안에 완전히 숨겨져 있었다. 글래스고의 세 제조업체인 월터 맥팔레인 & 컴퍼니, 조지 스미스(선 파운드리), 제임스 앨런 시니어 & 선(엘름뱅크 파운드리)은 영국 전역에 대부분의 주철 소변기를 공급했으며 오스트레일리아와 아르헨티나를 포함한 전 세계로 수출했다.
파리에서는 조르주외젠 오스만 남작의 도시 개조의 일환으로 주철 소변기가 도입되었다. 이후 수십 년 동안 두 칸에서 여덟 칸에 이르는 다양한 디자인이 생산되었으며, 일반적으로 사용자의 중앙 부분만 대중의 시야에서 가려지고 머리와 발은 여전히 보였다. 람뷔토 기둥에도 칸막이가 추가되었다. 1930년대에 가장 많이 보급되었을 때는 파리에 1,230개의 피수아르가 있었지만, 1966년에는 그 수가 329개로 감소했다. 1980년부터는 사니세트라는 새로운 기술, 즉 남녀 공용의 밀폐형 자동 자가 청소 장치로 체계적으로 교체되었다.
베를린에서는 1863년에 최초의 목재 피수아르가 세워졌다. 다른 도시들처럼 뛰어난 디자인을 제공하기 위해 1847년, 1865년, 1877년에 여러 건축 설계 공모전이 조직되었다. 1878년에 채택된 마지막 디자인은 시의원이 제안한 것으로, 7개의 칸막이와 뾰족한 지붕이 있는 주철 팔각형 구조물로, 현지에서는 카페 아흐테크('팔각형 카페')로 알려져 있다. 영국 디자인과 마찬가지로, 이들은 완전한 밀폐를 제공하고 내부 조명이 갖춰져 있었다. 그 수는 1920년까지 142개로 증가했지만, 현재는 약 12개만이 사용 중이다.
비슷한 디자인이 빈에서도 채택되었는데, 더 간단하고 작으며 육각형이었다. 이들은 빌헬름 베츠(Wilhelm Beetz)가 1882년에 특허를 받은 새로운 "오일 시스템"을 갖추고 있었는데, 이 시스템은 냄새를 중화하기 위해 일종의 오일을 사용하여 배관의 필요성을 없앴다. 약 15개가 여전히 사용 중이며, 한 개는 복원되어 빈 기술 박물관에 전시되어 있다.
중앙 암스테르담에는 약 35개의 오줌 컬, 즉 나선형으로 휘어져 하나의 소변 칸을 에워싸는 높이 솟은 금속 칸막이로 구성된 소변기가 있는데, 동일한 세부 사항에 더 단순한 형태를 가진 두 사람용 예시도 있다. 이 디자인은 1870년대에 처음 등장했지만, 요안 판 데르 메이의 개정된 디자인은 1916년의 것이다. 남아 있는 모든 예시는 2008년에 복원되었다.
다양한 크기와 디자인의 피수아르, 주로 무늬가 있는 주철로 된 피수아르는 영국 곳곳에 여전히 흩어져 있으며, 런던에는 몇 개, 특히 버밍엄과 브리스톨에 많이 남아 있다. 월터 맥팔레인의 1인용 나선형 소변기 중 하나는 플리머스 손 파크에 남아 있다. 많은 소변기들이 복원되어 다양한 야외 박물관과 문화유산 철도 노선의 부지로 이전되었다.
장식된 패턴 주철 패널이 있는 직사각형 피수아르는 일부 영국 디자인과 유사하게 1880년 오스트레일리아 시드니와 1903년에서 1918년 사이에 오스트레일리아 멜버른에 설치되었다. 최소 40개가 제작되었으며, 그 중 9개가 멜버른 중심부 및 그 주변 거리에서 제자리에 남아 사용되고 있으며, 1998년부터 내셔널 트러스트에 의해 분류되었다.
최근 몇 년 동안 영국에서는 중앙 기둥 주변에 여러 개의 칸막이 없는 소변기가 있는 임시 피수아르가 도입되었다. 스위스에서는 '피이지'(Peeasy)라는 여성용 임시 피수아르가 사용되고 있다.
1990년대까지 길거리 소변기는 파리(프랑스)에서 흔한 광경이었고, 1930년대에는 1200개 이상이 사용되었다. 이들은 외국 관광객들에게 유명했다. 파리 시민들은 이를 베스파시아누스 황제의 이름에서 유래한 '베스파시엔'(vespasiennes)이라고 불렀는데, 일화에 따르면 황제가 소변에 세금을 부과했다고 한다. 1990년대부터 악취와 비위생적인 것으로 악명 높았던 베스파시엔은 점차 사니세트로 대체되었다. 오늘날 도시에는 단 하나의 베스파시엔(아라고 대로에 위치)만 남아 있으며, 여전히 정기적으로 사용되고 있다. 다른 프랑스 도시와 다른 나라에도 여전히 존재한다.

파리 (프랑스) 아라고 대로에 남아있는 마지막 베스파시엔파리 (프랑스) 아라고 대로에 남아있는 마지막 베스파시엔
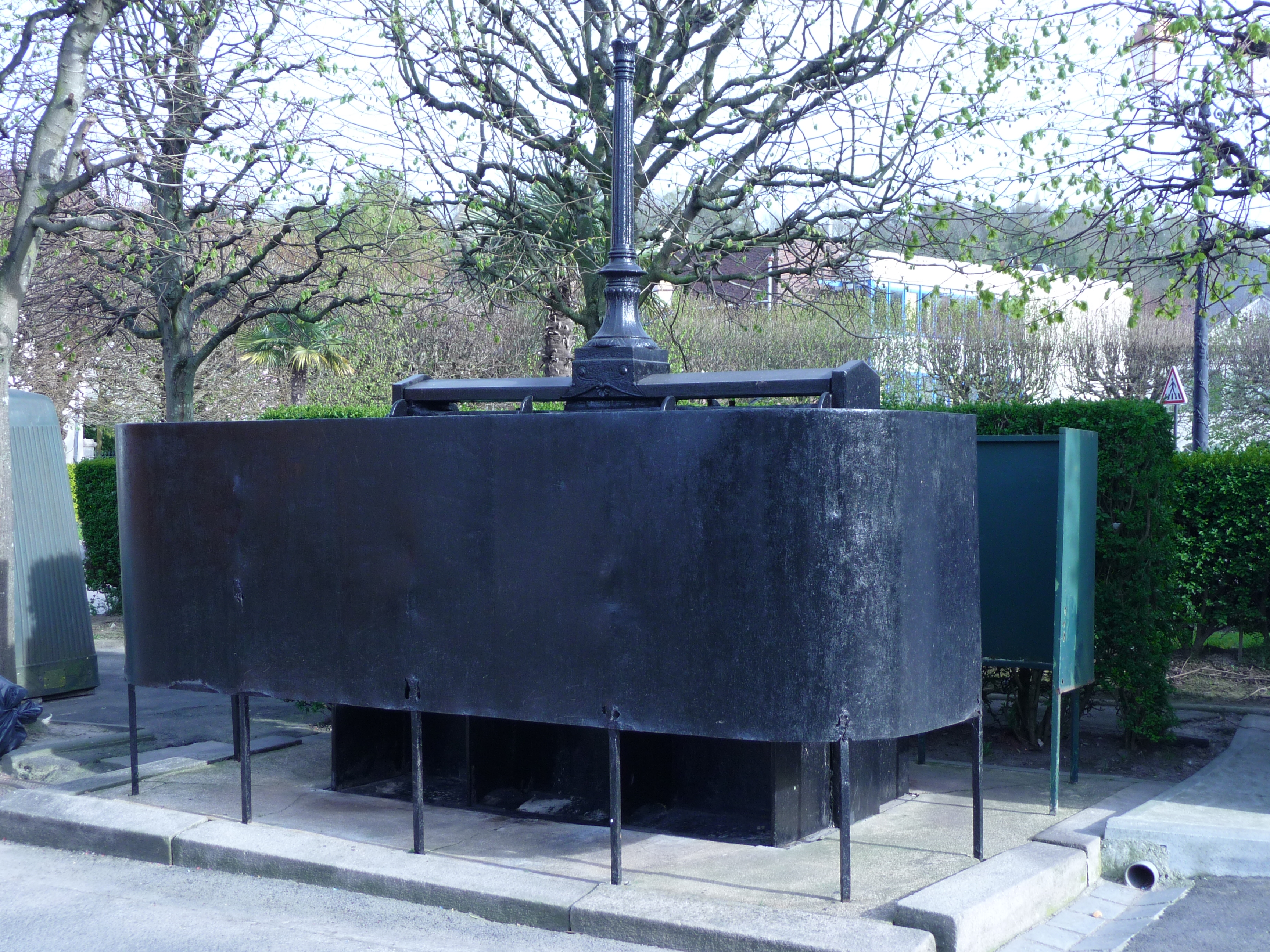
프랑스 옹플뢰르의 베스파시엔
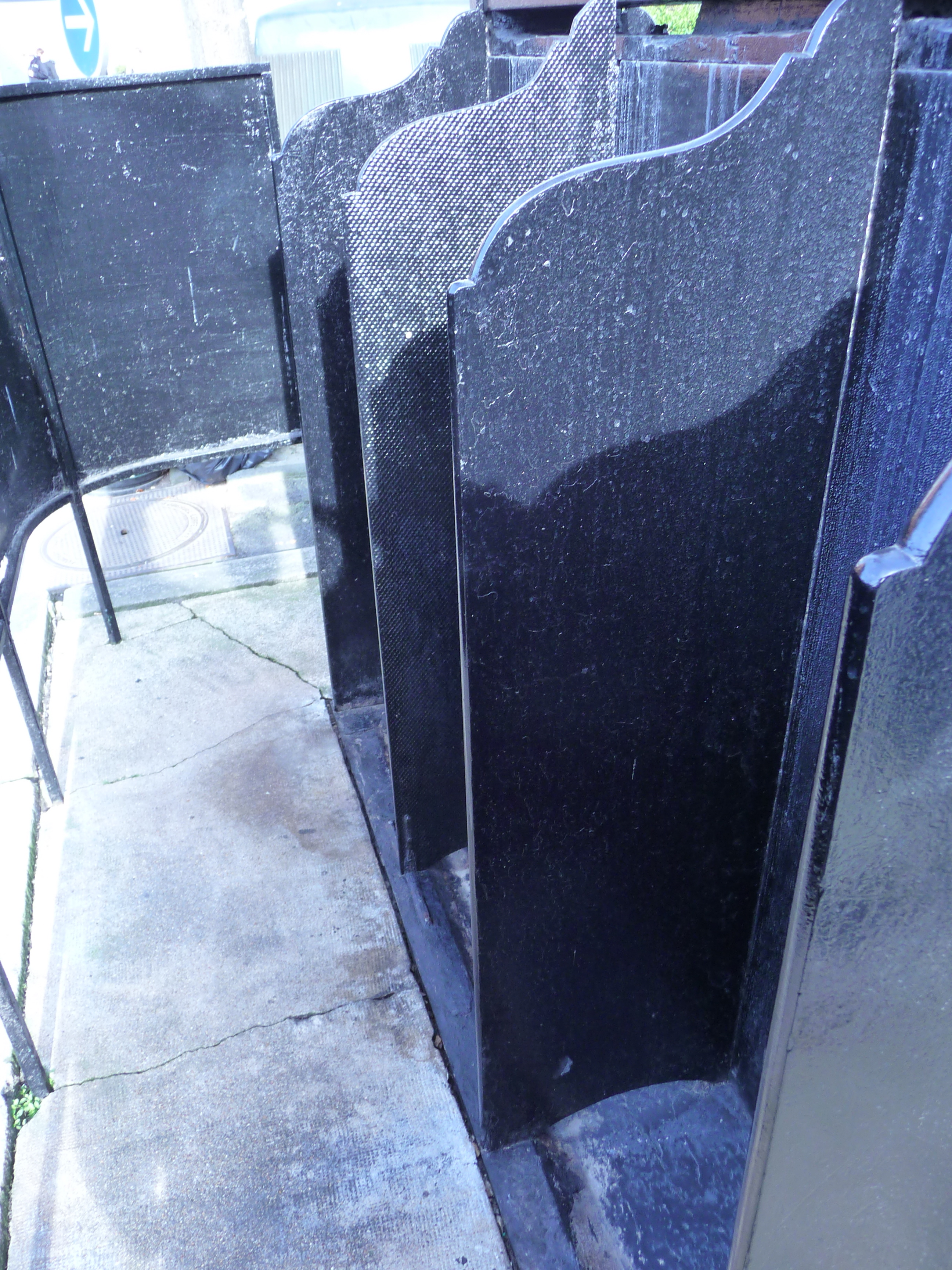
옹플뢰르 베스파시엔 내부
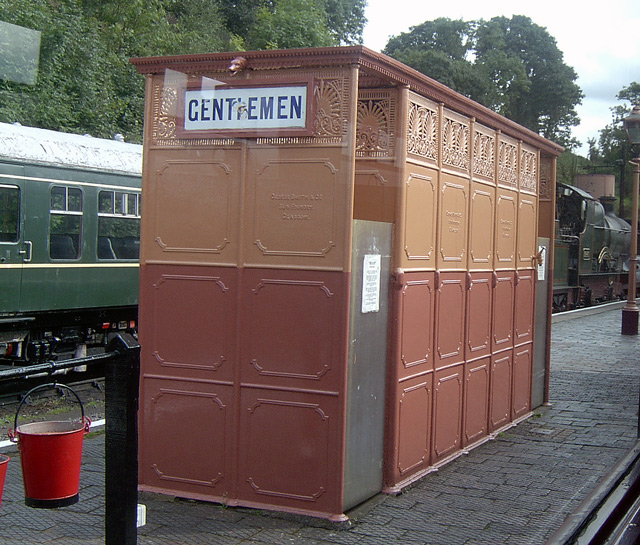
더 이상 사용되지 않는 빈티지 영국 소변기
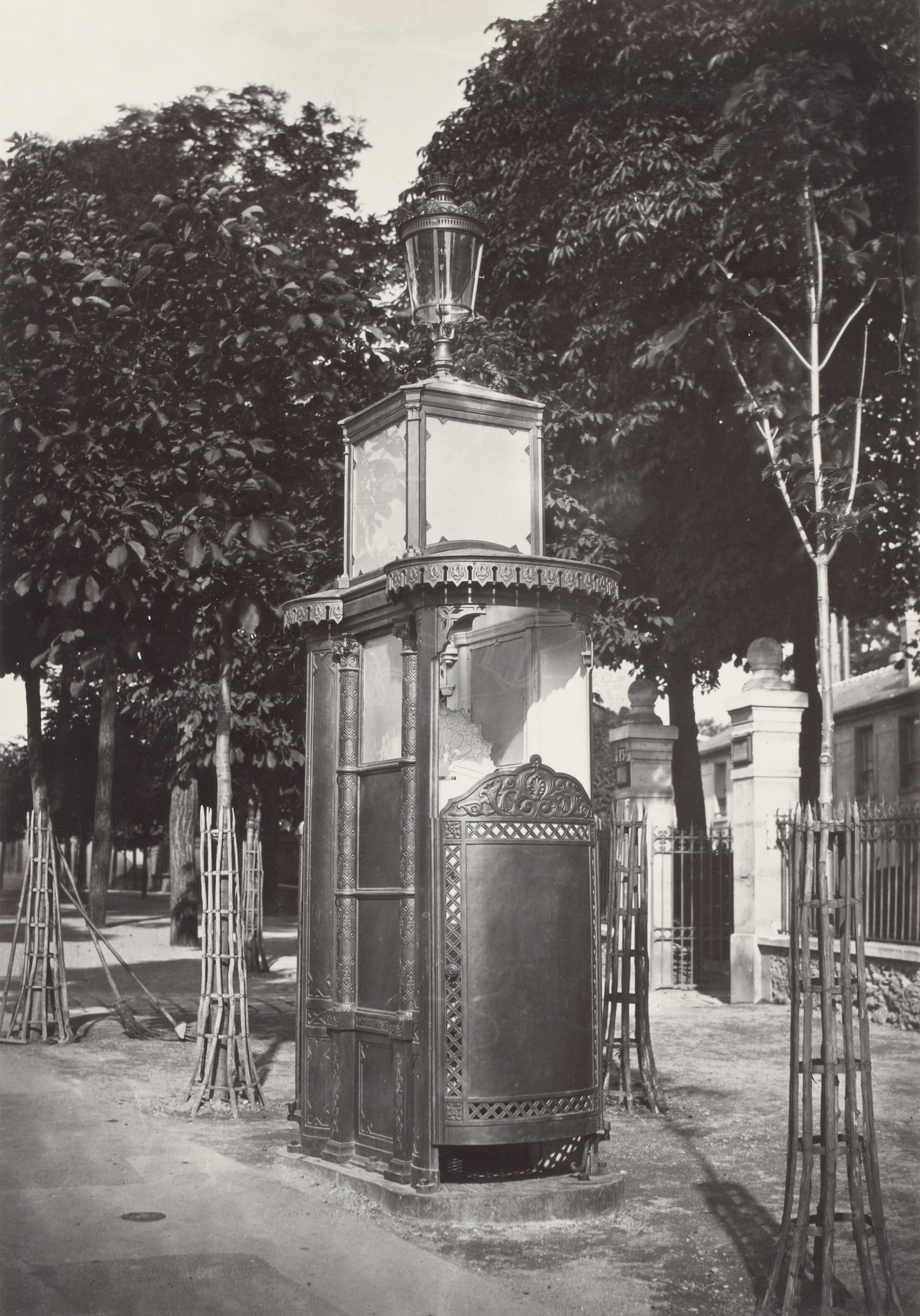
1865년경 화려하게 조명된 프랑스 소변기
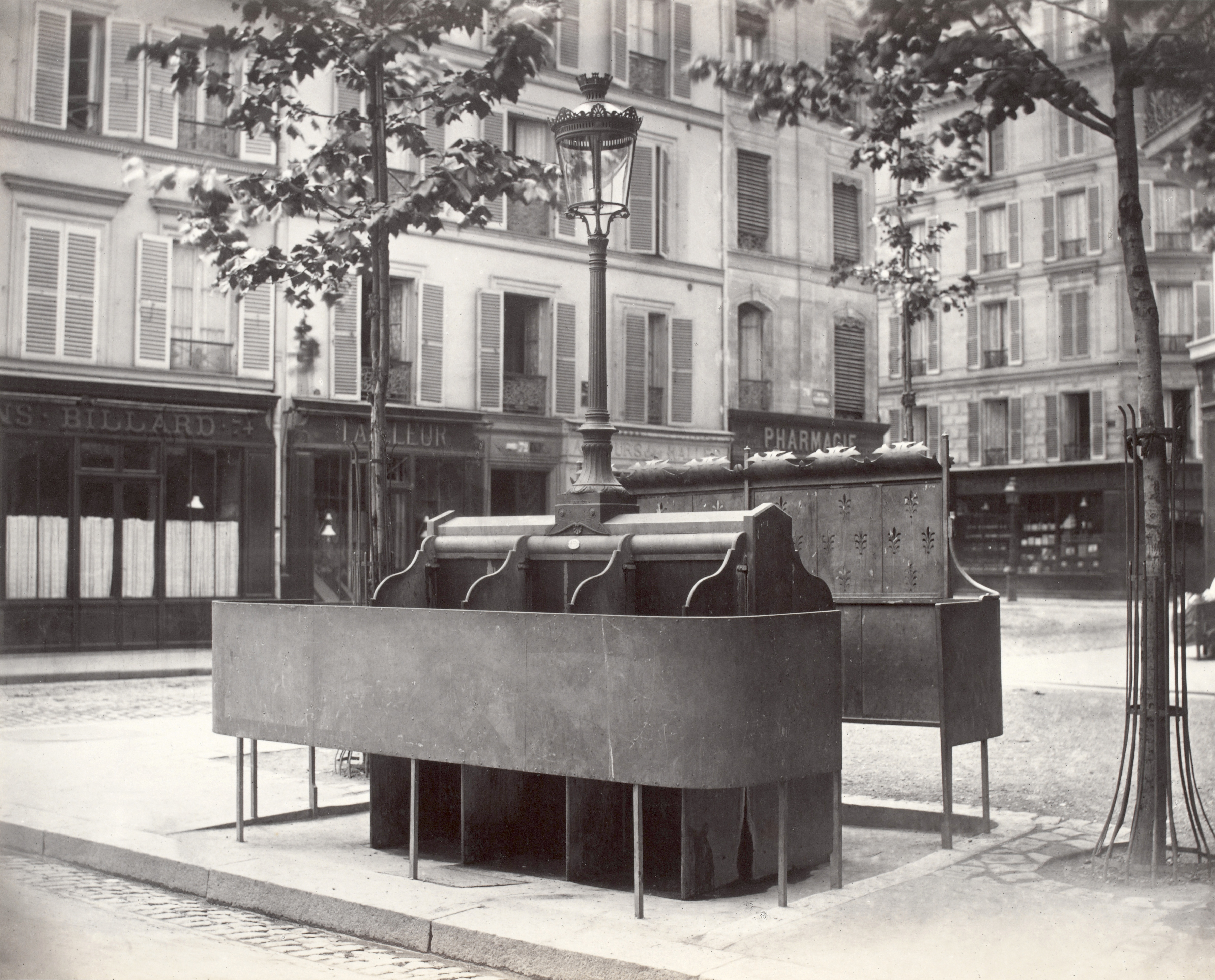
1865년경 기본적인 여섯 칸짜리 파리 소변기
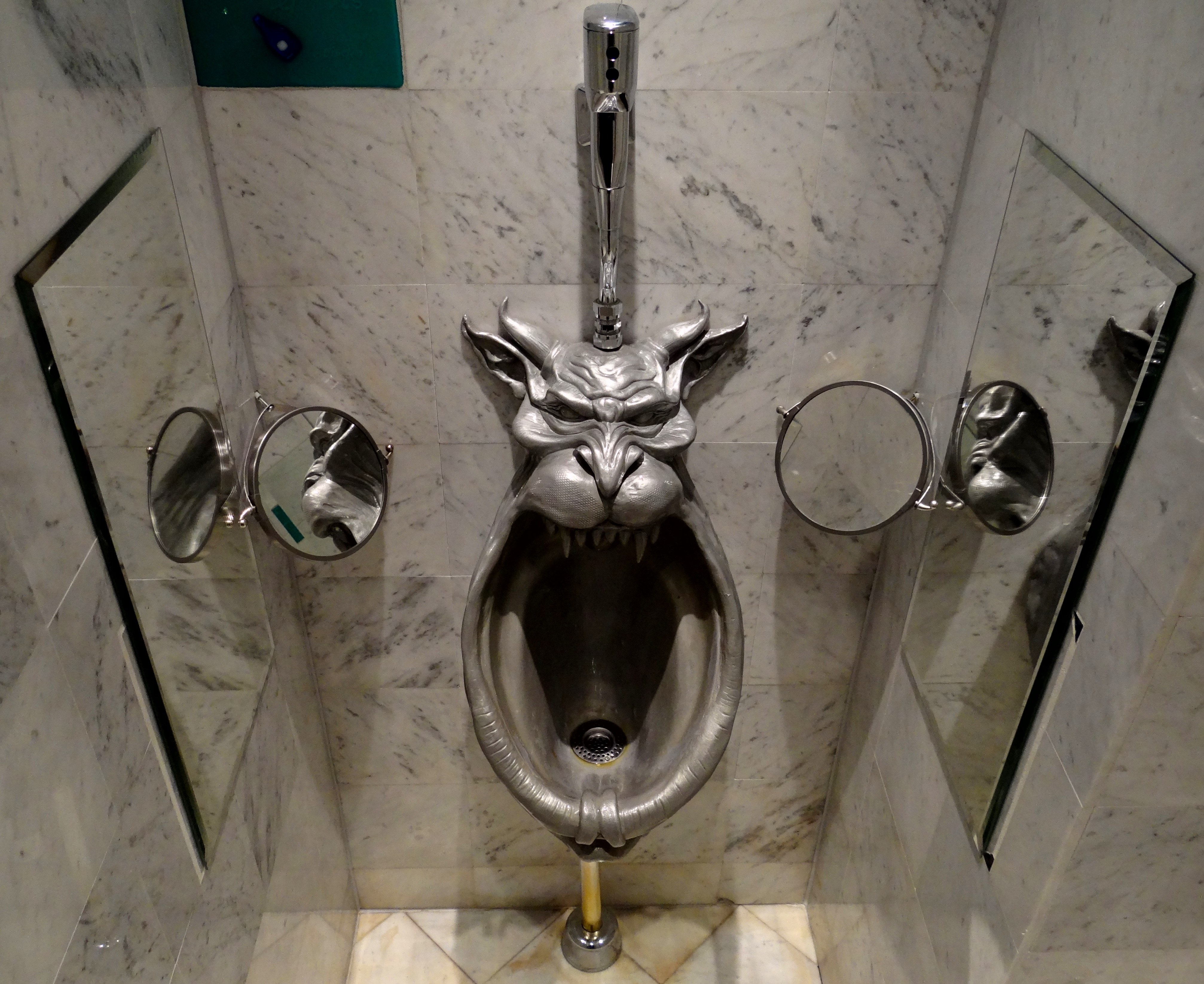
오슬로 미니 보틀 박물관 남자 화장실의 고딕풍 소변기
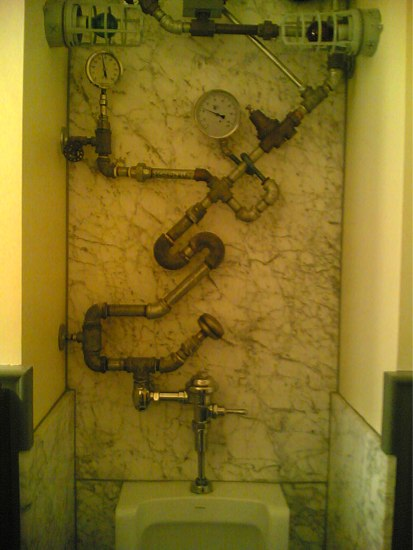
술집의 "스팀펑크" 스타일 소변기
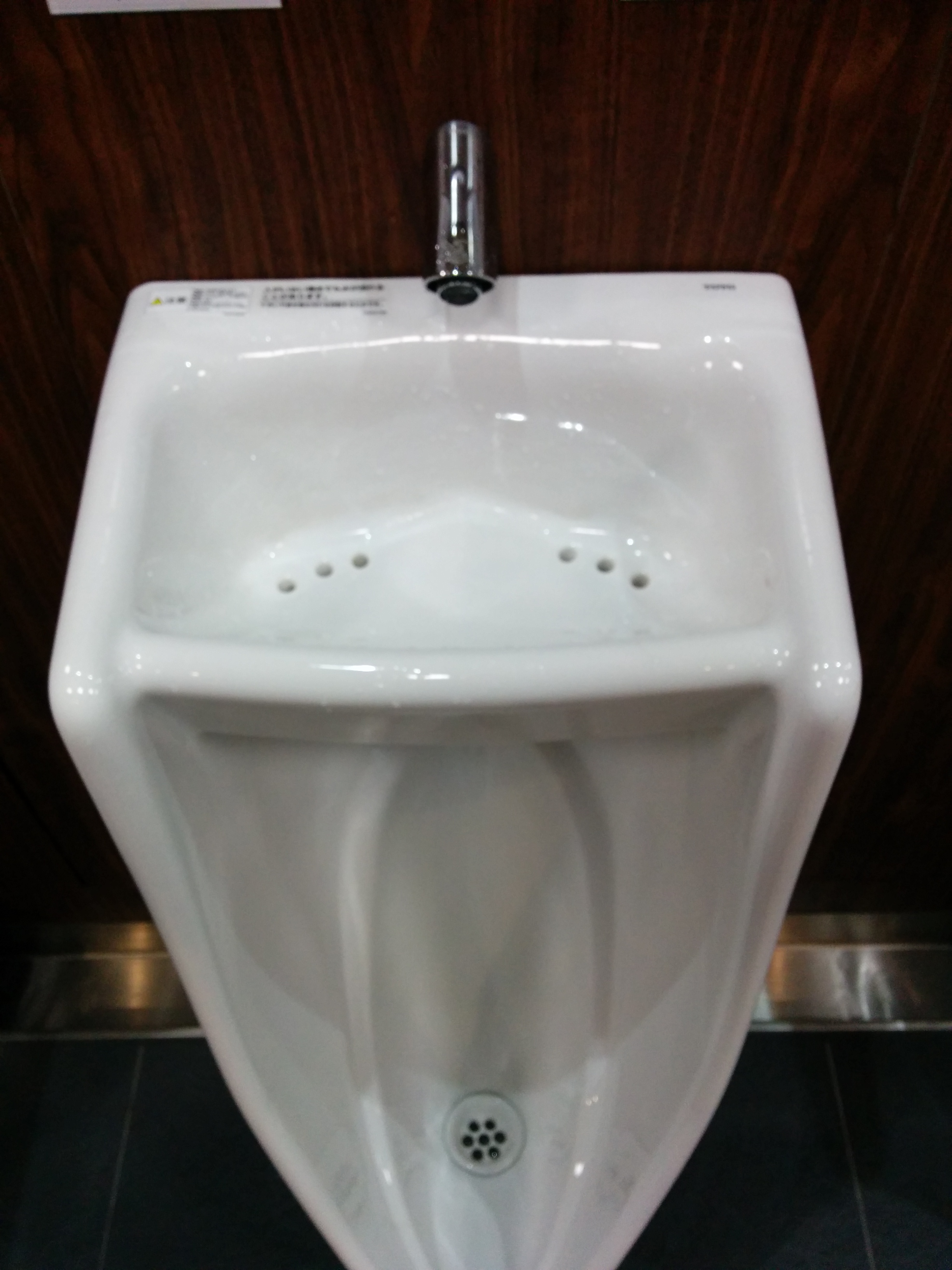
일본의 세면대/소변기는 물과 물리적 공간을 절약한다.
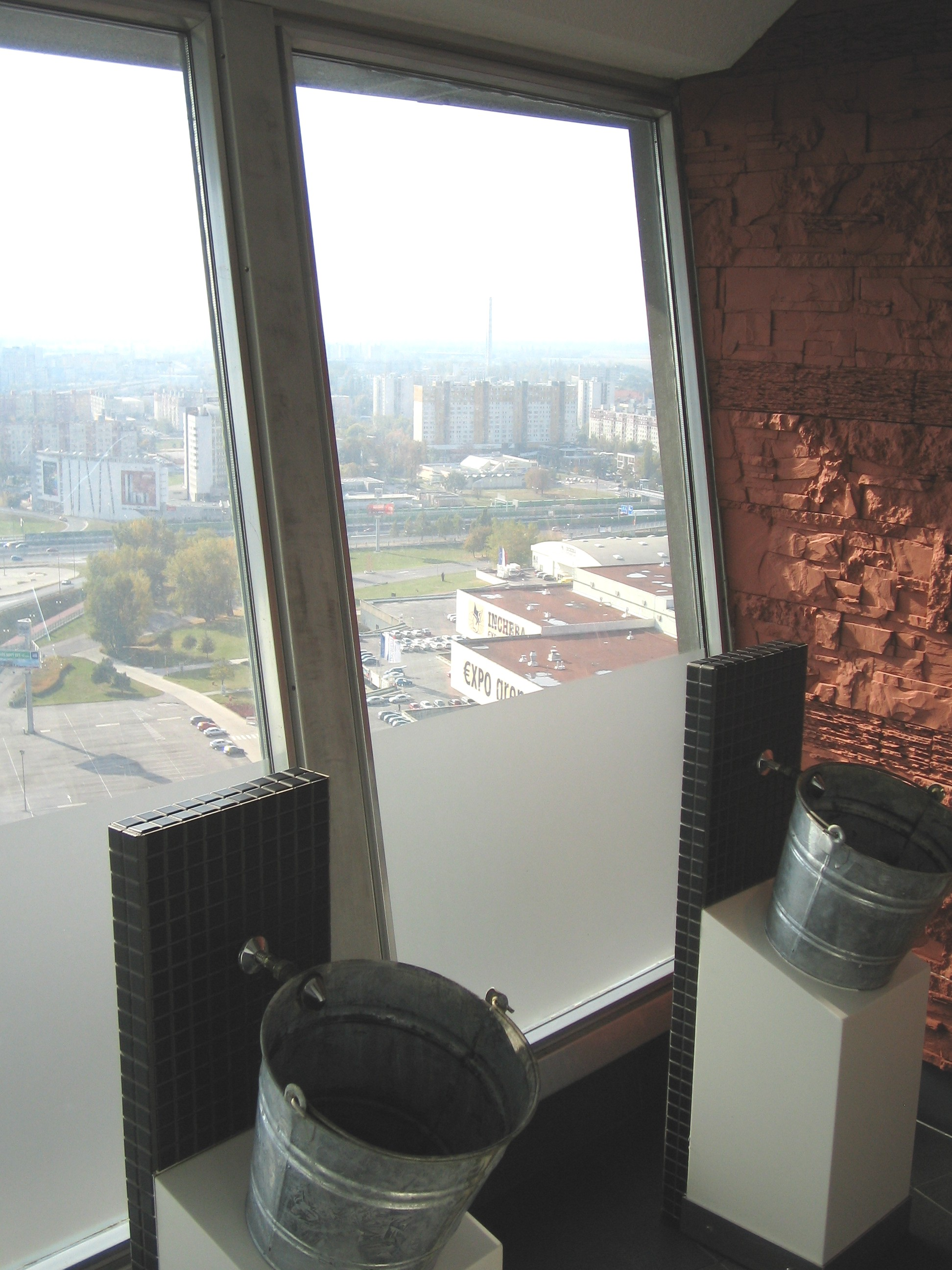
브라티슬라바 UFO 레스토랑의 전망 좋은 소변기
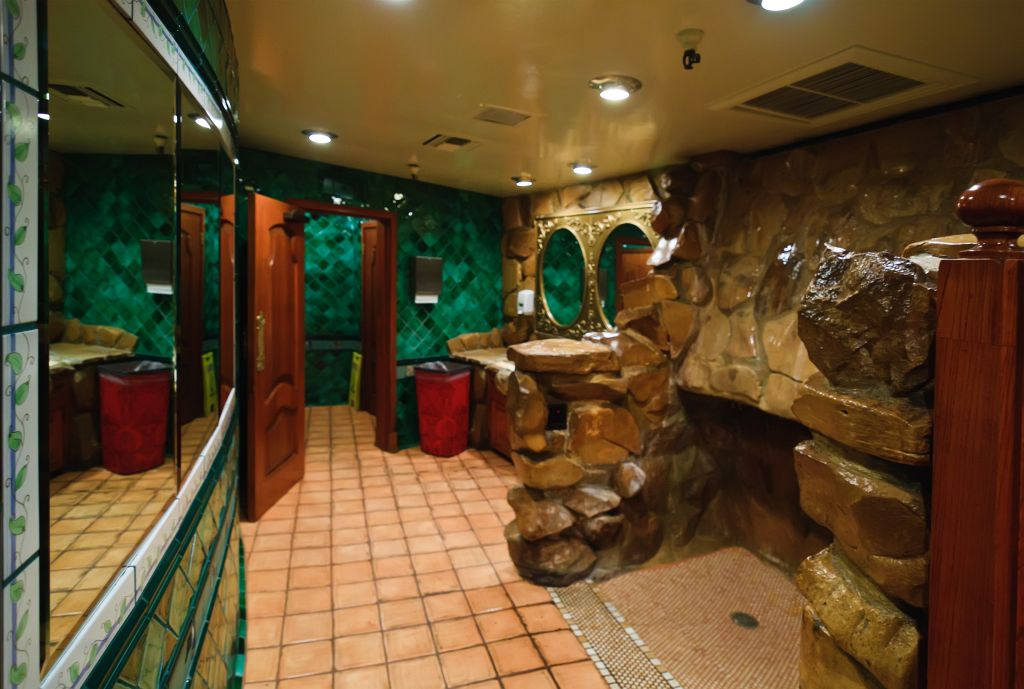
마돈나 인의 화려하게 장식된 소변기
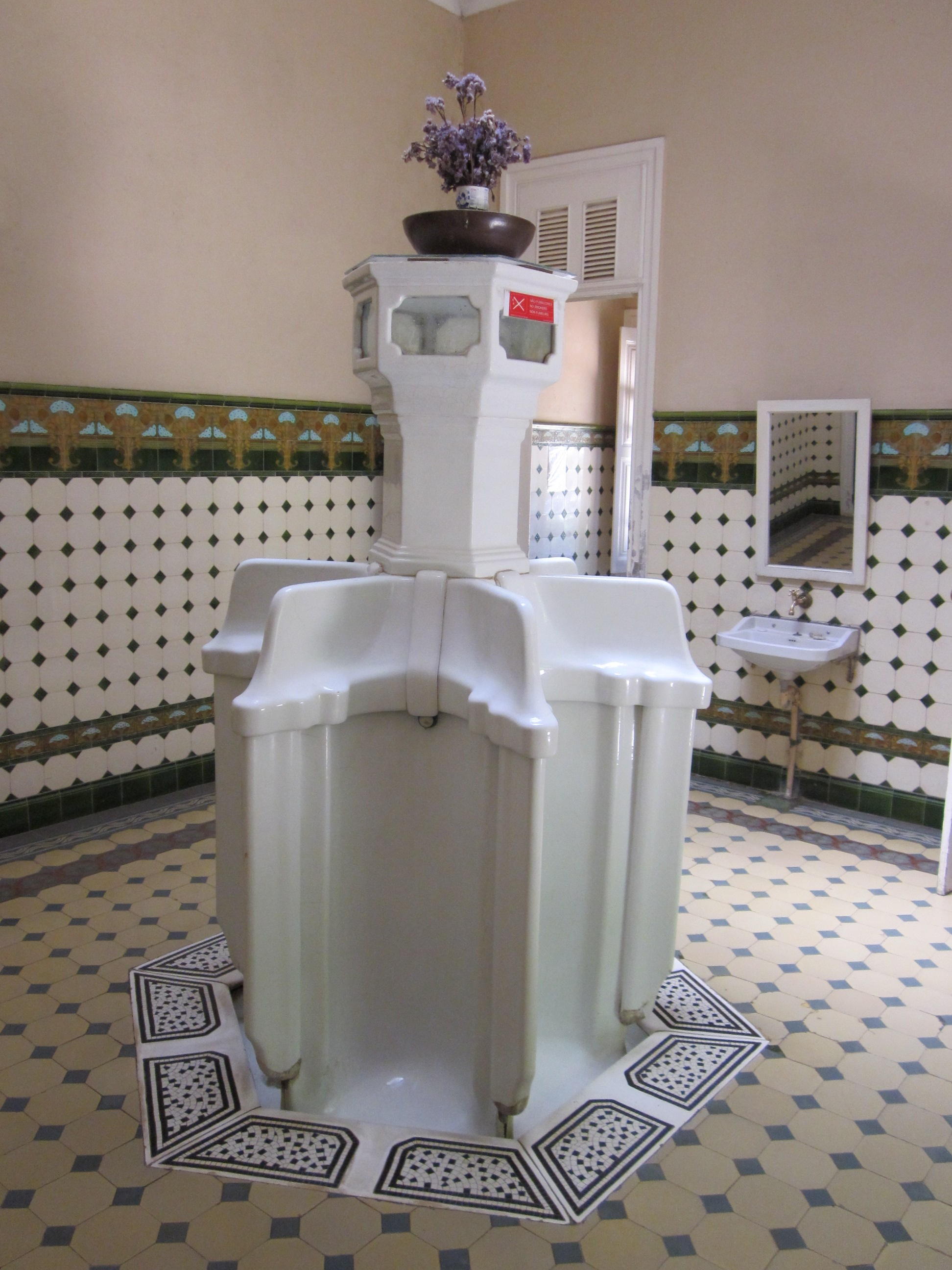
포르투갈 포르투의 공중 소변기
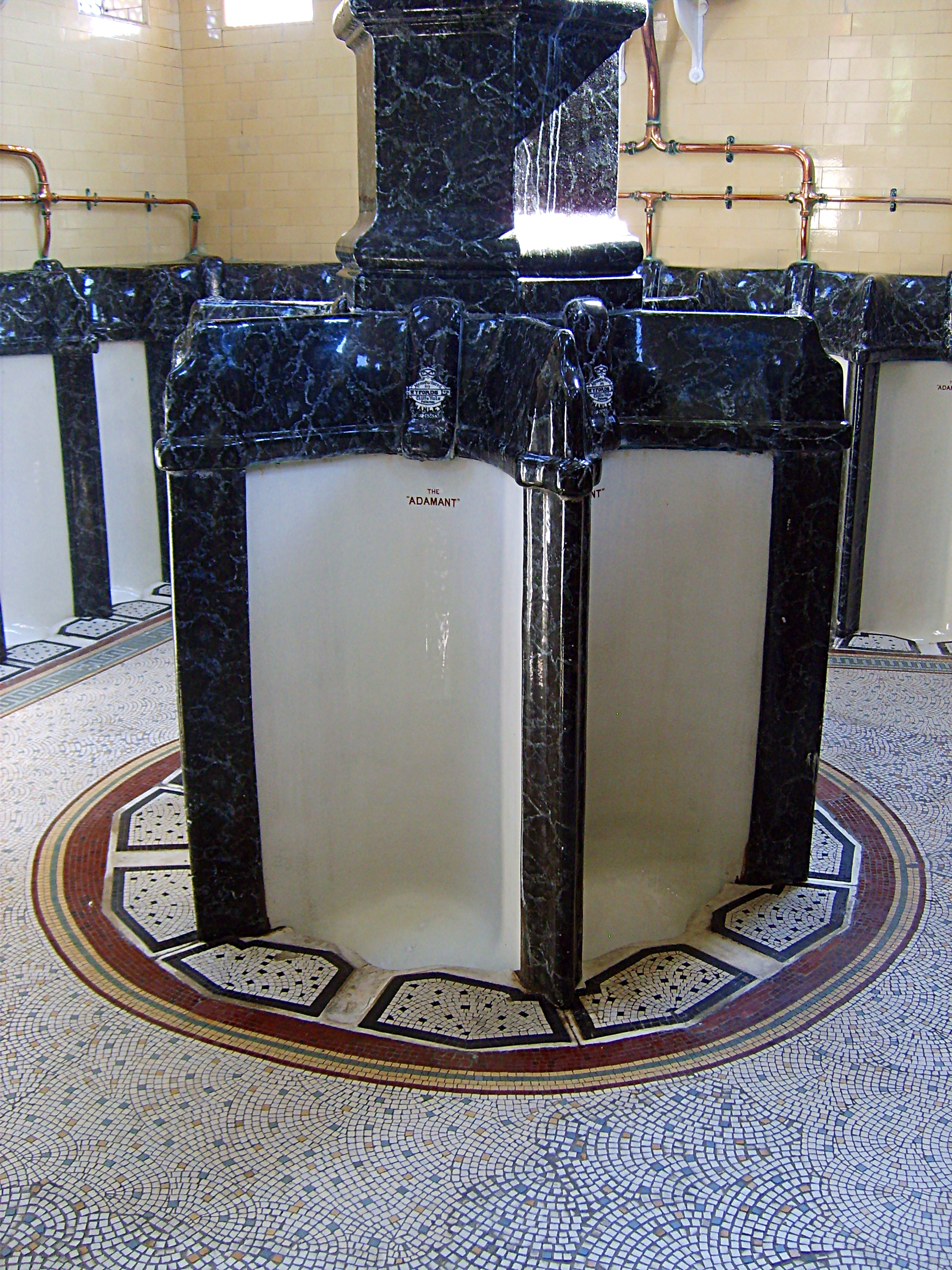
1899년 스코틀랜드 로세이의 빅토리아 시대 소변기
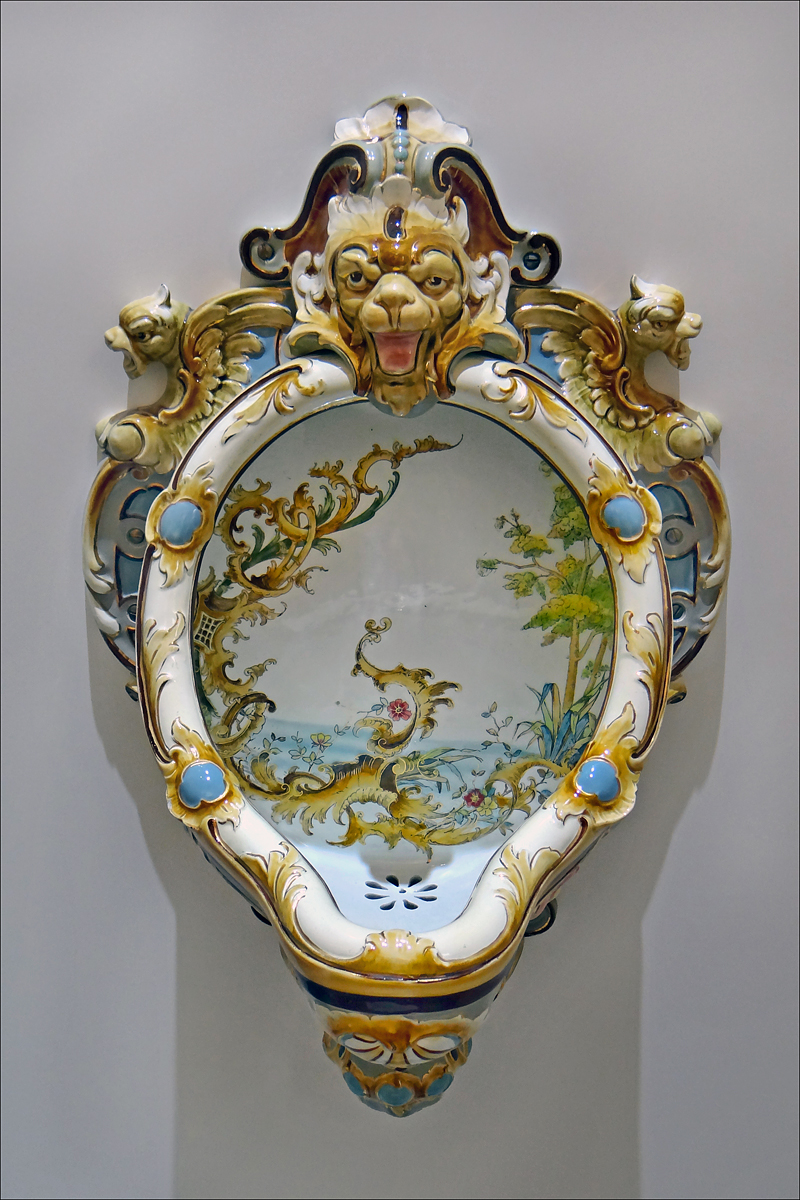
네오 바로크 양식으로 장식된 소변기
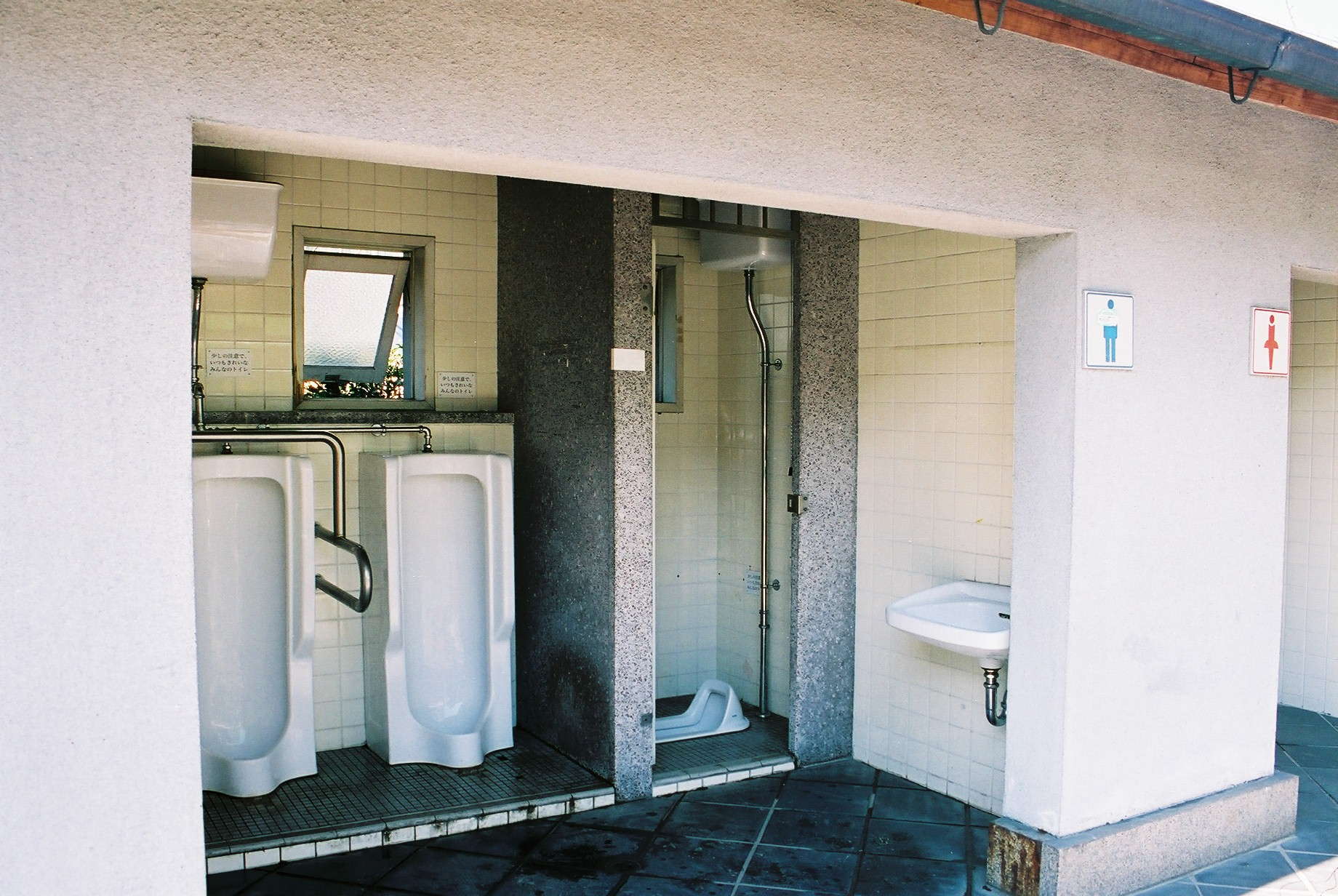
일본의 개방형 공중화장실
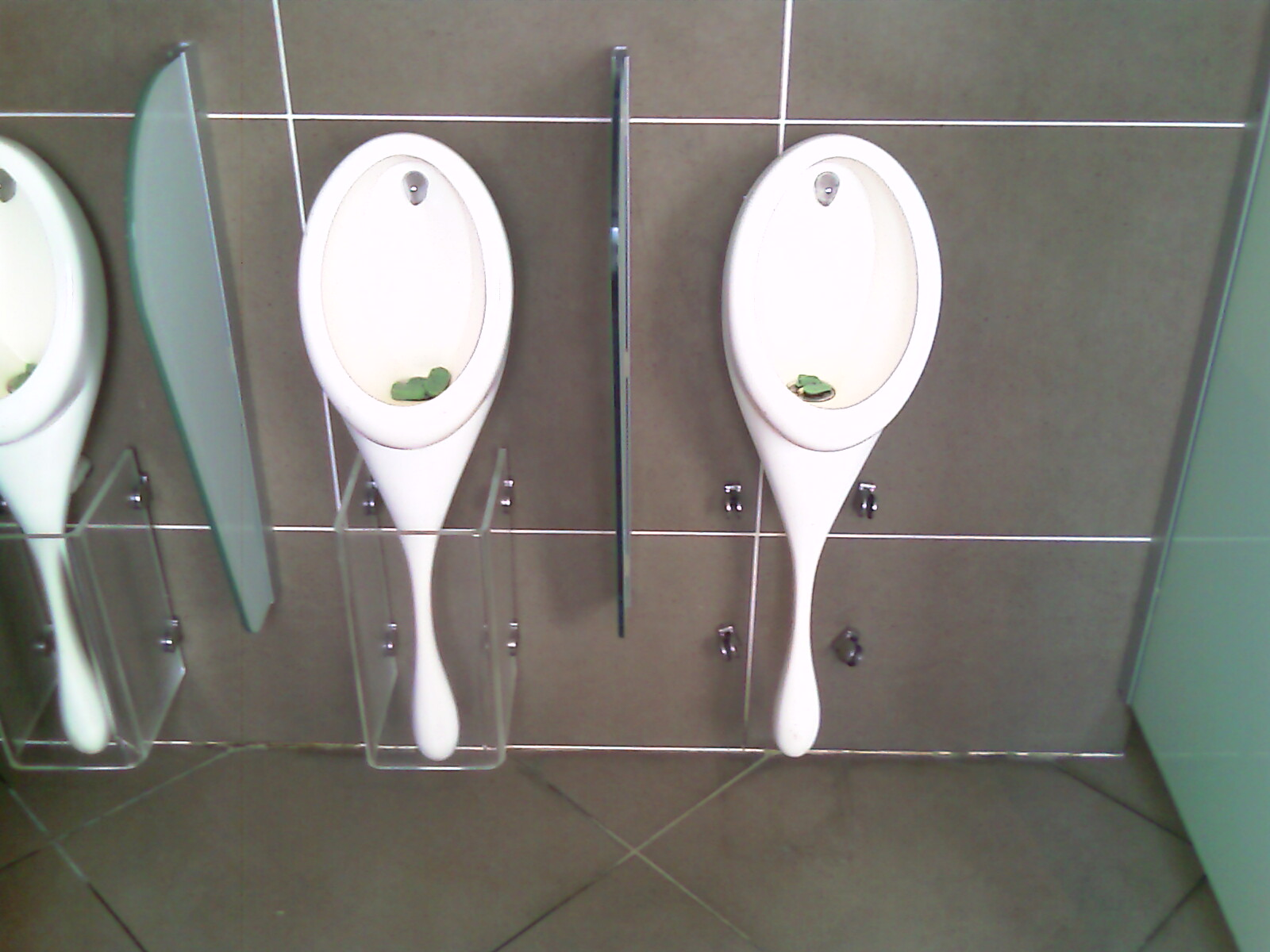
건지 섬 세인트피터포트의 스타일리시한 소변기
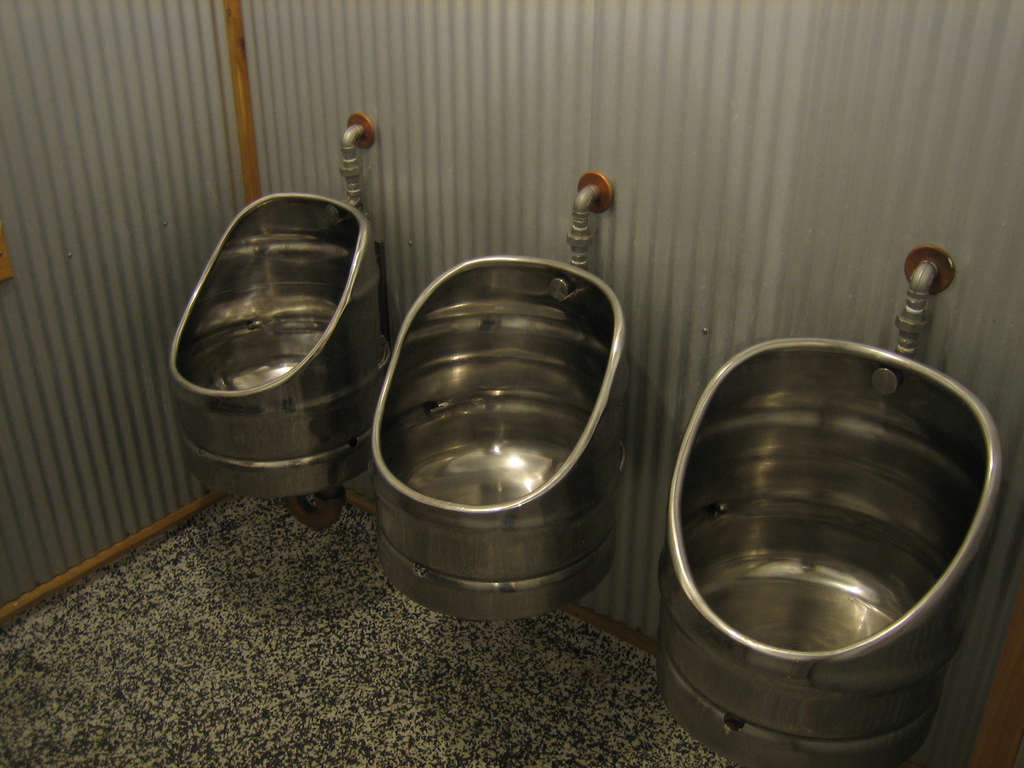
뉴질랜드 크라이스트처치 양조장의 소변기
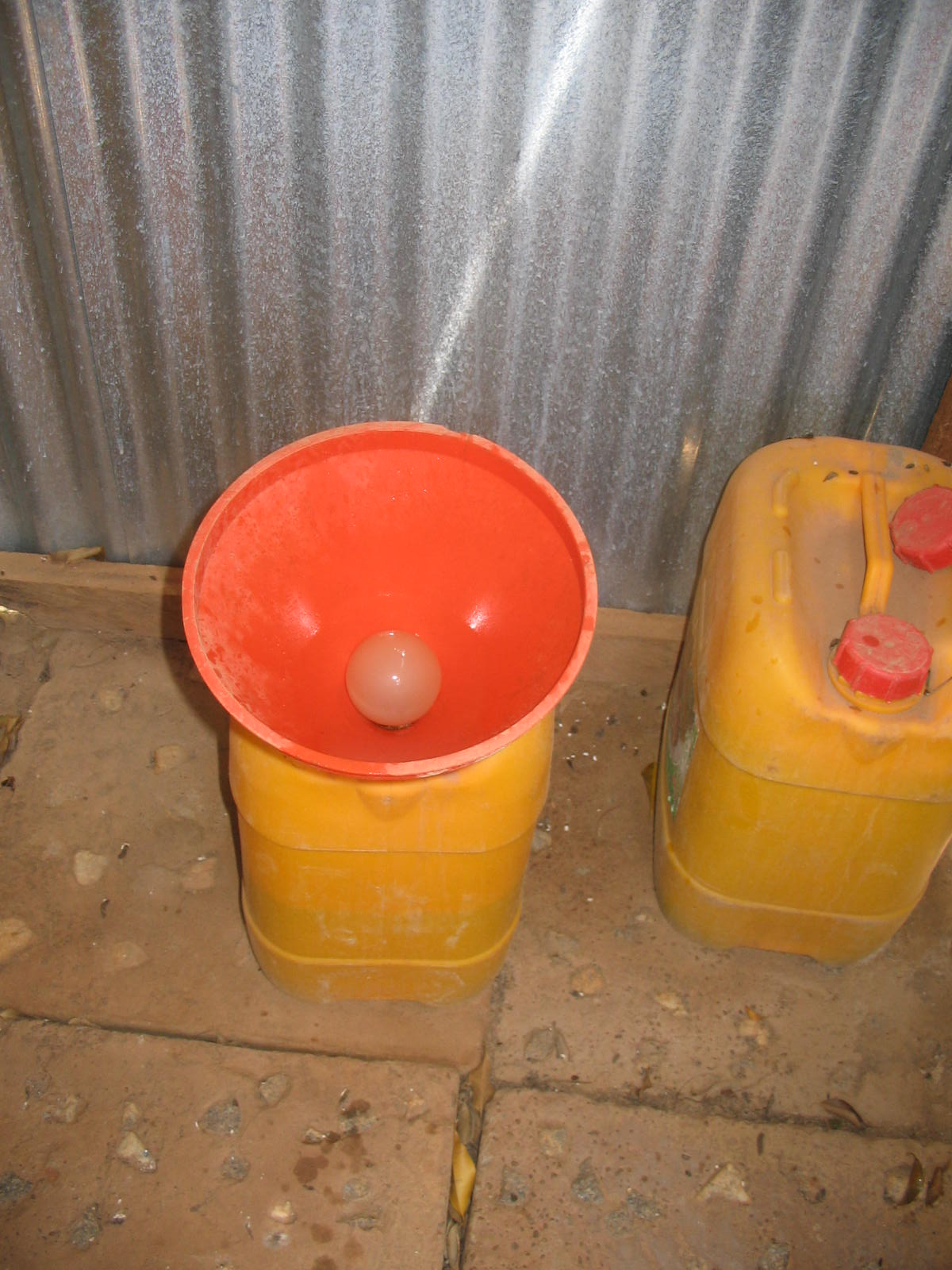
부르키나파소의 저렴한 무수 이동식 소변기
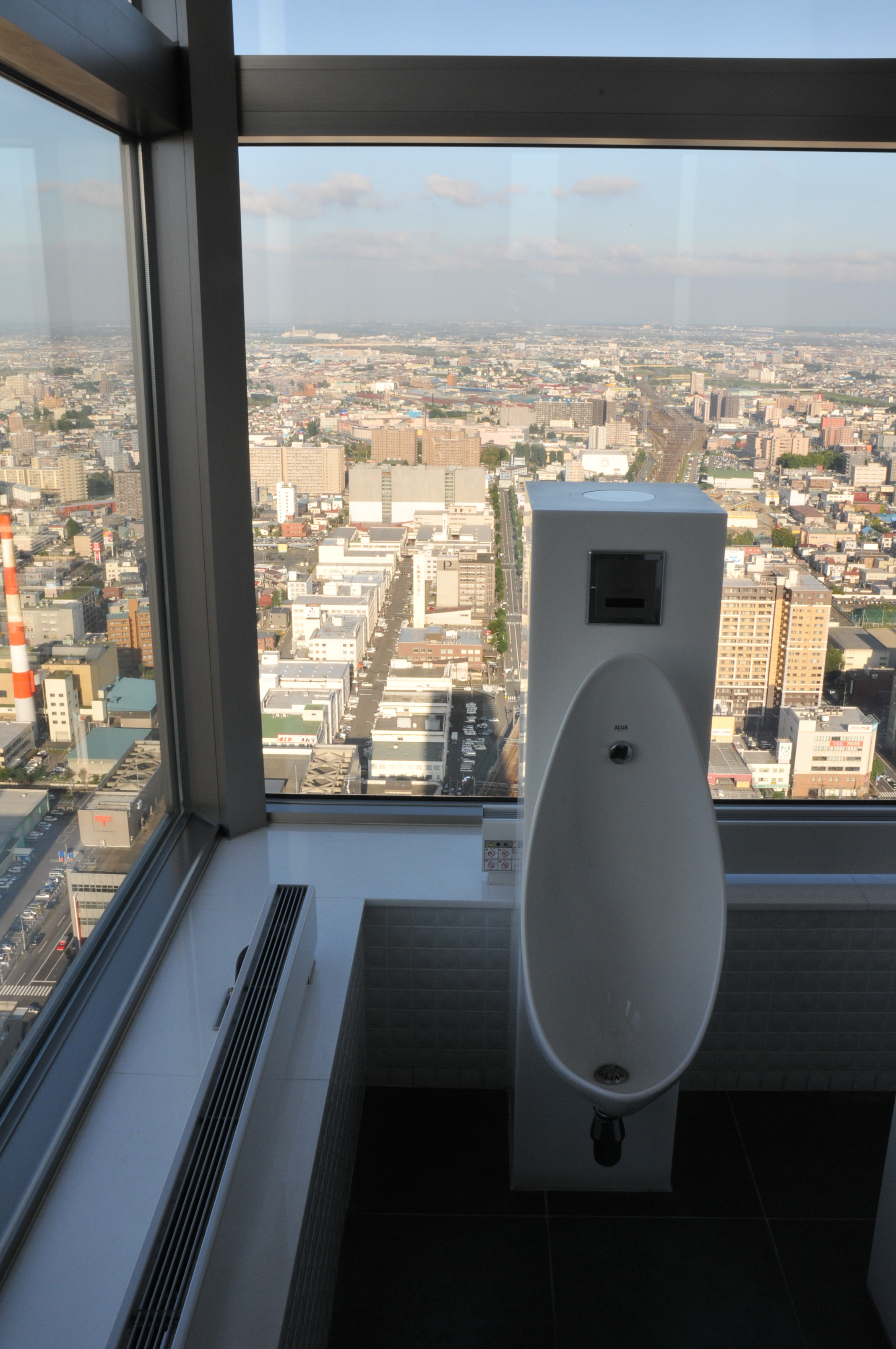
일본 홋카이도 JR 타워 38층 전망 소변기
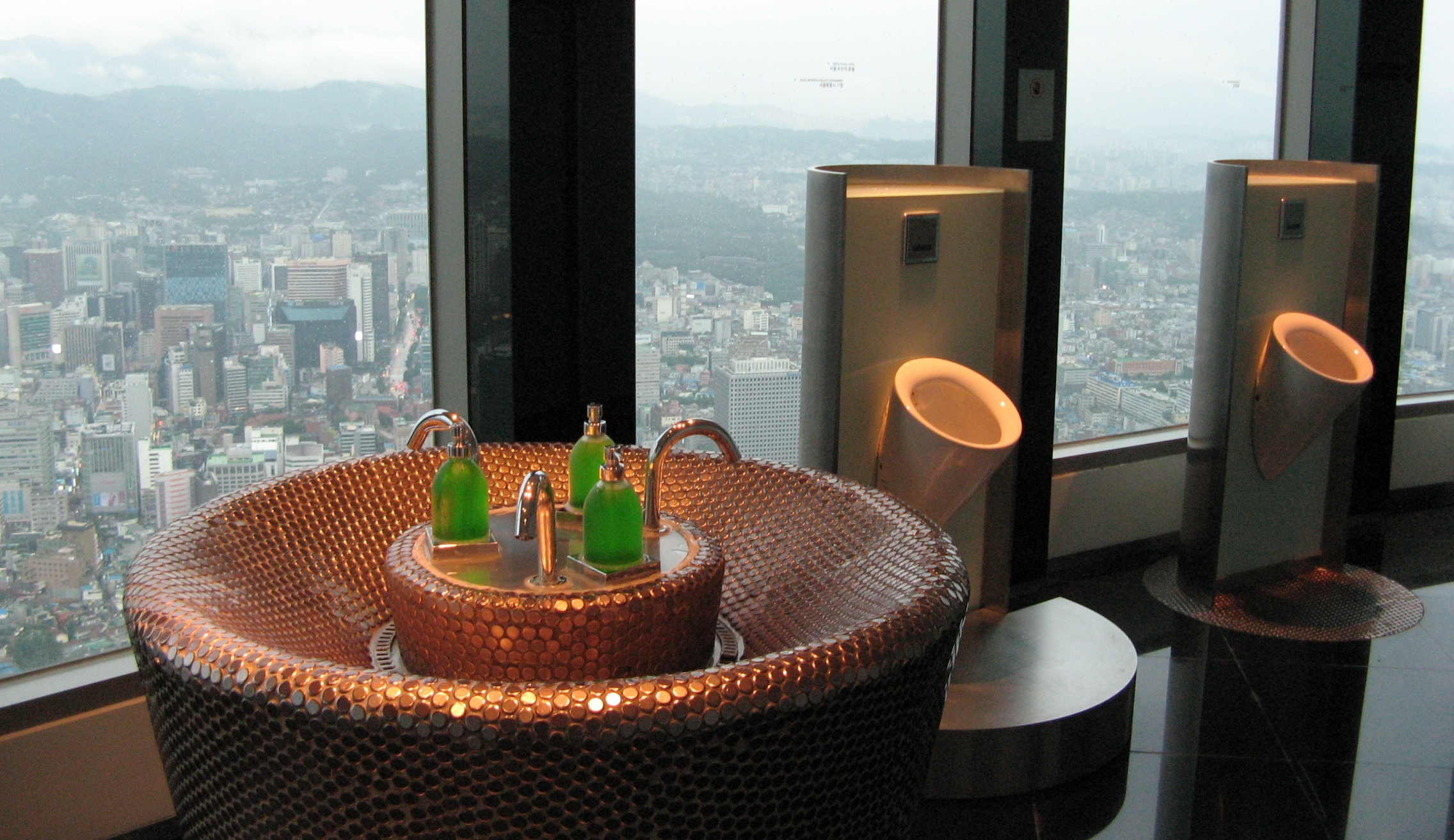
개방형으로 배치된 스탠드형 소변기
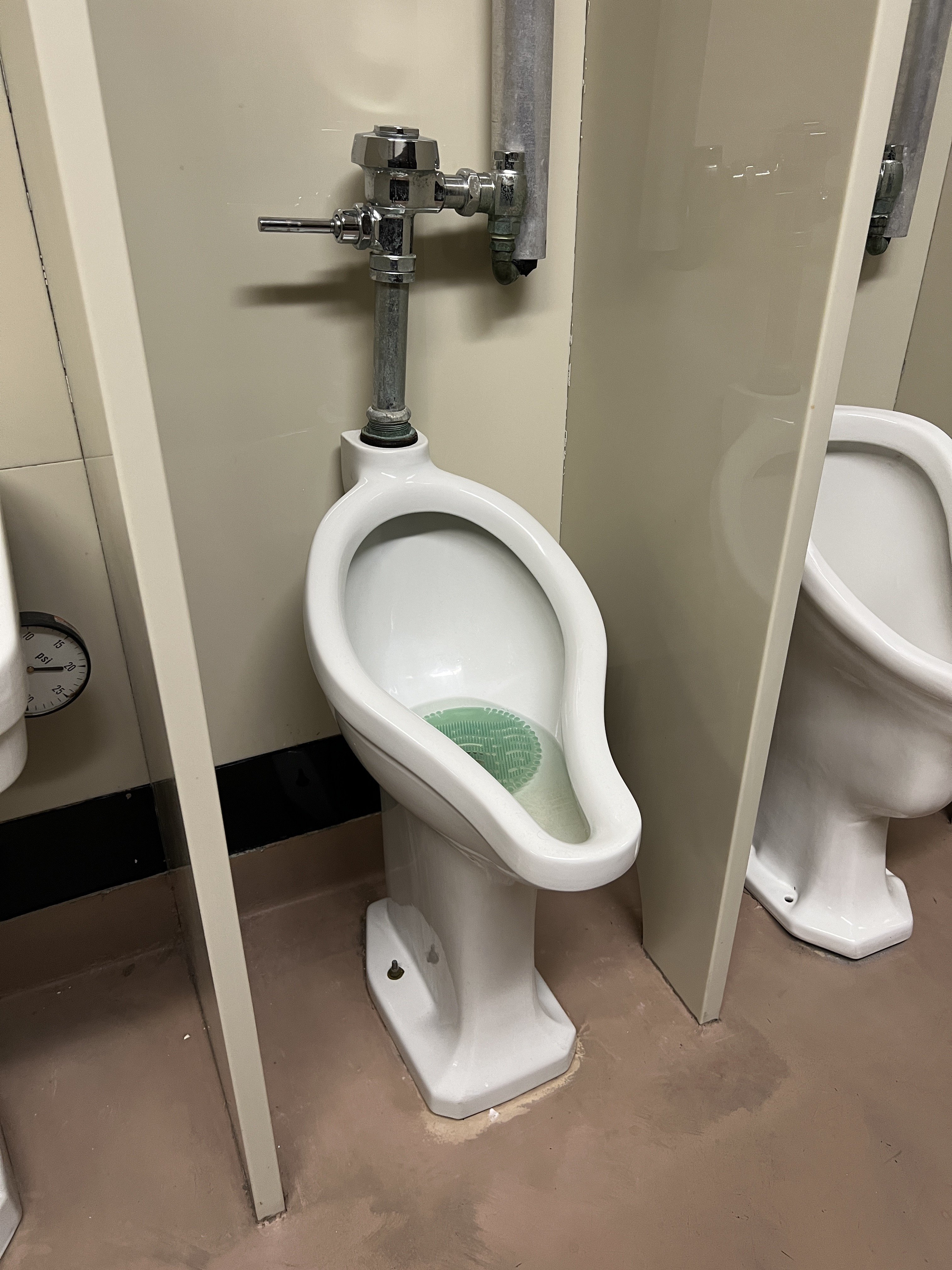
미국 자연사 박물관의 구식 소변기
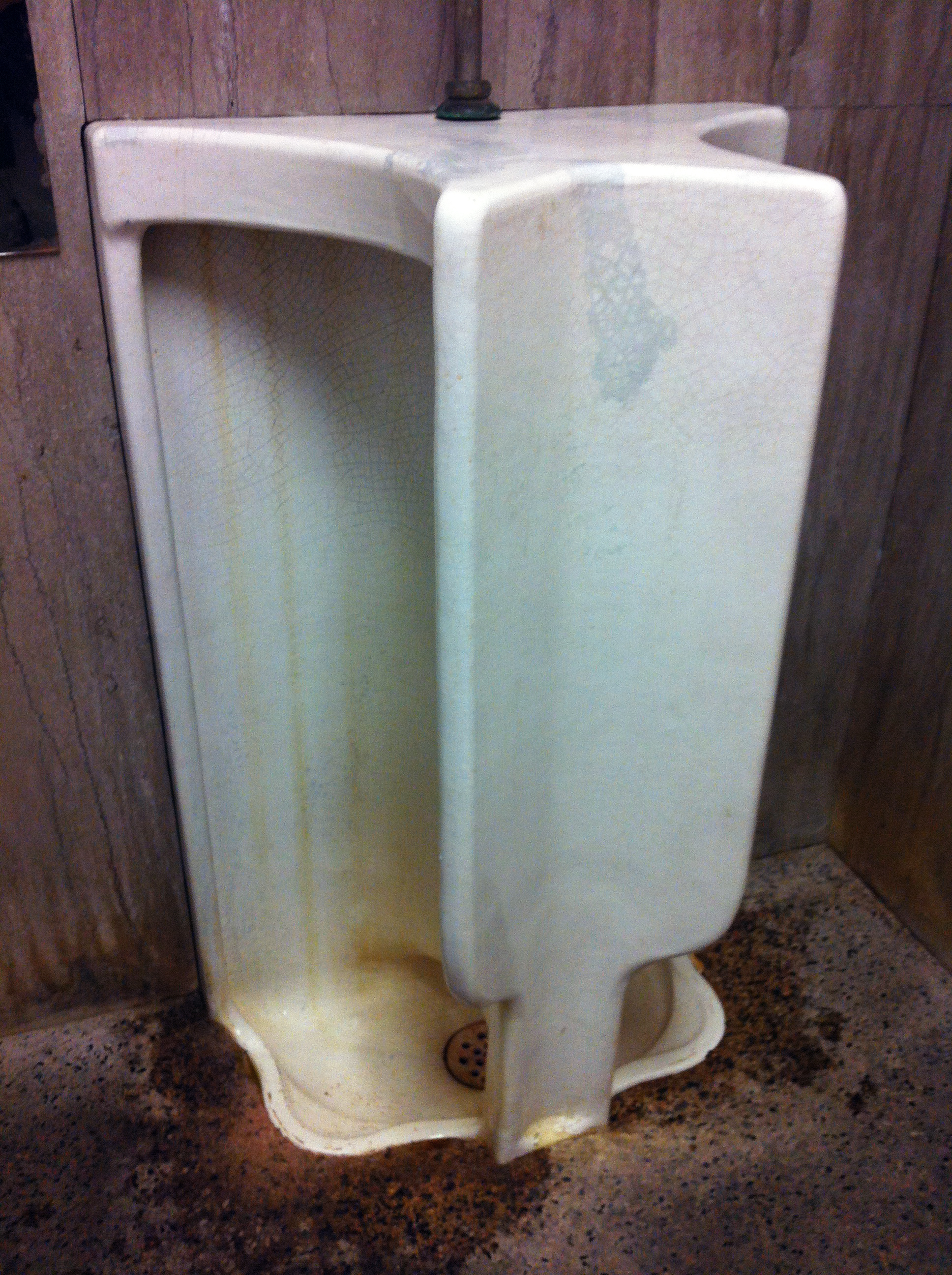
이중 소변기. 양쪽에서 한 명씩 소변을 볼 수 있다.
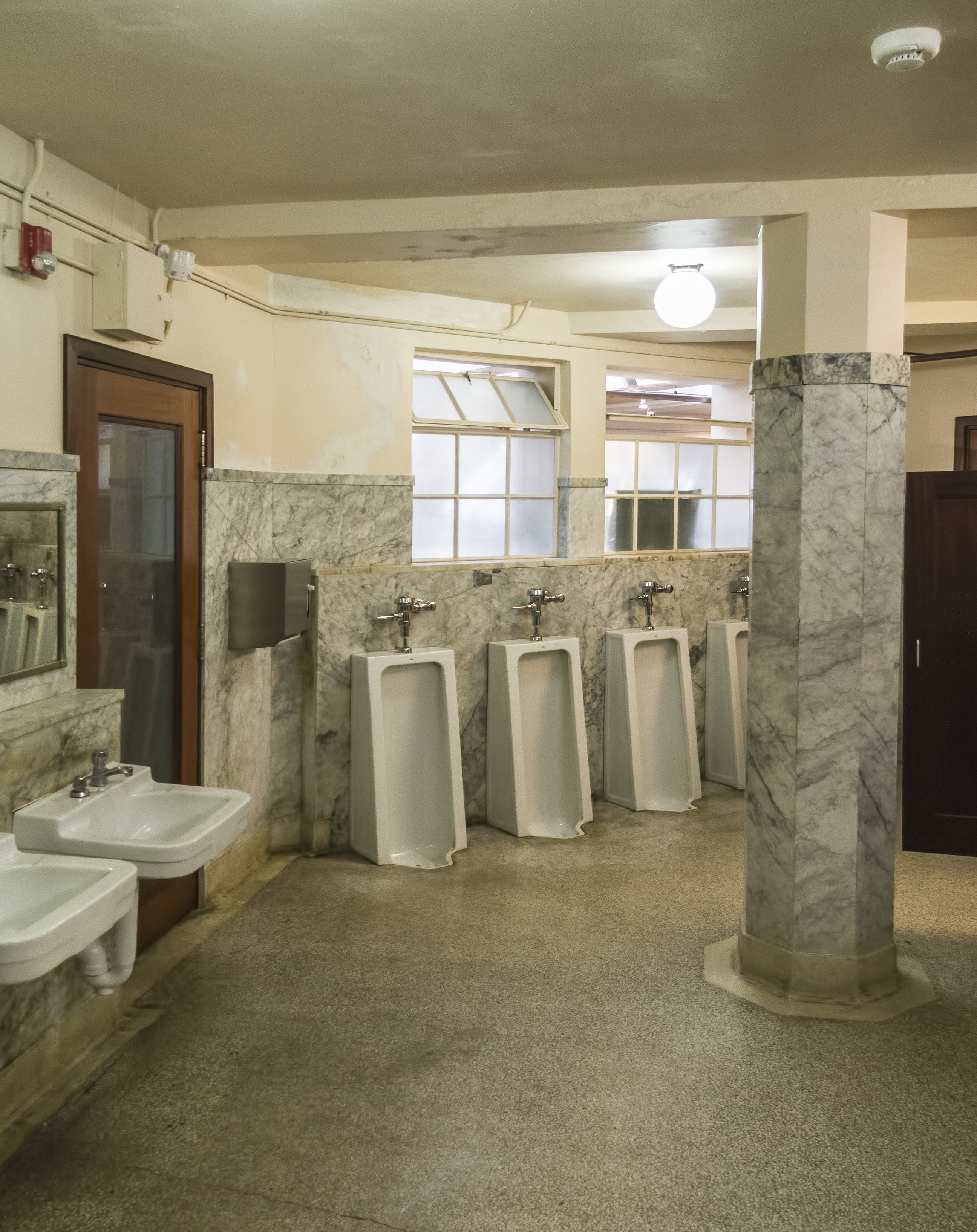
남자 화장실의 바닥형 소변기 예시

## 사회와 문화
대중문화 속 소변기의 예시는 다음과 같다.
- 마르셀 뒤샹의 샘 (1917)은 일부에게 가장 영향력 있는 현대 미술 작품으로 불리는데, 뒤샹이 "R. Mutt"라고 서명한 소변기이다.[35]
- 뉴욕 나소군 경찰은 음주 운전 방지 캠페인에서 말하는 소변기를 도입했다. Wizmark라는 말하는 소변기 디스플레이 화면을 사용하여 경찰은 술집에 음주 운전을 하지 말라고 촉구하는 미리 프로그래밍된 소변기 메시지를 무료로 제공할 수 있다.[36][37]
- 어니스트 헤밍웨이는 슬로피 조스 바의 소변기를 고양이들을 위한 물 분수로 개조했다. 이 분수는 그의 옛집인 플로리다주 키웨스트에 있는 인기 있는 관광 명소로 남아있다.[38]
- 피수아르는 일부 국가에서 'Urinal'로 재명명되었는데, 존 그레이슨이 감독한 첫 장편 영화이다. 1980년에 개봉되었으며 화장실을 배경으로 한다.[39]
- 가브리엘 슈발리에의 1934년 풍자 소설 클로슈메를은 프랑스 마을에 새 소변기를 설치하려는 계획의 파급 효과를 다룬다.
- 인디애나 소변 검사(1988)는 소변기에 관한 다큐멘터리이다. 내용은 "소변기의 종류, 소변기 에티켓, 소변기 방향제 사용, 소변기가 항상 흰색인 이유, 소변기 대 변기 선호도, 여성용 소변기, 그리고 소변기 일화 모음"을 포함한다.[40] 이 작품은 1990년 인디애나 영화 협회에서 표창을 받았다.[41]
- "Mystery of the Urinal Deuce"는 미국 성인 애니메이션 시트콤 사우스 파크의 에피소드로, 줄거리는 소변기에 배변한 사람의 신원을 밝히려는 초등학교의 노력을 중심으로 전개된다.

### 특이하거나 역사적인 소변기 갤러리

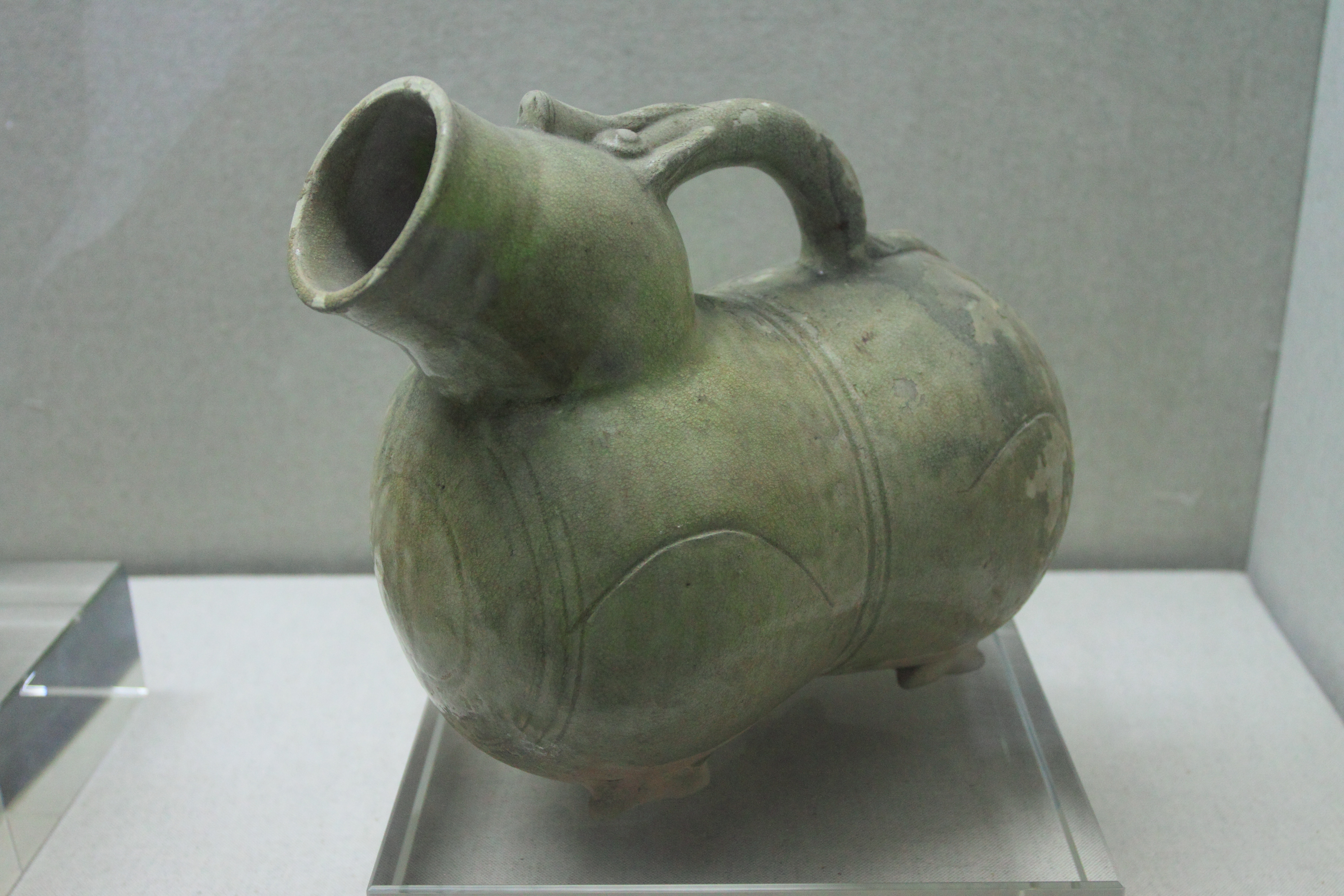
고대 휴대용 소변기, 서진 (서기 265–316년경)
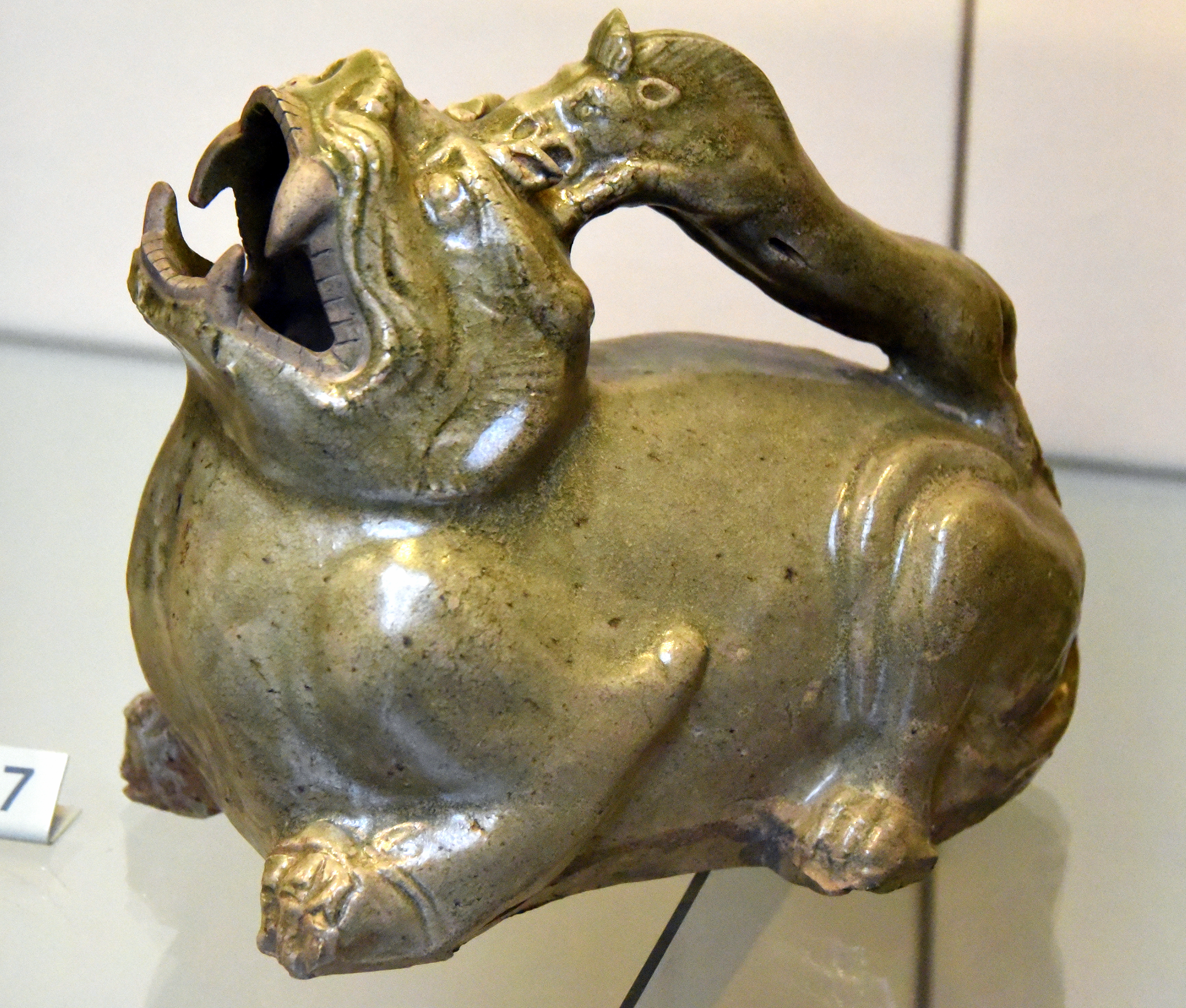
호랑이 형태의 소변기. 올리브 녹색(청자) 유약을 입힌 석기. 남조 시대, 서기 500–589년. 중국 저장성 출토. 빅토리아 앤드 앨버트 박물관
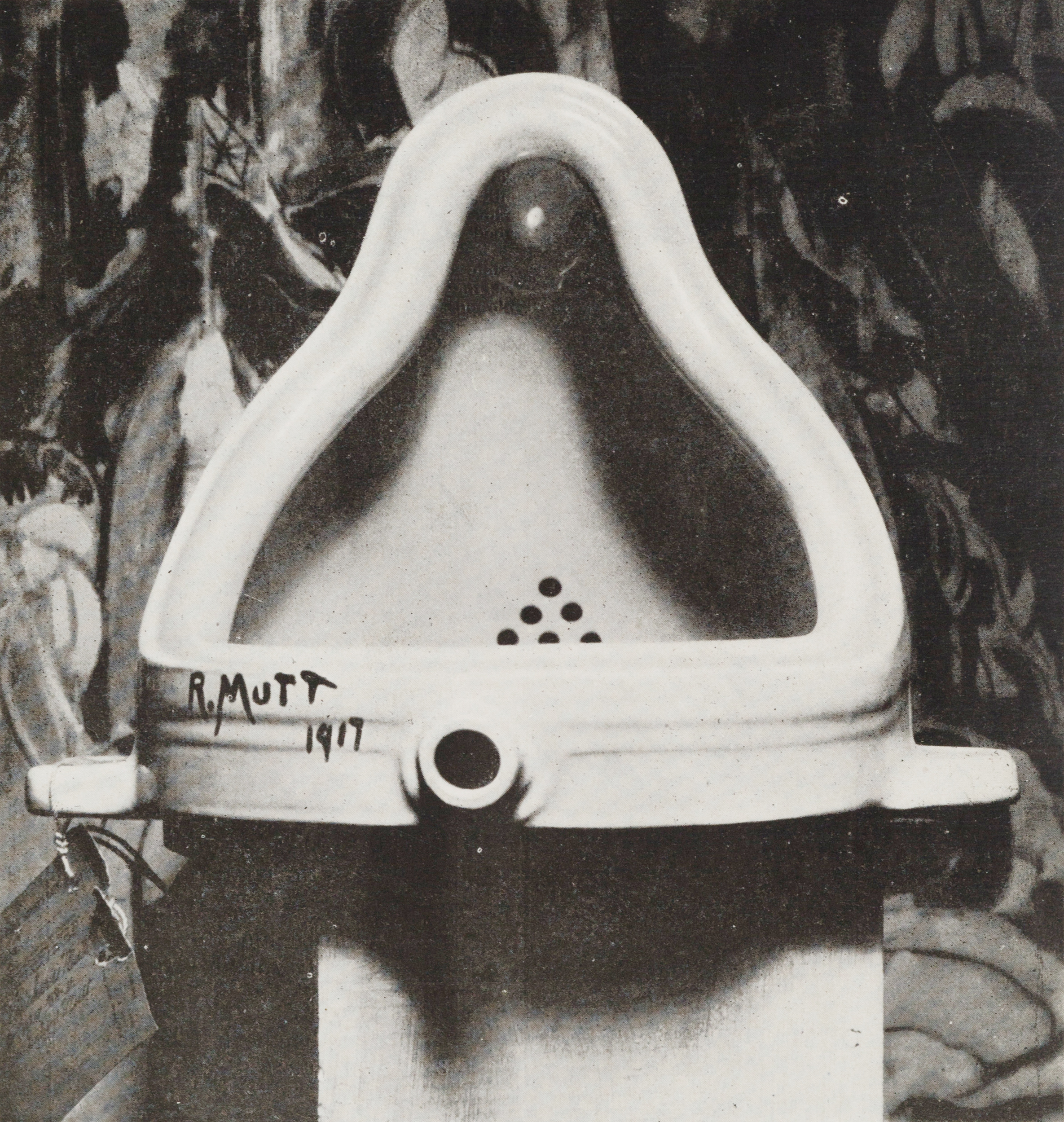
마르셀 뒤샹이 논란의 예술 작품으로 전시한 소변기인 샘
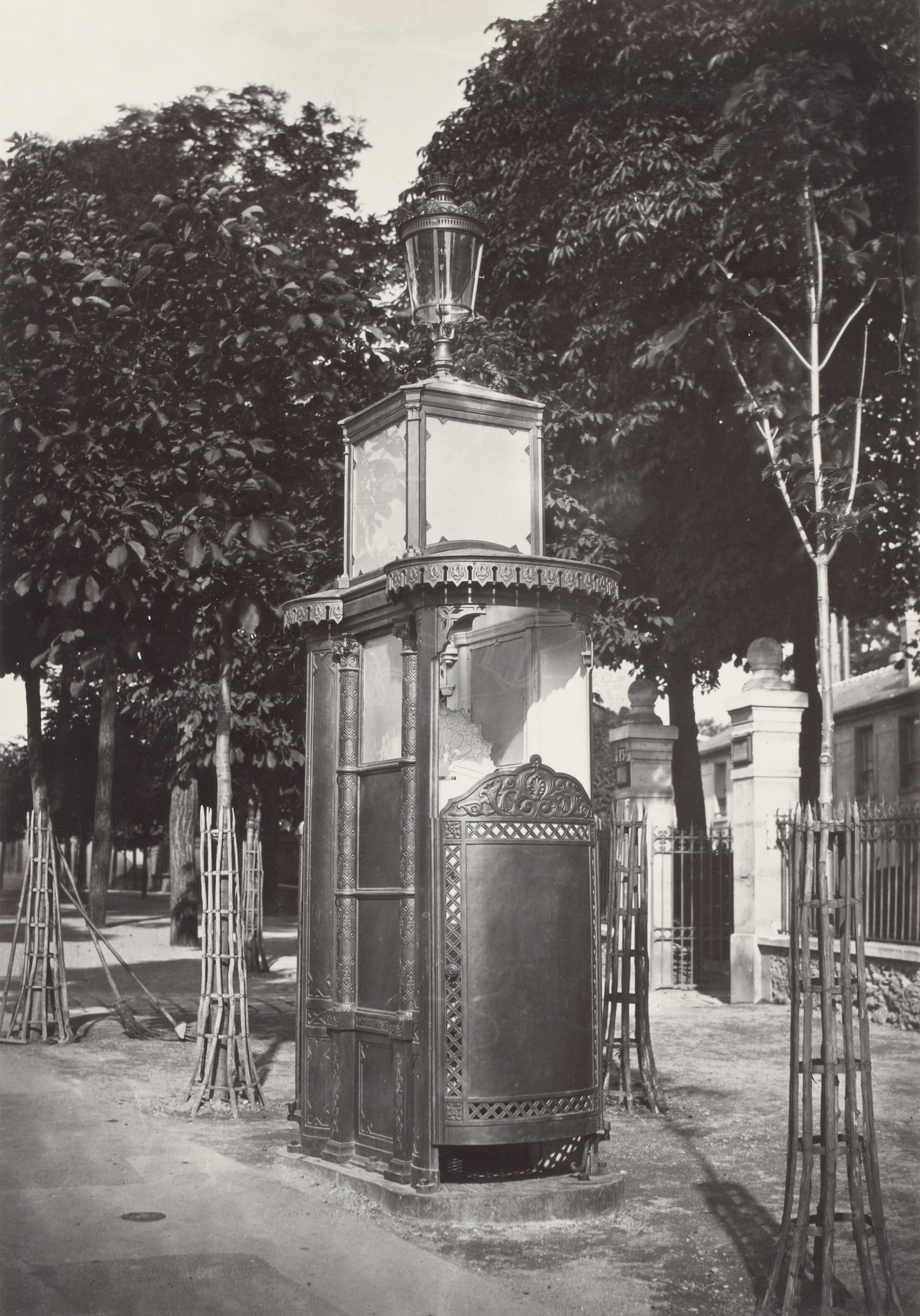
1865년경 화려하게 조명된 프랑스 소변기
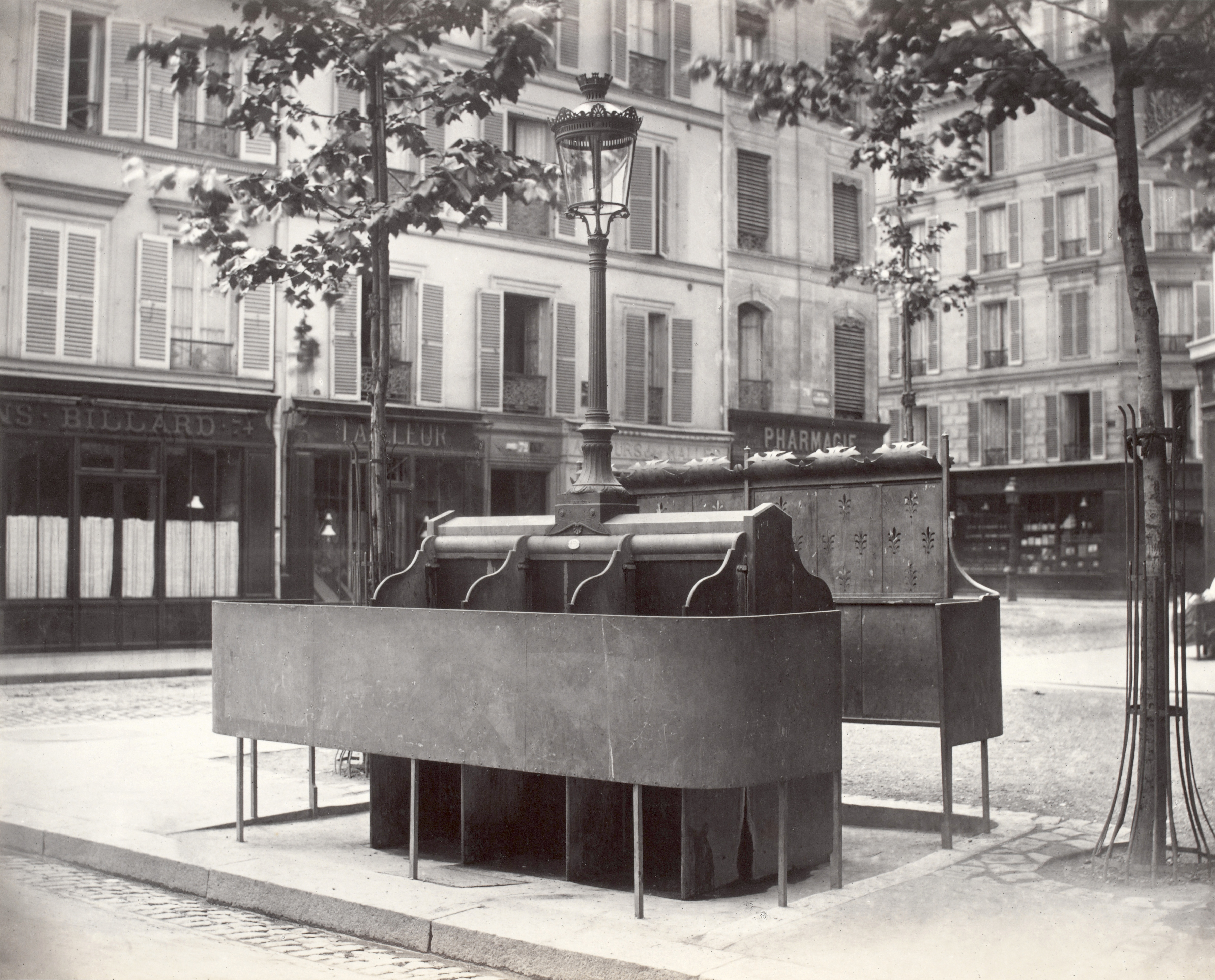
1865년경 기본 여섯 칸 파리 소변기
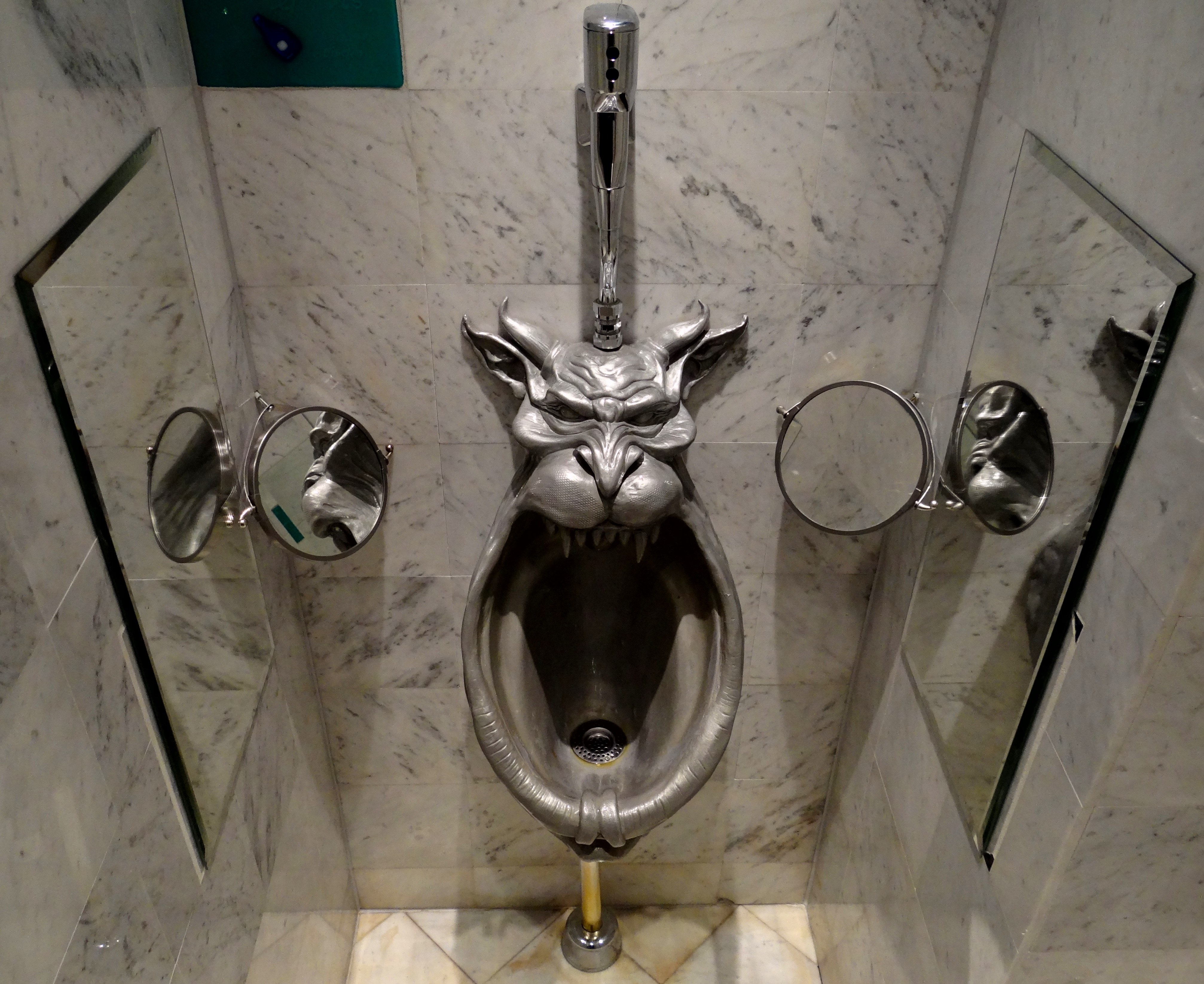
오슬로 미니 보틀 박물관 남자 화장실의 고딕풍 소변기
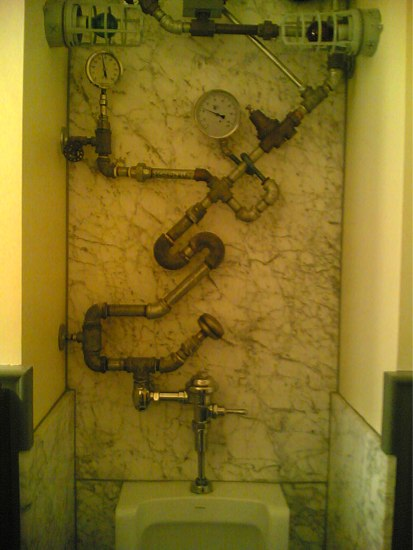
술집의 "스팀펑크" 스타일 소변기
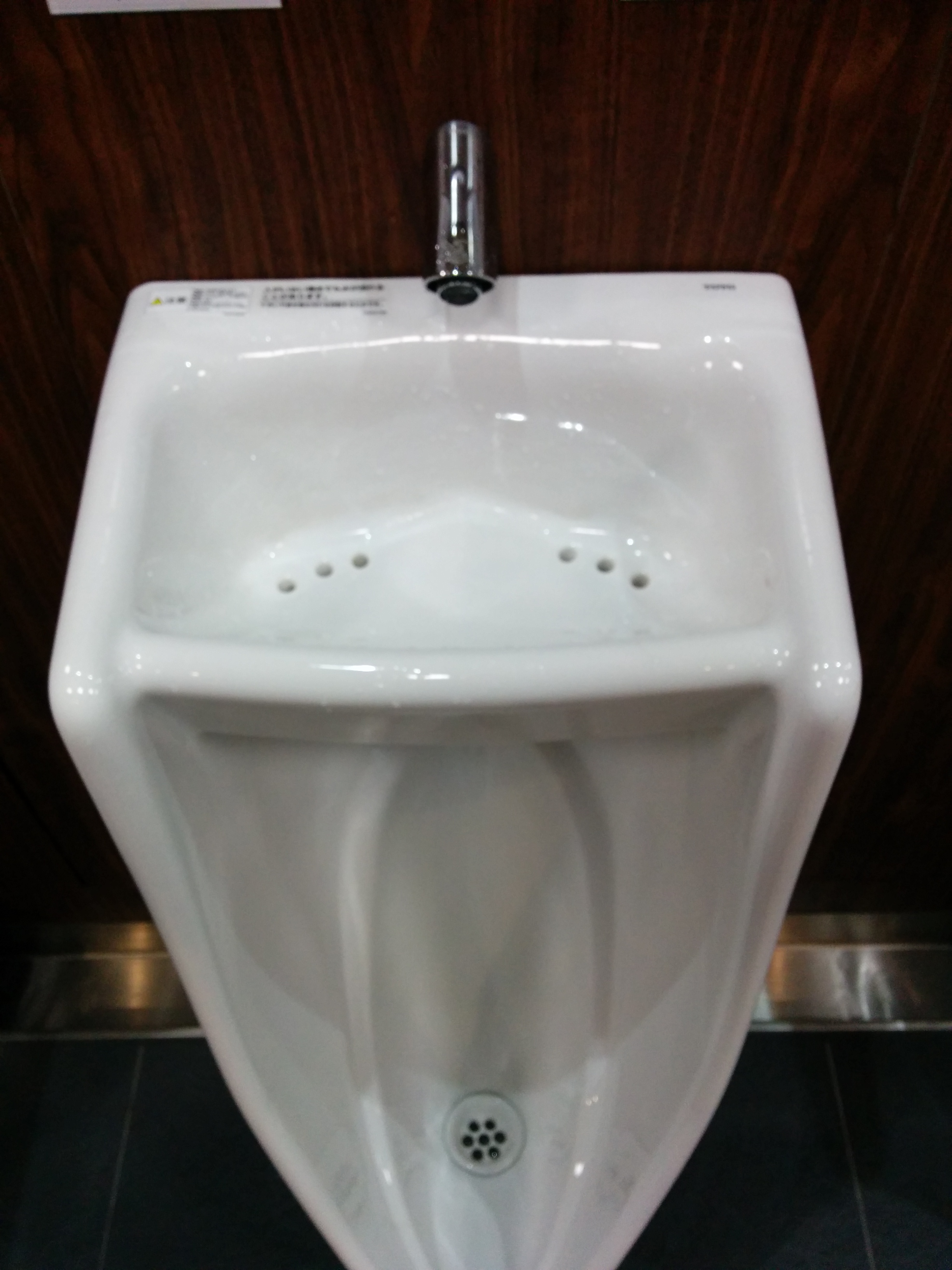
일본의 세면대/소변기는 물과 물리적 공간을 절약한다.
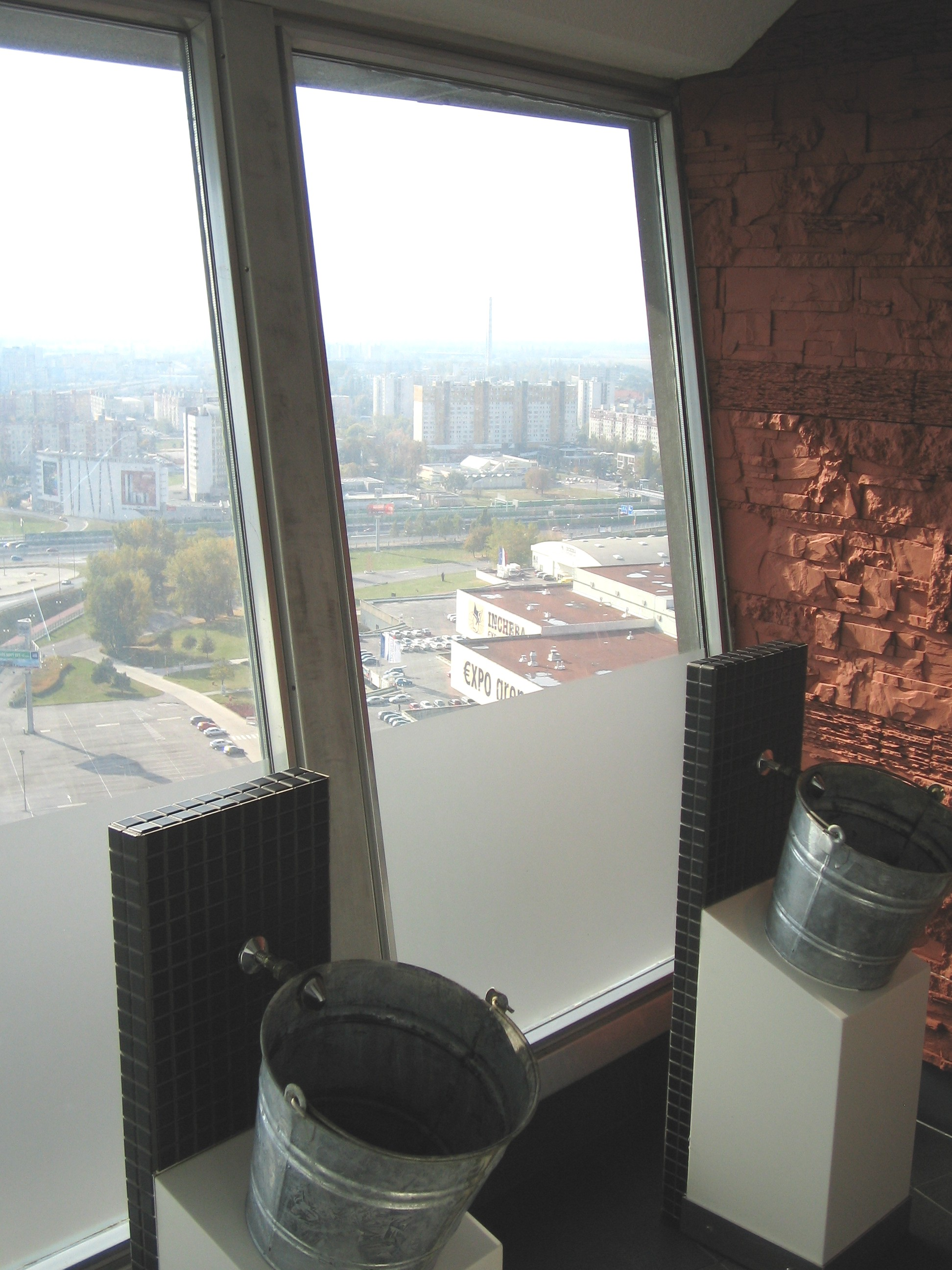
브라티슬라바 UFO 레스토랑의 전망 좋은 소변기
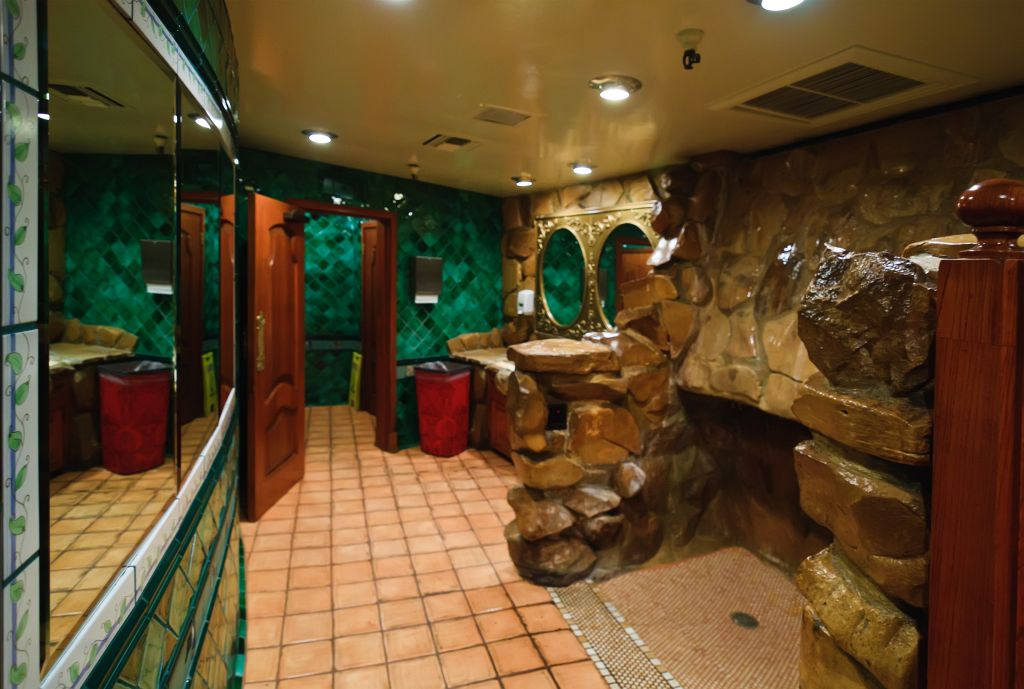
마돈나 인의 화려하게 장식된 소변기
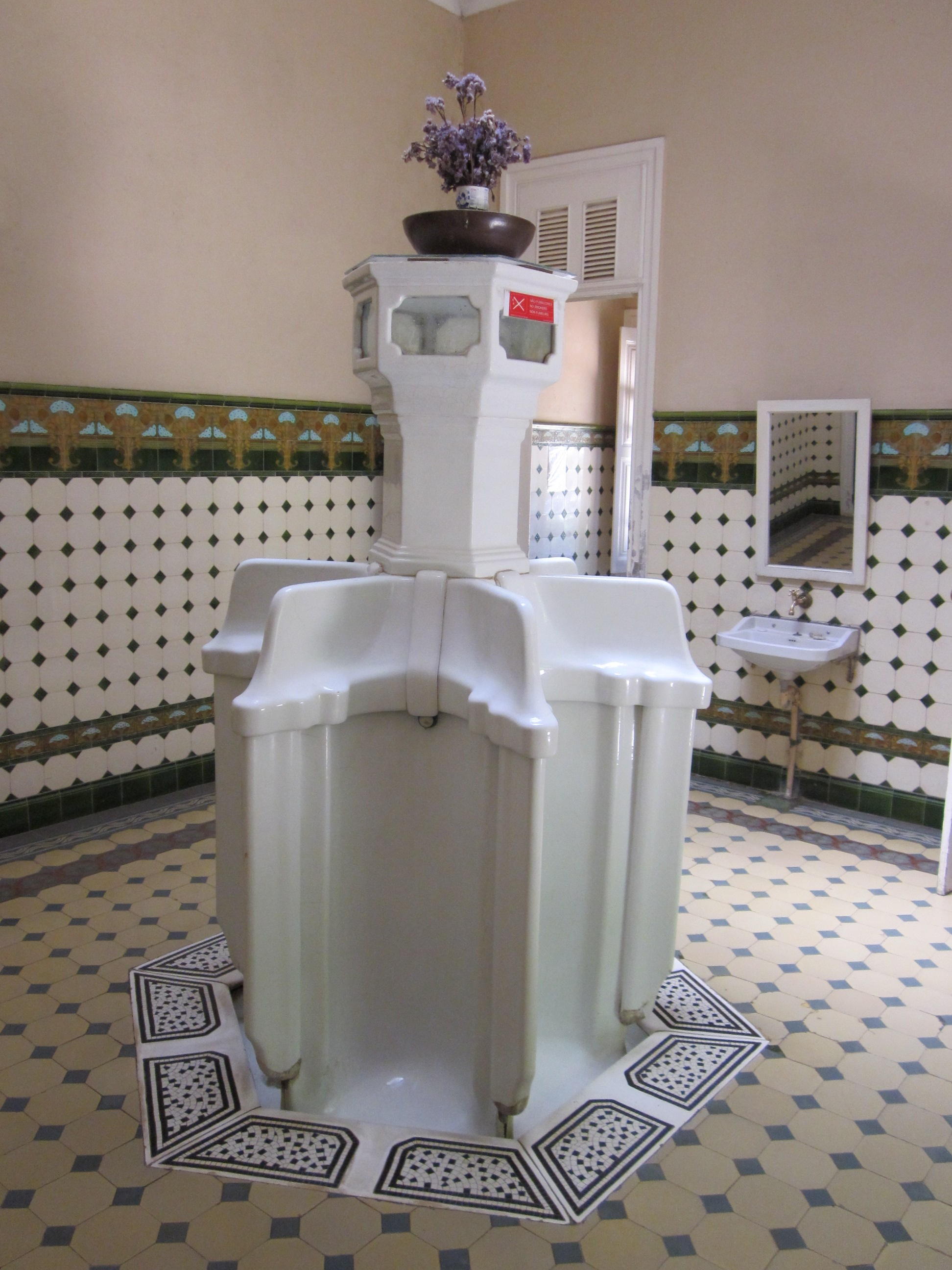
포르투갈 포르투의 공중 소변기
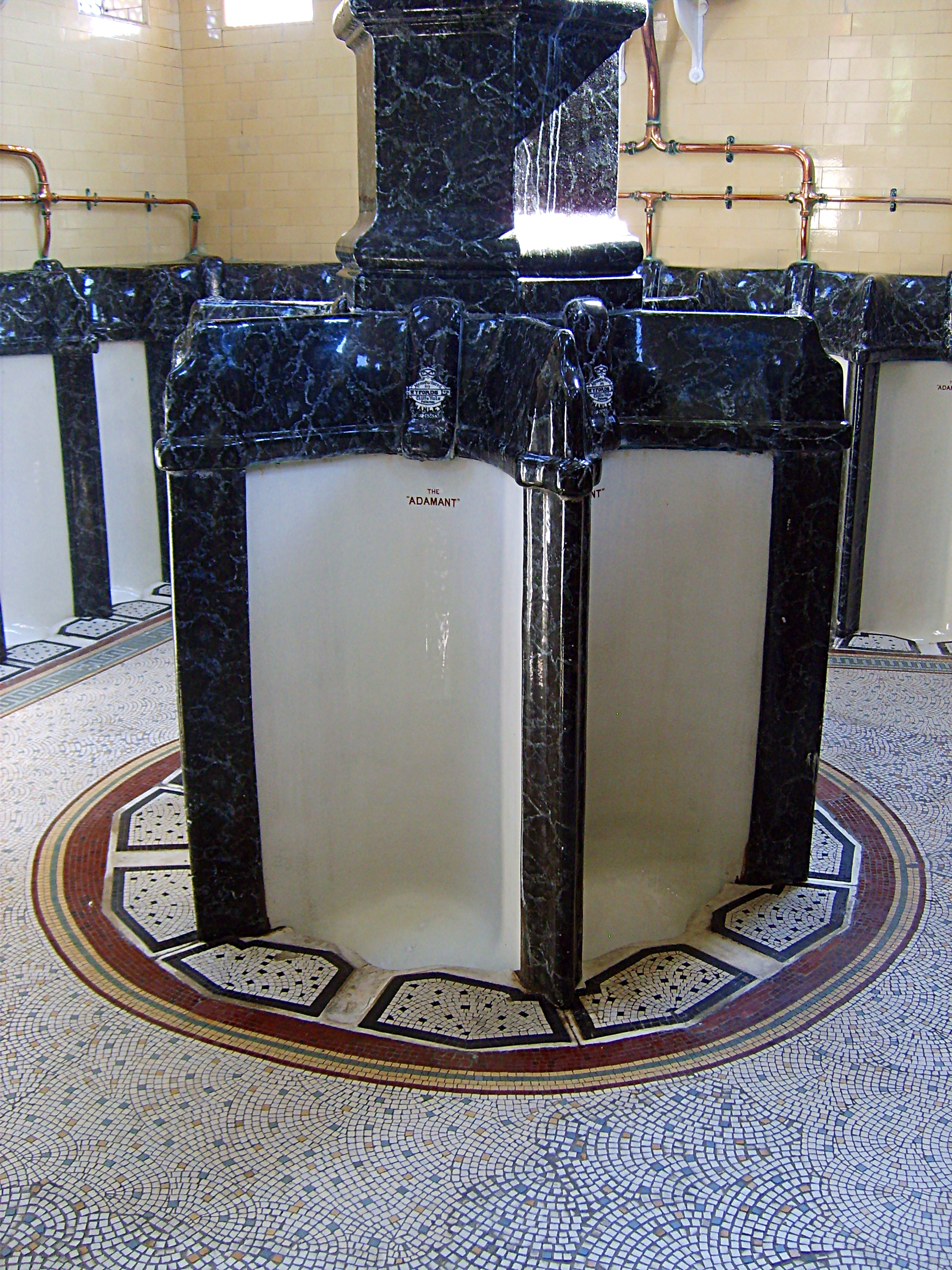
1899년 스코틀랜드 로세이의 빅토리아 시대 소변기
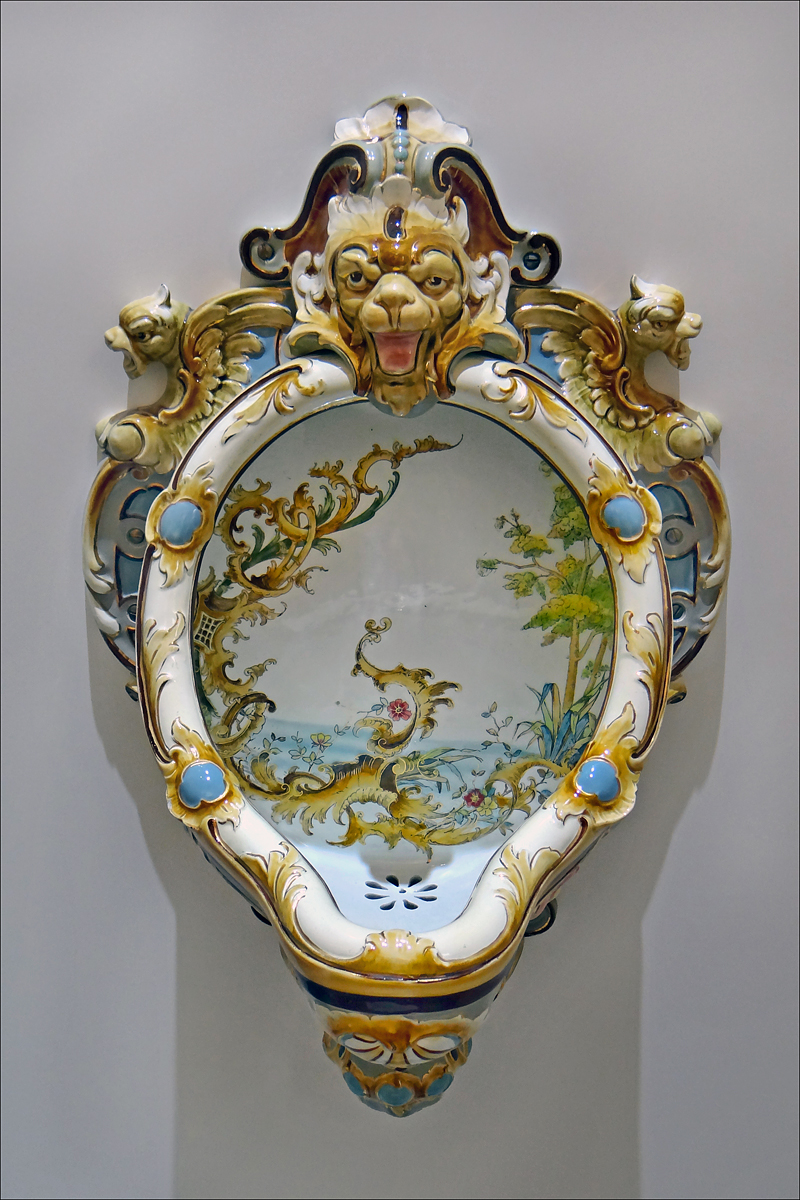
네오 바로크 양식으로 장식된 소변기
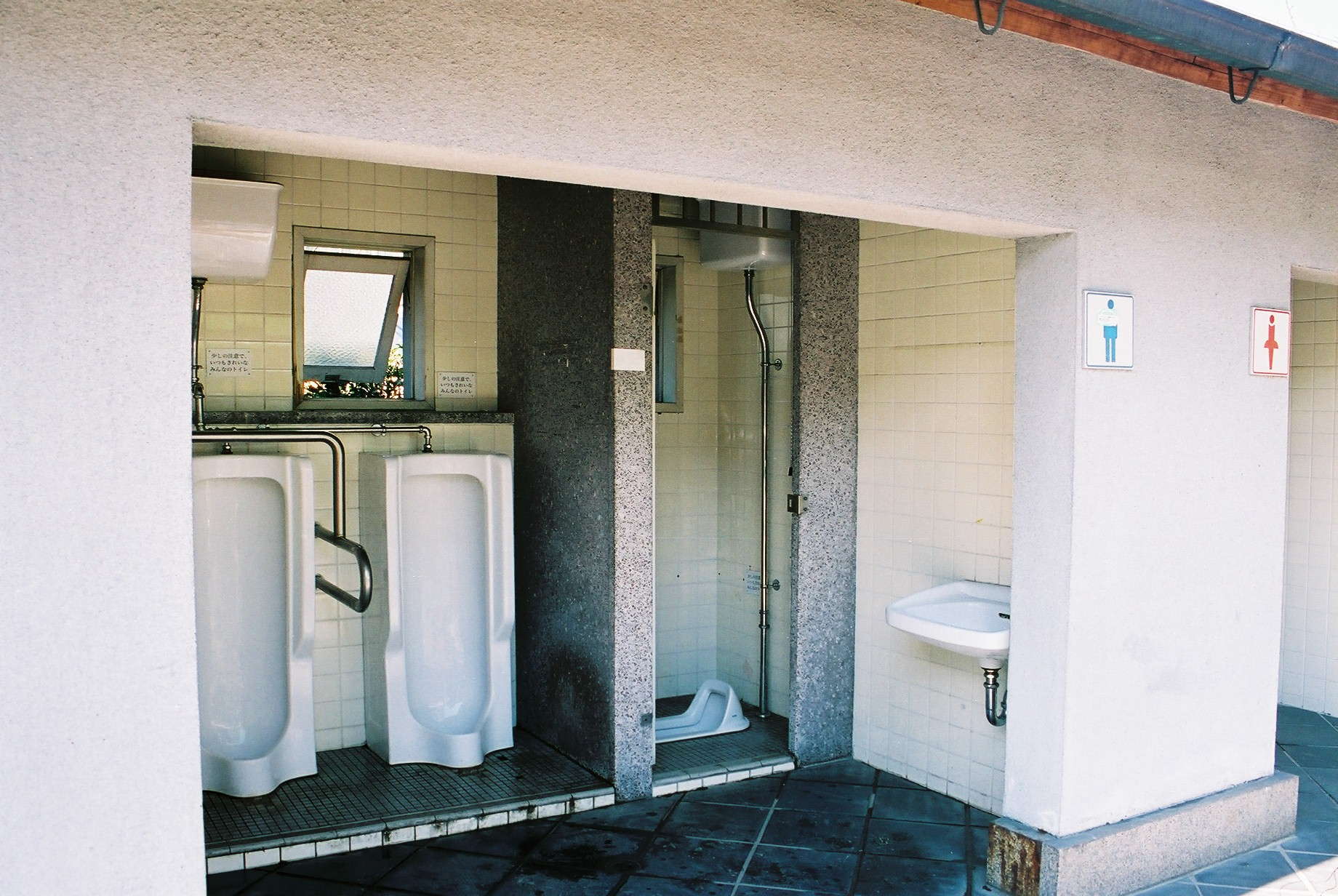
일본의 개방형 공중화장실
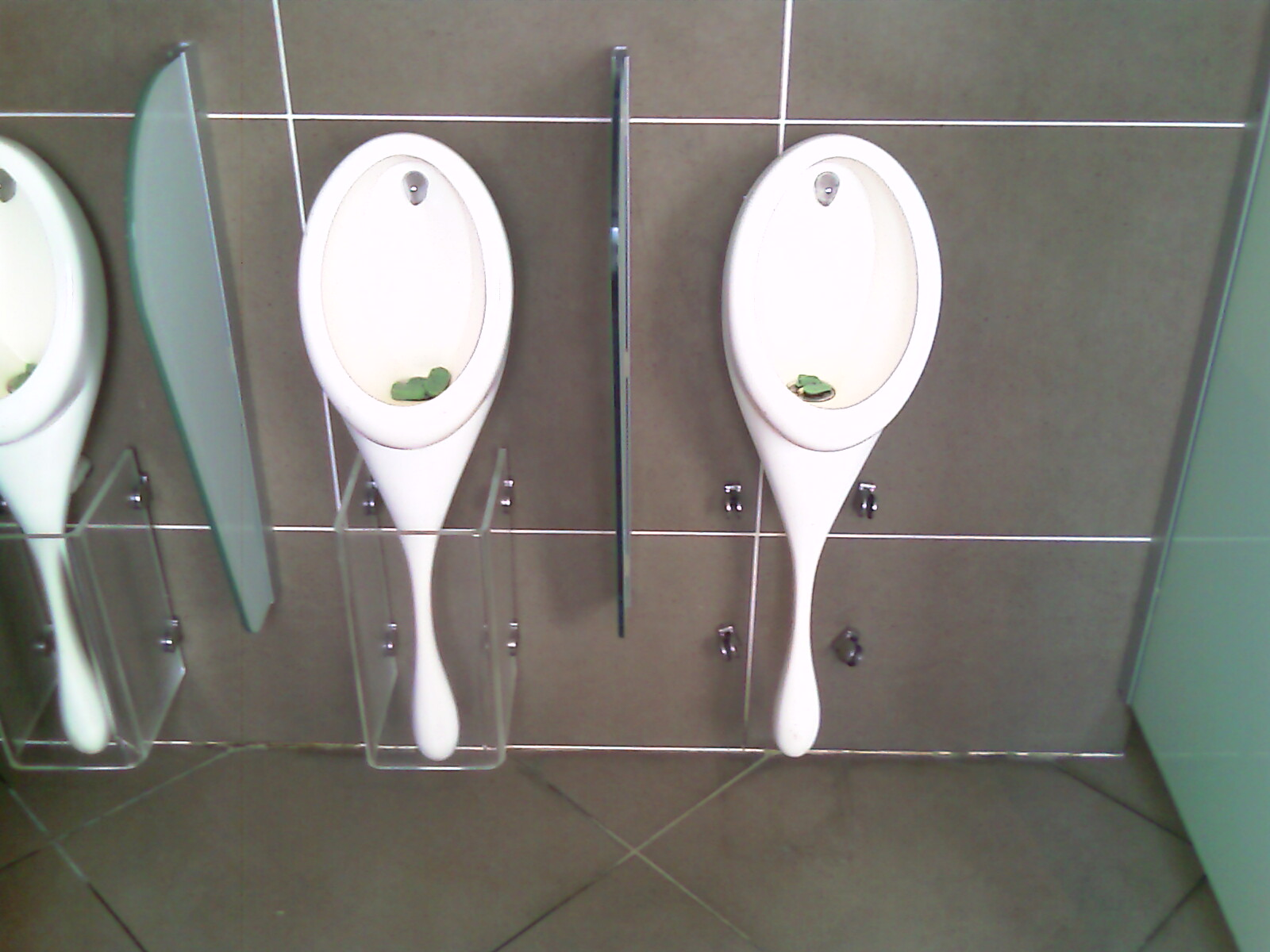
건지 섬 세인트피터포트의 스타일리시한 소변기
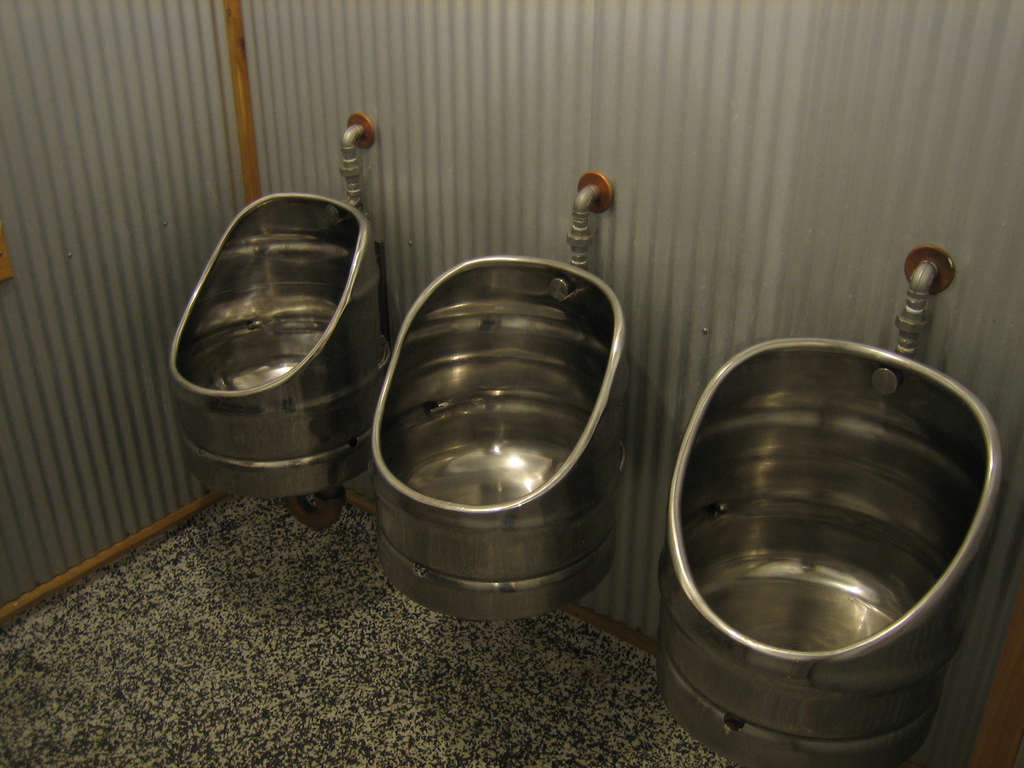
뉴질랜드 크라이스트처치 양조장의 소변기
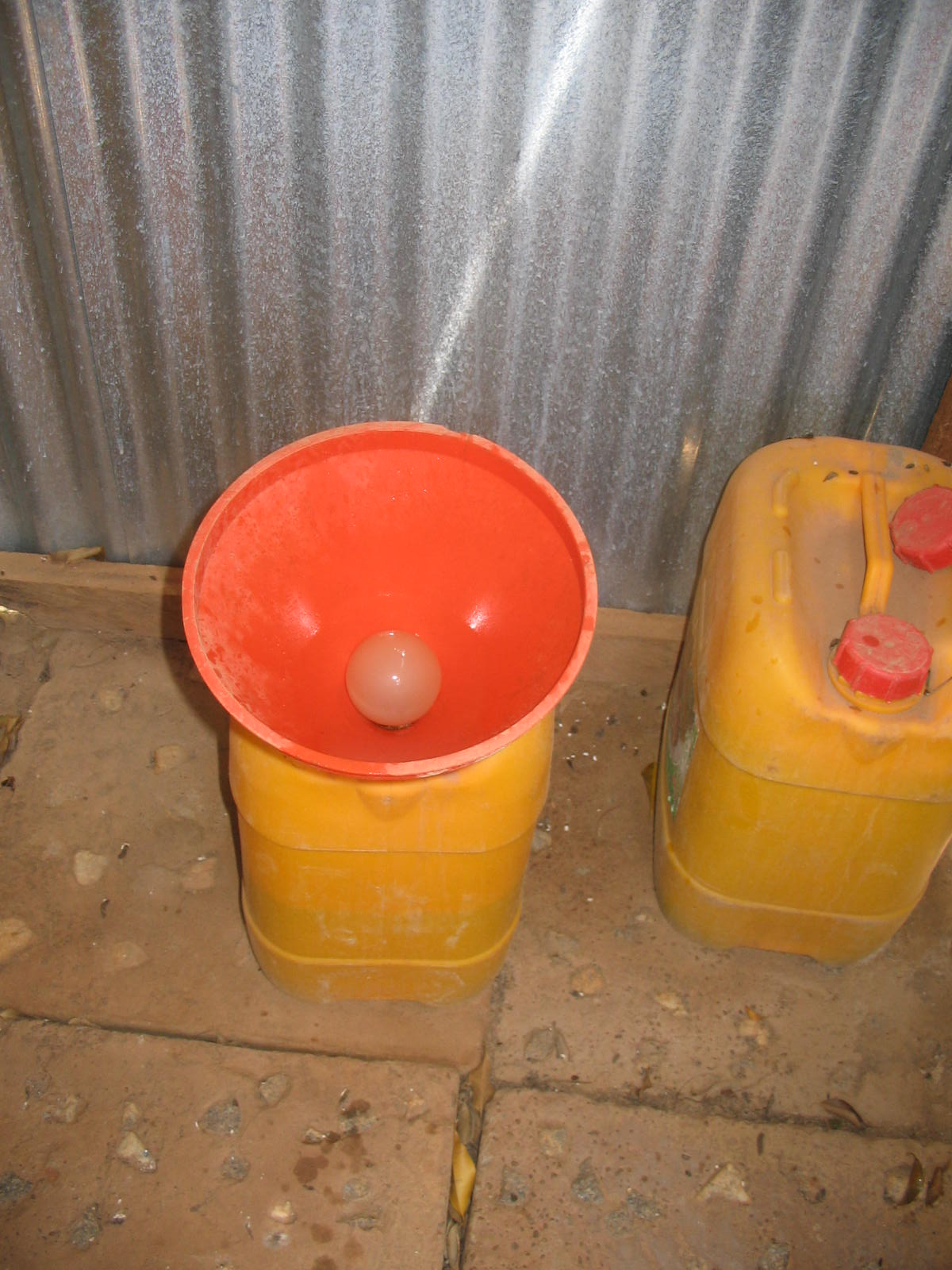
부르키나파소의 저렴한 무수 이동식 소변기
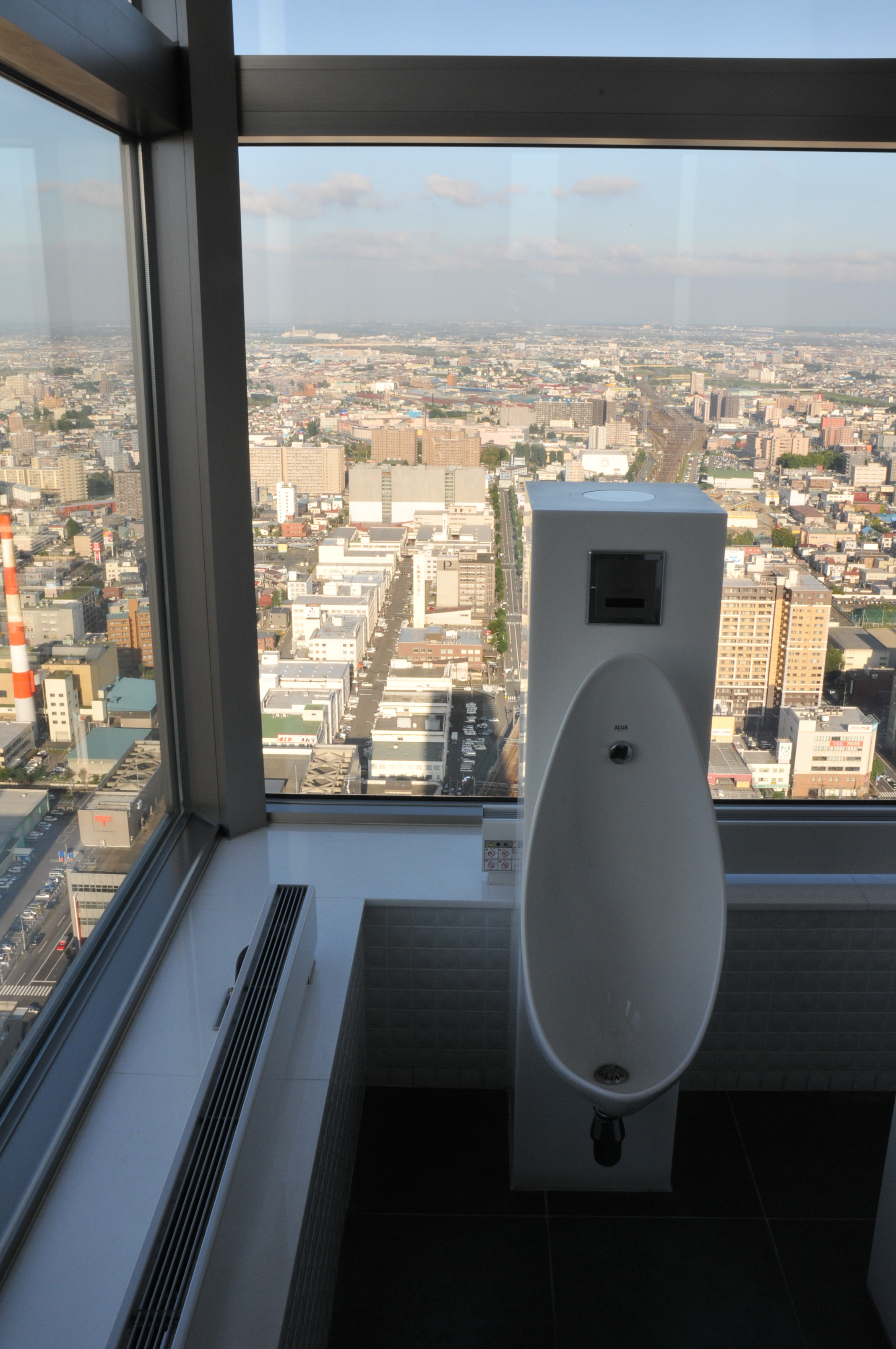
일본 홋카이도 JR 타워 38층 전망 소변기
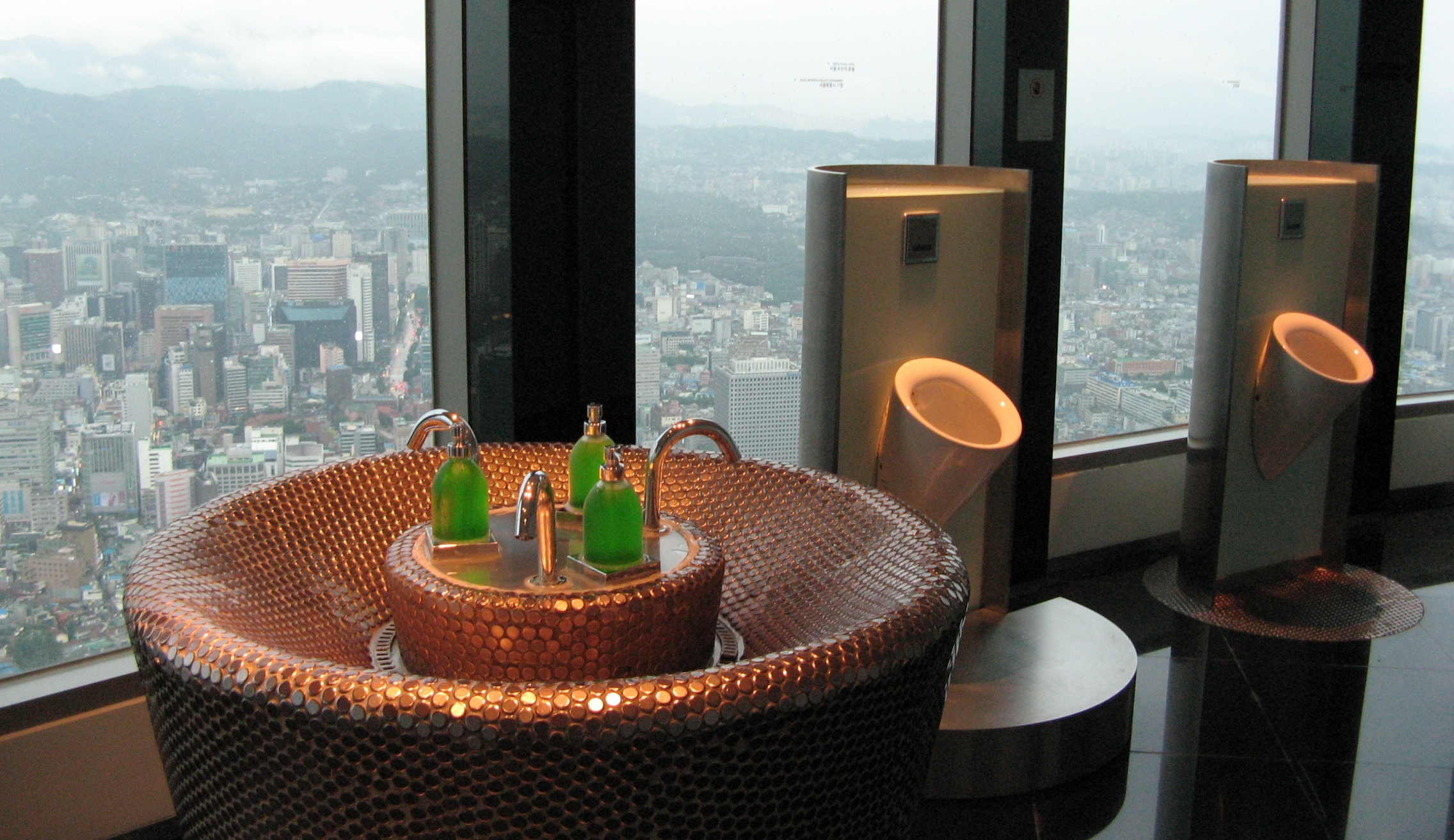
개방형으로 배치된 스탠드형 소변기
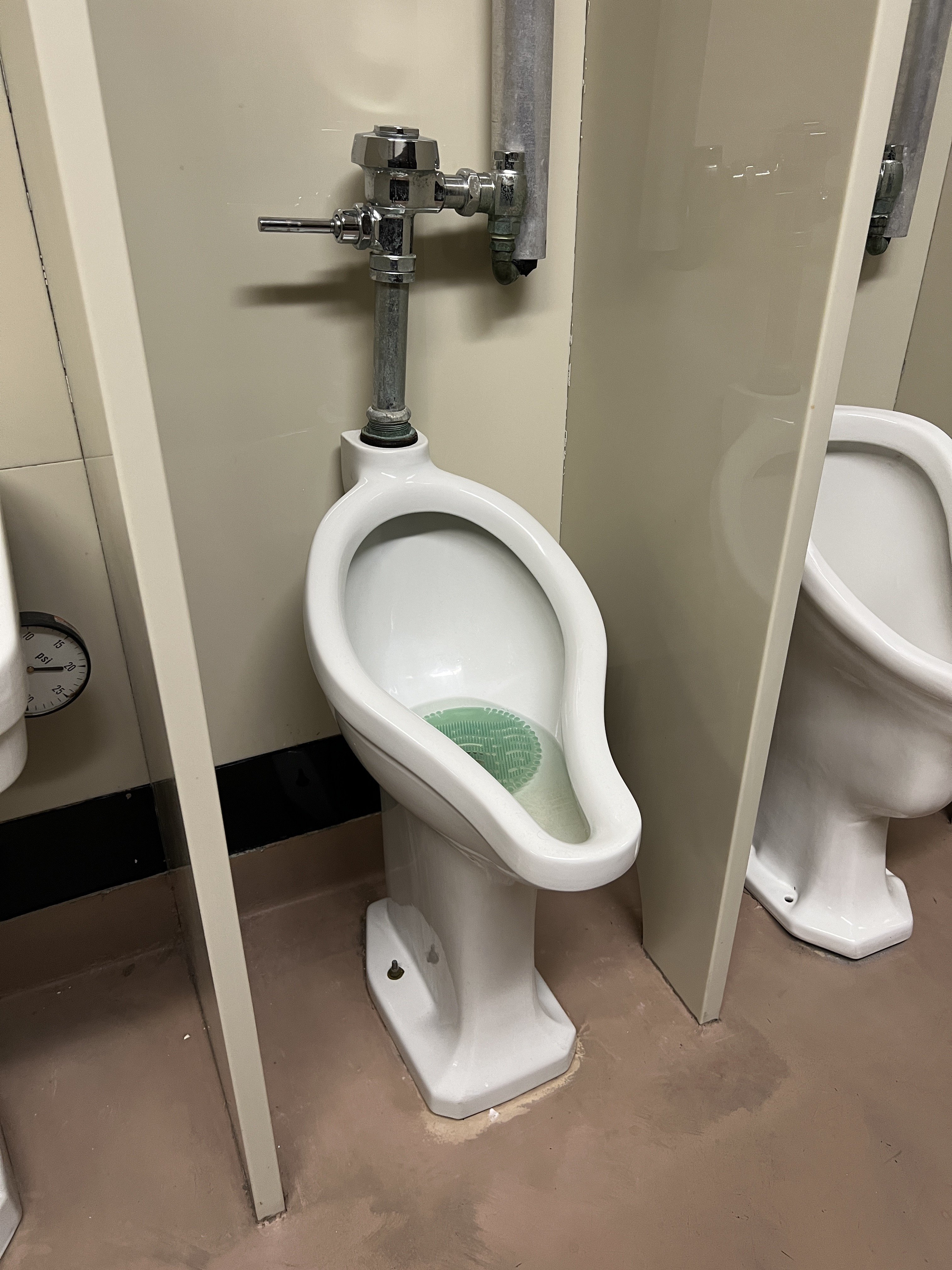
미국 자연사 박물관의 구식 소변기
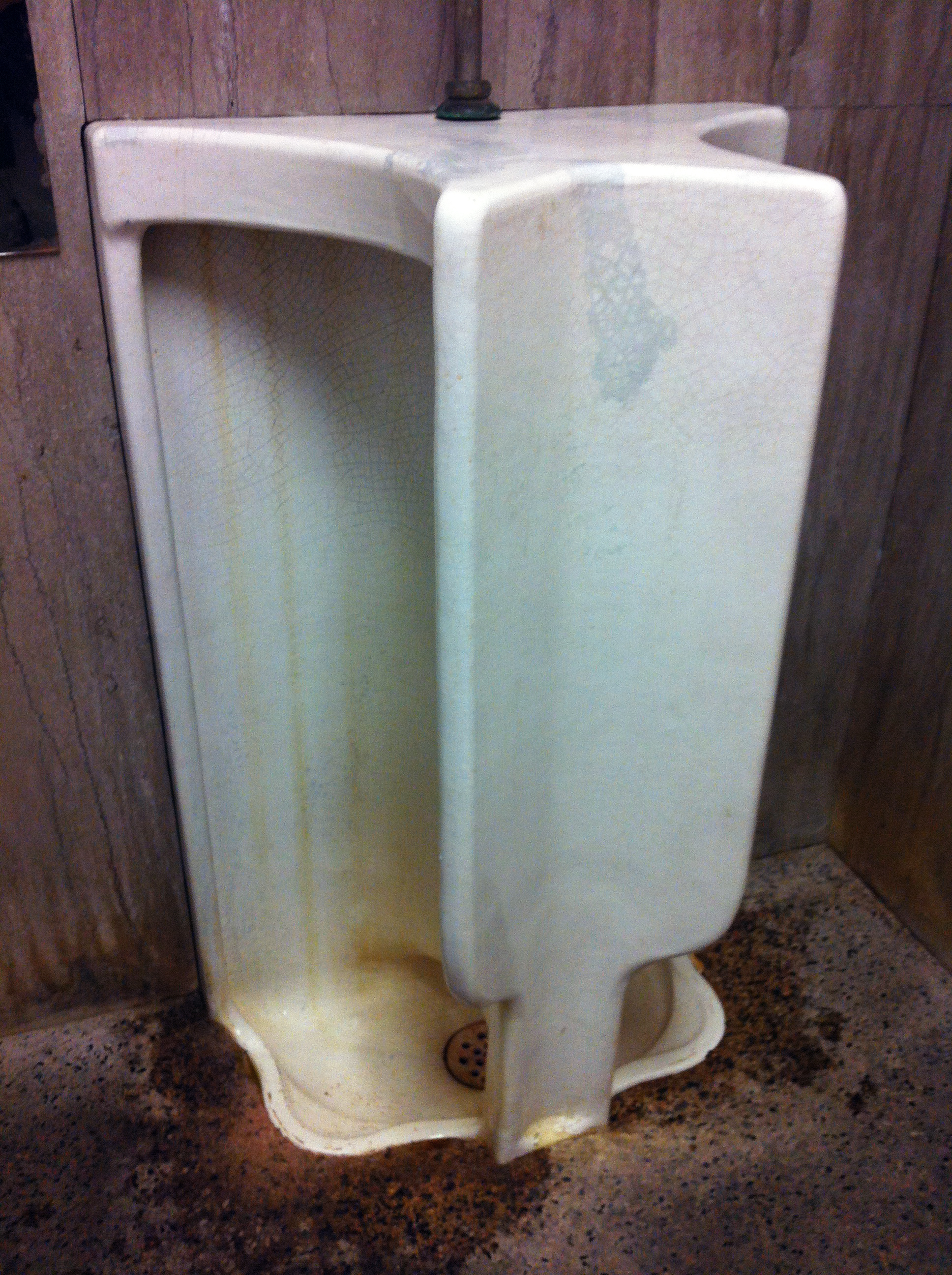
이중 소변기. 양쪽에서 한 명씩 소변을 볼 수 있다.
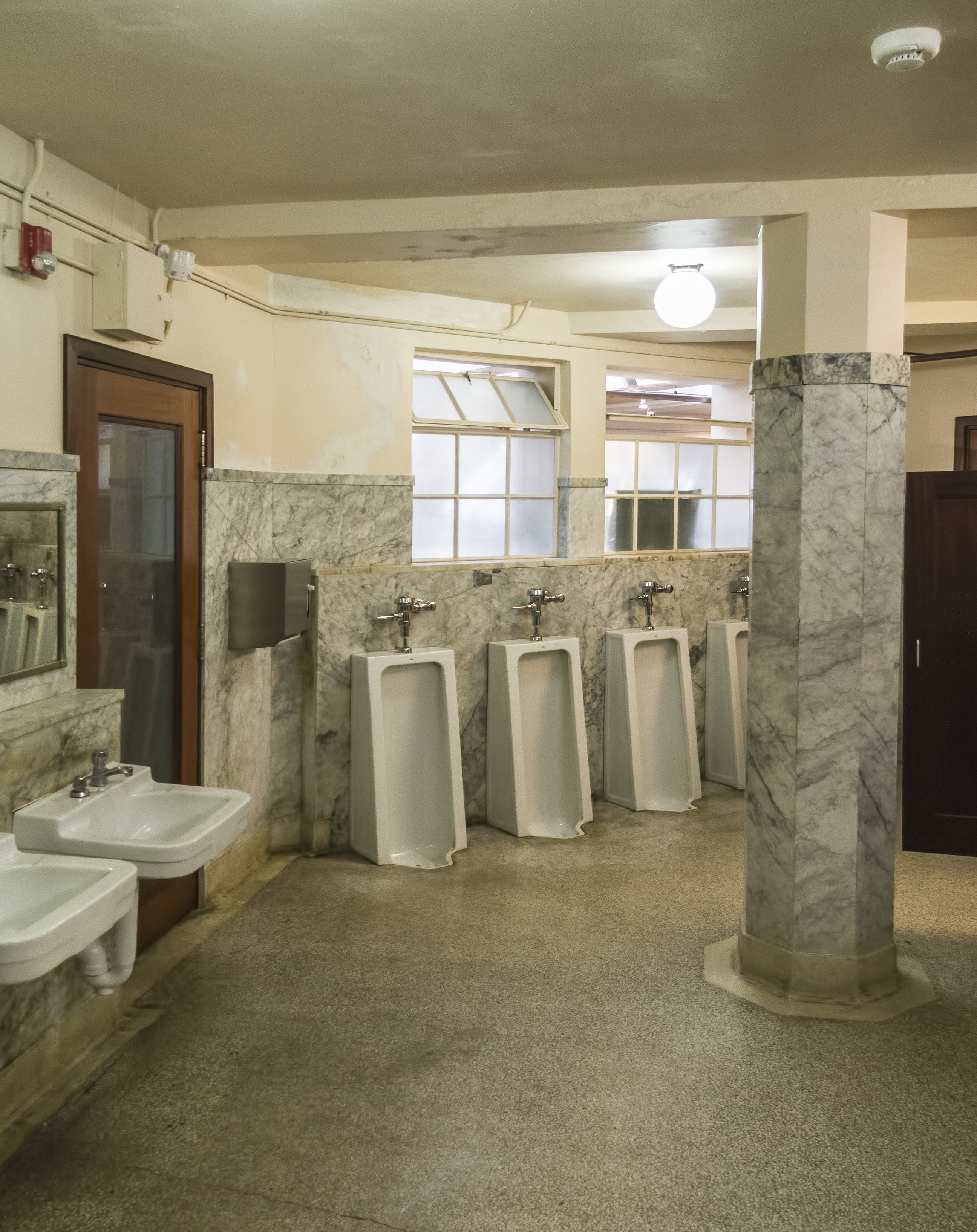
남자 화장실의 바닥형 소변기 예시

## 같이 보기
- 소변